# Walters Art Museum

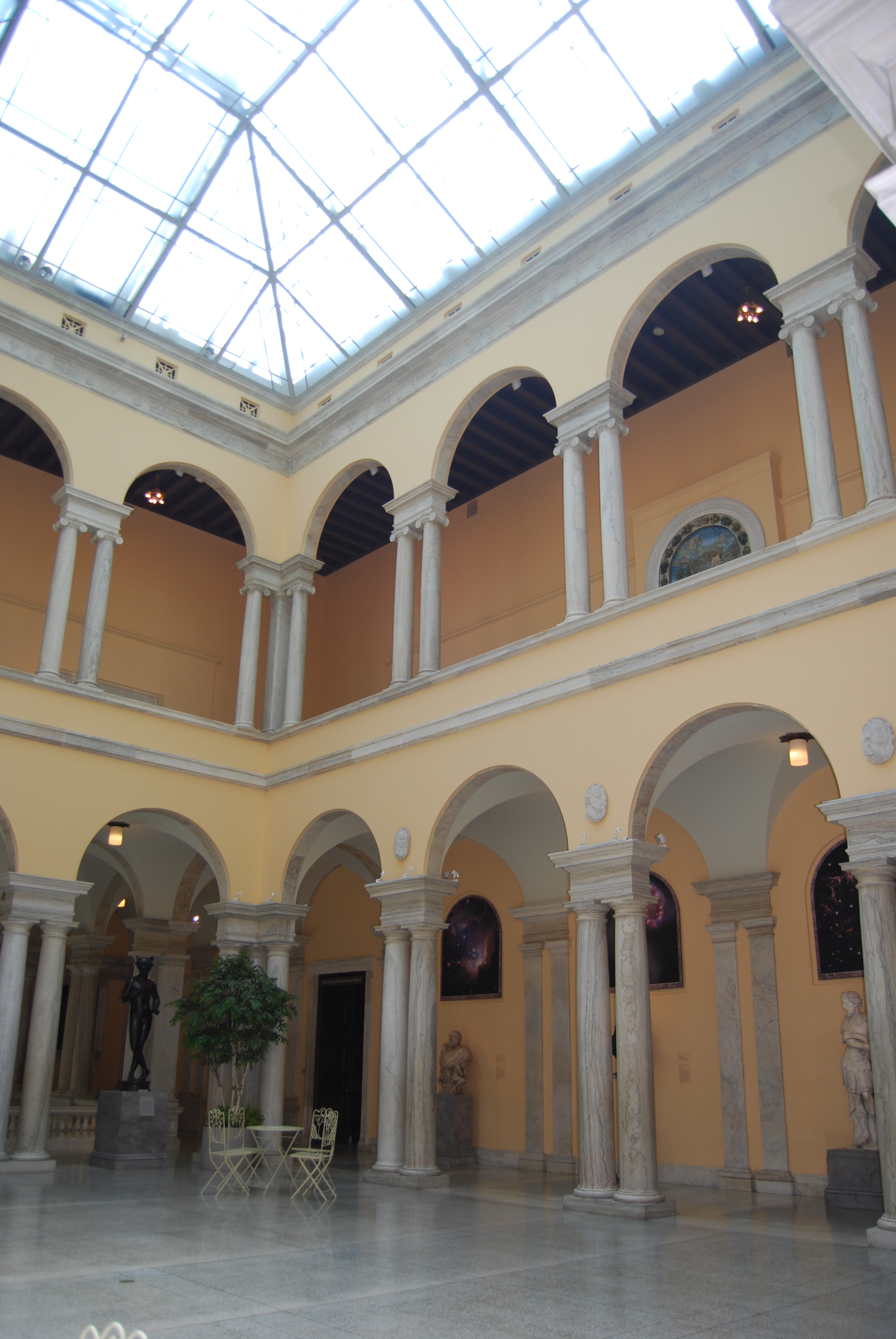
Dziedziniec gmachu muzeum przy Charles Street

Walters Art Museum – muzeum położone w Baltimore, (Maryland Mount Vernon). Jedno z największych w Stanach Zjednoczonych muzeów sztuki, gromadzących ponad 22 tysięcy dzieł sztuki głównie dawnej. W muzeum można oglądać przede wszystkim dzieła sztuki starożytnej, średniowiecznej, nowożytnej, nowoczesnej (do początku XX wieku) oraz islamskiej, azjatyckiej, afrykańskiej i prekolumbijskiej.

## Dzieje
Walters art Museum zostało założone w roku 1934. Punktem wyjścia stały się kolekcje zgromadzone przez Williama Thompsona Waltersa (1819–1894) i jego syna Henry’ego Waltersa (1848–1931). Starszy z Waltersów w obawie przed amerykańską wojną domową uciekł do Paryża, gdzie nabywał a później sprowadził z powrotem do Stanów znaczącą kolekcję dzieł sztuki. Młodszy z nich prócz wzbogacenia zbiorów o nowe dzieła ulokował je w pałacu przy ulicy Charles Street, przyczynił się do otwarcia „dla dobra społecznego” muzeum w roku 1909. Zbiór Waltersów wynosił ponad 22 tysięcy dzieł sztuki, od antyku po współczesność. W roku 2000, Walters Art Gallery zmieniła nazwę na Walters Art Museum, ze względu na nową koncepcję eksponowania zbiorów szerszej publiczności, w następnym roku po trzyletniej renowacji miało miejsce ponowne otwarcie.
Obecnie muzeum jest nowoczesną placówką kulturalno-naukowo-artystyczną. Prócz prezentowaniu szerokiej publiczności licznej kolekcji dzieł sztuki, muzeum zajmuje się konserwacją dzieł sztuki i badaniami naukowymi, czego przykładem jest złożony w depozycie od prywatnego kolekcjonera antyczny Palimpsest Archimedesa.
Dzięki grantom od władz miasta i gminy Baltimore od 1 października 2006, Baltimore Museum of Art i Walters Art Museum przez rok oferowały zwiedzającym wstęp bezpłatny. W 2012 roku muzeum wydało ponad 20 000 własnych reprodukcji muzealiów w licencji Creative Commons i nawiązało współpracę z Wikimedią w celu profesjonalnej emisji reprodukcji na Wikimedia Commons i popularyzacji muzeum na Wikipedii i innych projektach. Dar od Walters Art Museum stał się jednym z największych i najbardziej profesjonalnie wydanych repozytoriów reprodukcji ofiarowanych przez muzealników dla ruchu Wikimedia.

## Zbiory

### Sztuka starożytna
Starożytność reprezentują dzieła sztuki pochodzące niemal ze wszystkich antycznych cywilizacji, przede wszystkim z krajów Bliskiego Wschodu, Egiptu, Nubii, Grecji, Etrurii oraz Rzymu. Spośród dzieł wyróżniają się dwie monumentalne rzeźby egipskiej bogini Sekhmet, zespół mumii, alabastrowe reliefy z pałacu Ashurnasirpal II, greckie wyroby złotnicze w tym bransolety z Olbii, figura Satyra łączona z Praksytelesem, duży zbiór rzeźbionych głów typowych dla rzymskiej rzeźby portretowej, rzymska ława z brązu oraz zespół marmurowych sarkofagów z grobowców nobilitowanych rodów Licinianów i Calpurnianów.

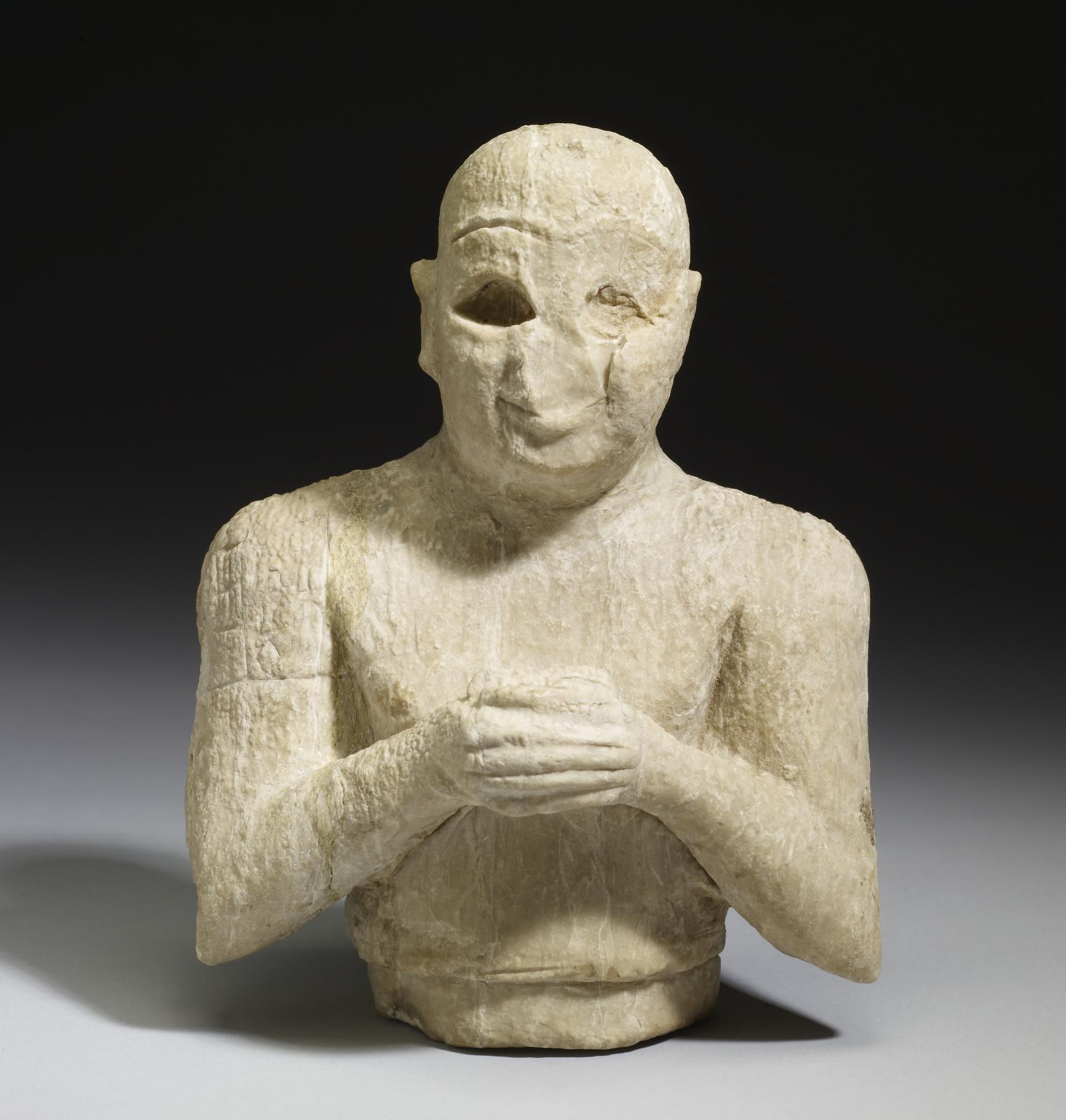
Modlący się mężczyzna, okres wczesnodynastyczny, między 2500 i 2250 r. p.n.e.
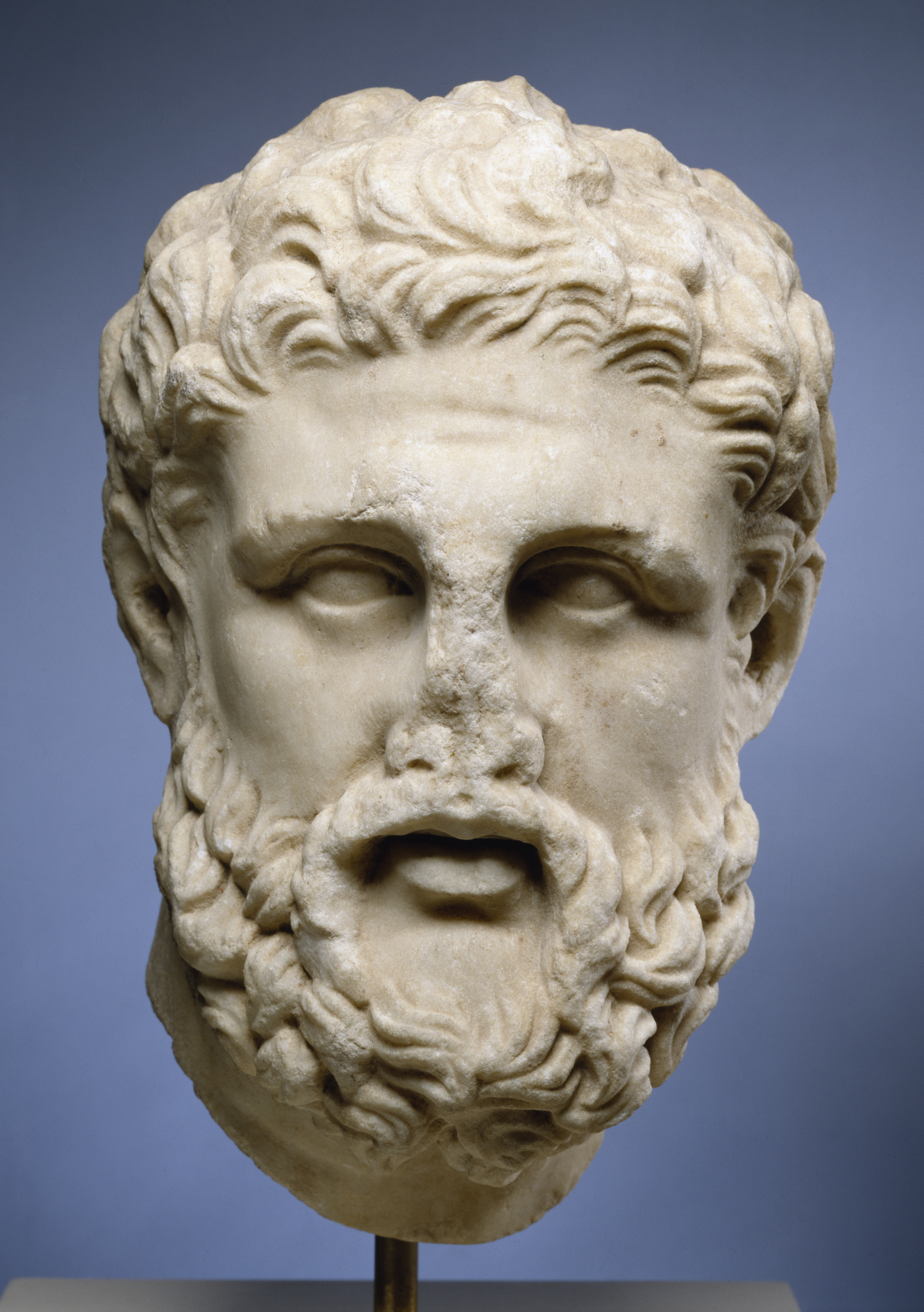
Głowa mężczyzny, Grecja, okres klasyczny, IV w. p.n.e.
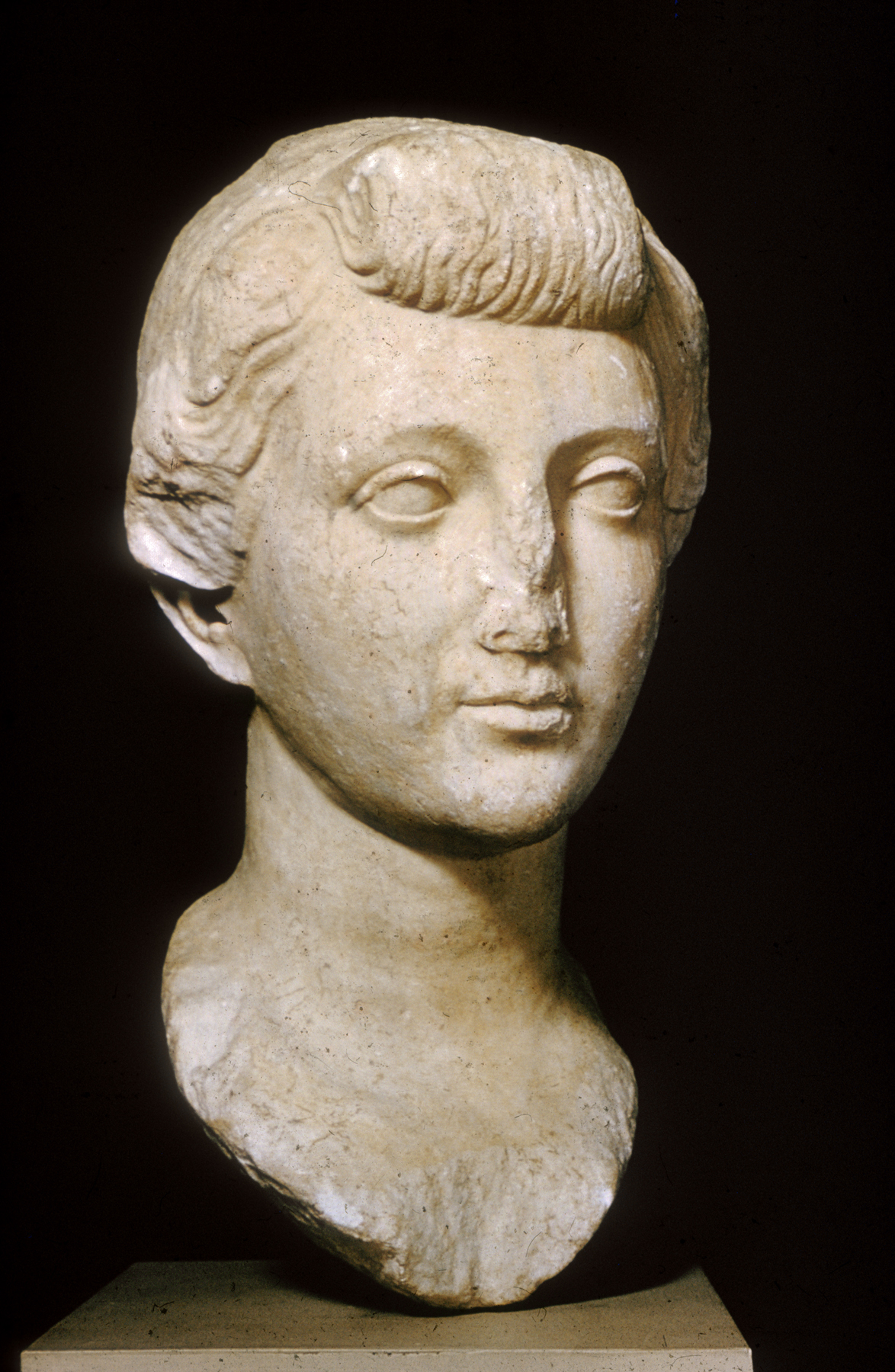
Rzymski portret cesarzowej Liwii, jednej z żon Augusta, 37-31 r. p.n.e.
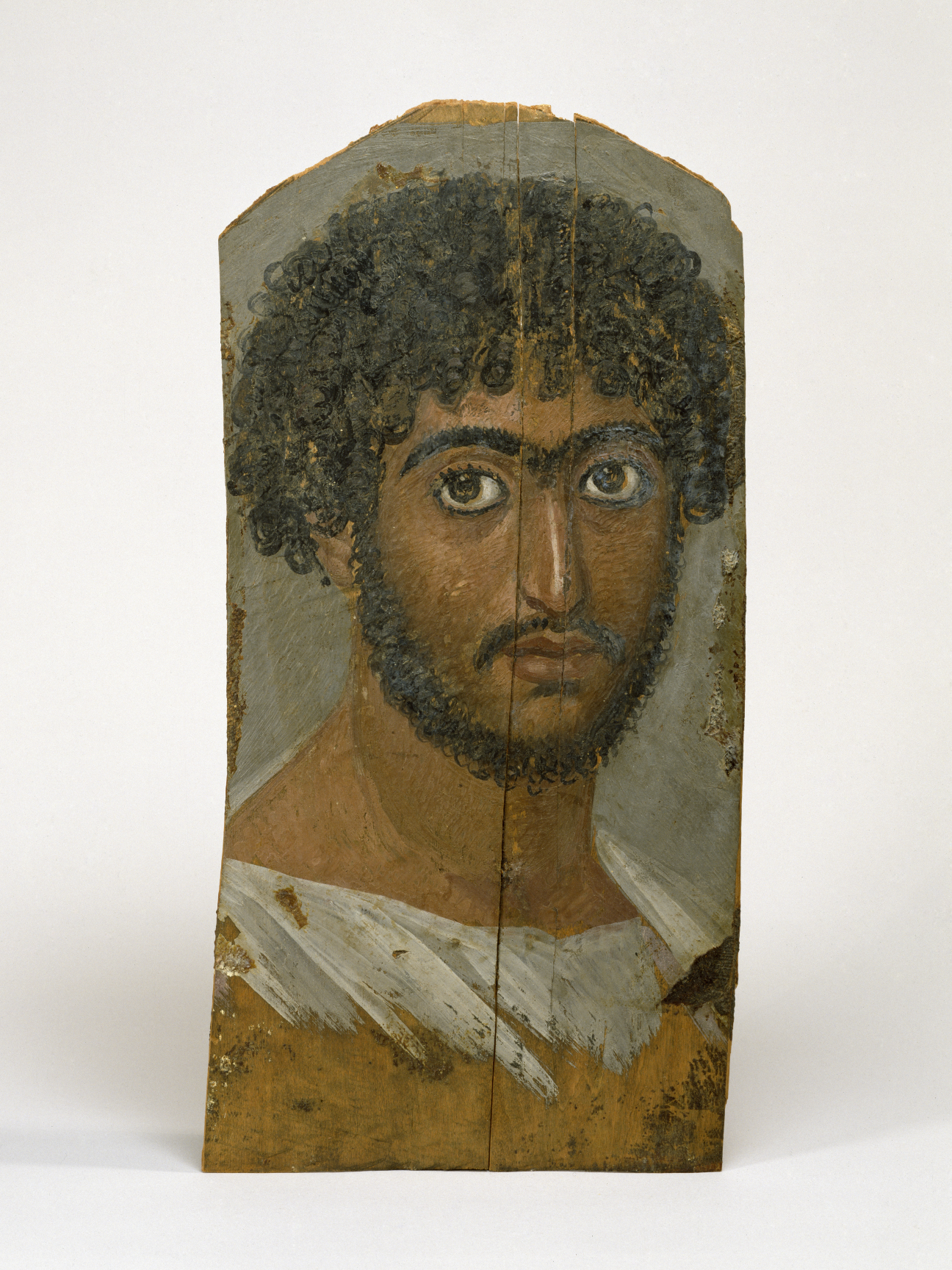
Portret mężczyzny, Egipt, okres rzymski, ok. 175 r. n.e.
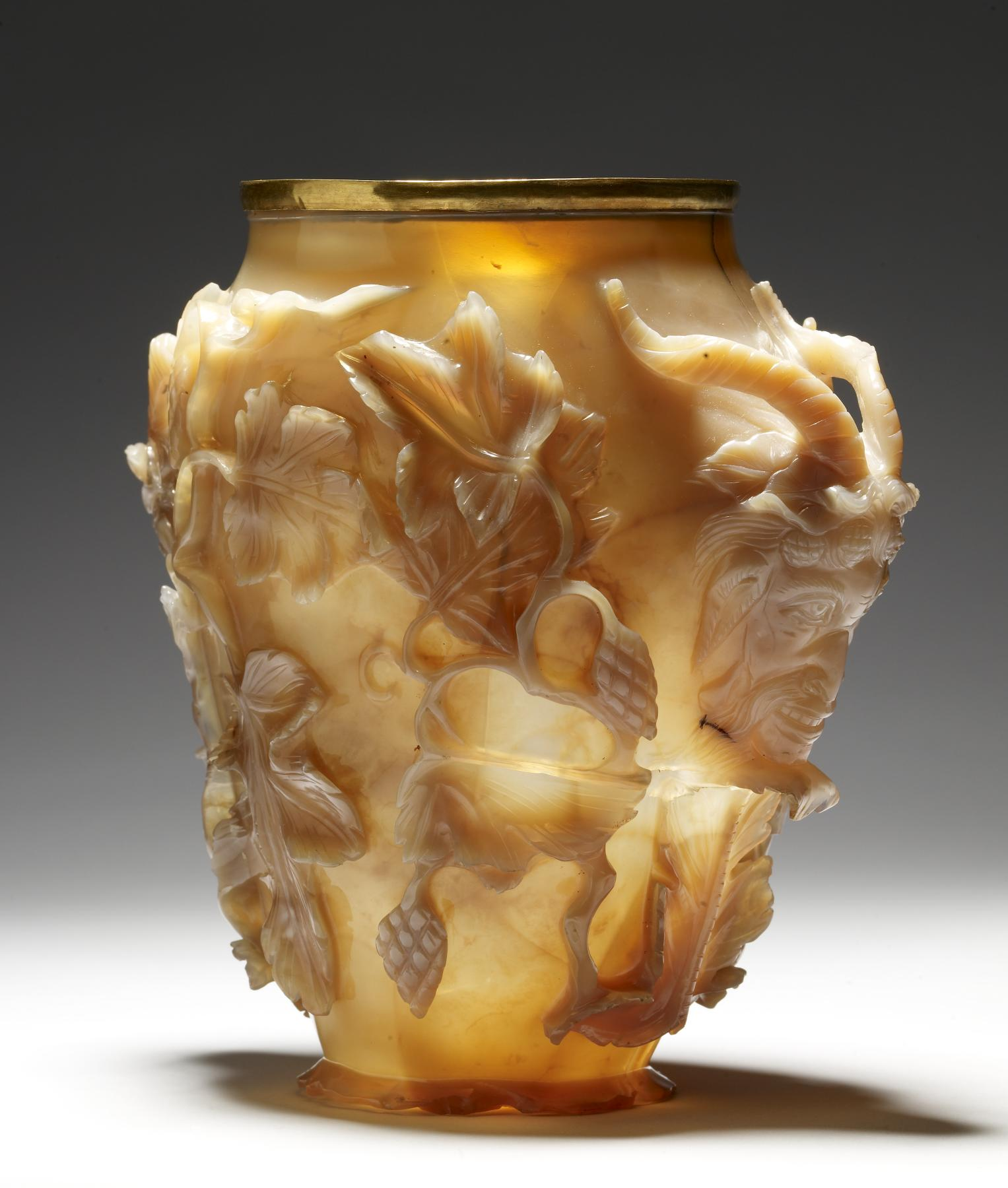
„Puchar Rubensa”, z agatu, Pietra dura, ok. 400 r. n.e.

### Średniowiecze
Kolekcja sztuki średniowiecznej w zbiorach Walters Art Museum należy do największych w Stanach. Henry Walters preferował sztukę średniowieczną w najszerszym zakresie, dotyczy to zarówno czasu (od późnego antyku, przez przedromanizm, romanizm po późny gotyk), przestrzeni (Europa wraz z krajami dawnej Rusi i Wyspami Brytyjskimi, Bliski Wschód, Etiopia) oraz technik artystycznych (rzeźba, malarstwo, rzemiosło artystyczne).
Okres późnoantyczny egzemplifikują dzieła sztuki ludów barbarzyńskich, w tym fibule wizygockie z VI w. Do najcenniejszych średniowiecznych naczyń należy agatowa waza, wykonana w VII w. najprawdopodobniej w Bizancjum. Później należała do kolekcji Petera Paula Rubensa, stąd nazywana jest wazą Rubensa. Wczesny gotyk egzemplifikuje rzeźba francuska pochodząca z dawnych klasztorów i opactw, w tym z Jumieges i przede wszystkim z Saint-Denis koło Paryża. Stamtąd pochodzi zespół rzeźbionych głów niezachowanych figur oraz fragmenty rzeźby architektonicznej. Jednym z najwcześniejszych dzieł z kości słoniowej jest późnoantyczne przedstawienie kobiety symbolizującej czułość, dzieło wykonane w Egipcie, w VI lub VII wieku. Spośród wielu gotyckich wyrobów z kości słoniowych wykonanych w warsztatach paryskich (tryptyki, dyptyki, figurki Marii z Dzieciątkiem, krzywaśni pastorałów, opraw luster) wyróżnia się unikatowa (jedna z około 12 zachowanych na świecie) szkatułka z płaskorzeźbionymi scenami z romansów rycerskich z XIV wieku. Duży zbiór gotyckiego malarstwa tablicowego tworzą dzieła malarzy włoskich takich jak Tommaso da Modena, Pietro Lorenzetti, Andrea di Bartolo („Zmartwychwstanie”), Alberto Sotio, Bartolomeo di Tommaso („Śmierć świętego Franciszka”), Naddo Ceccarelli, Mistrz Świętej Werdiany, Niccolò di Segna („Święta Łucja”), Orcagna, Olivuccio da Camerino, Mistrza tryptyku z Panzano, Giovanni del Biondo i inni. Ponadto duży zespół późnogotyckich rękopisów iluminowanych francuskich i włoskich z XV i XVI stuleci. Jedną z osobliwości baltimorskiego muzeum jest kolekcja chrześcijańskiej sztuki etiopskiej, zawierająca liczne obrazy tablicowe, tryptyki oraz księgi ozdobione miniaturami.
Zbiory średniowiecznej kolekcji są podmiotem aktywnych badań naukowych prowadzonych przez konserwatorów i badaczy pracujących w miejscowym dziale kuratorskim, owocem tego są liczne publikacje oraz specjalne wystawy, w tym The Special Dead zorganizowana na lata 2008/2009, gdzie punktem wyjścia dla czasowej ekspozycji była szkatułka Amandusa. Jedną z większych tego typu wystaw, podnoszącym prestiż kolekcji mediewaliów w Walters Art Museum była zorganizowana wespół z Cleveland Museum of Art i British Museum monumentalna wystawa Treasures of Heaven przypadająca na przełom 2010/2011 roku, miała miejsce zarówno w Baltimore oraz Cleveland i Londynie. Dotyczyła ona kultu relikwii i dzieł sztuki z tym związanych. Spośród dzieł z muzeum Waltersów znalazł się relikwiarz z Mężem Boleści i aniołami, wykonany najprawdopodobniej dla biskupa ołomunieckiego Jana Volka, przez praskich złotników działających na dworze cesarza Karola IV.

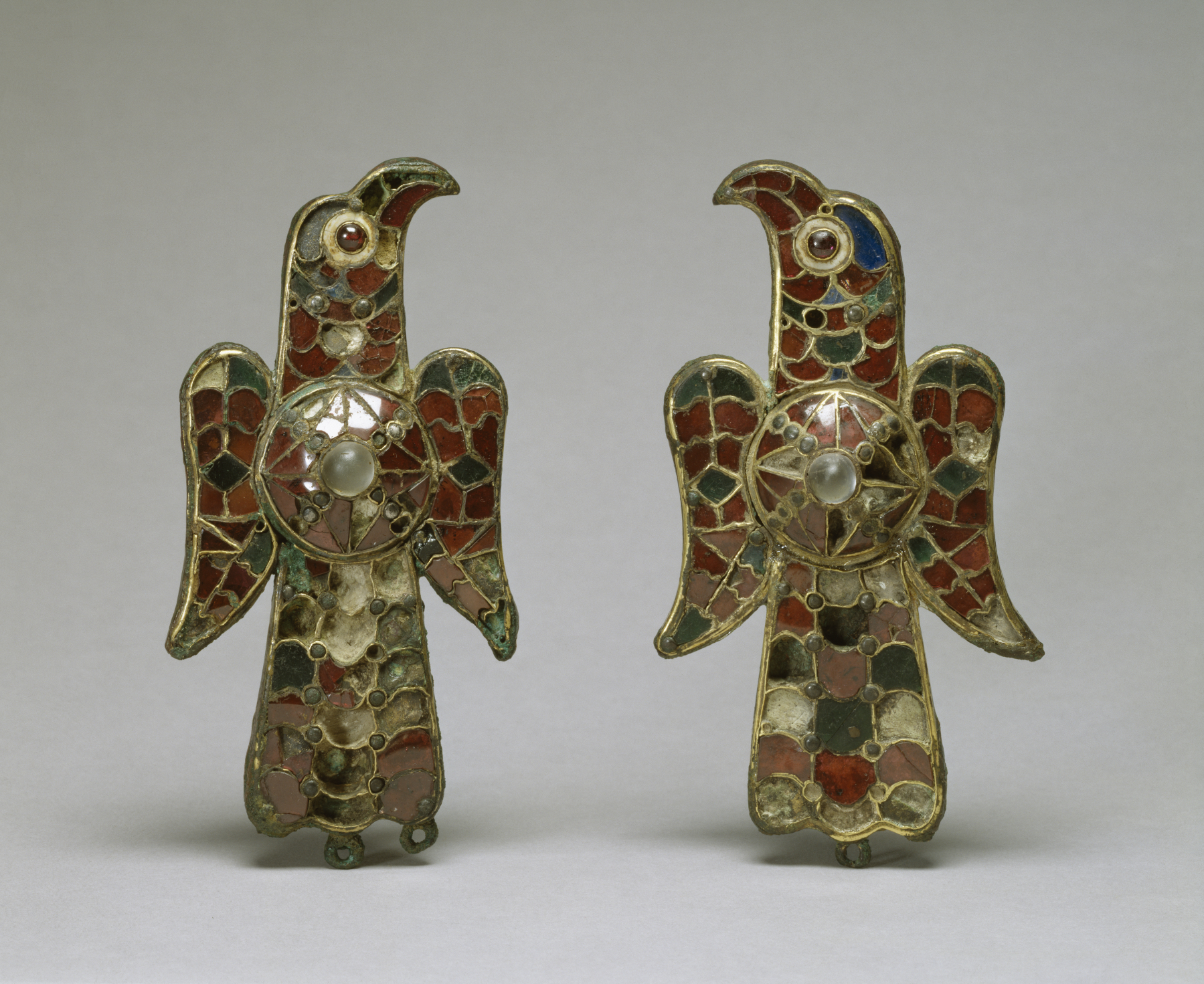
Dwie wizygockie fibule w kształcie ptaków, VI w.
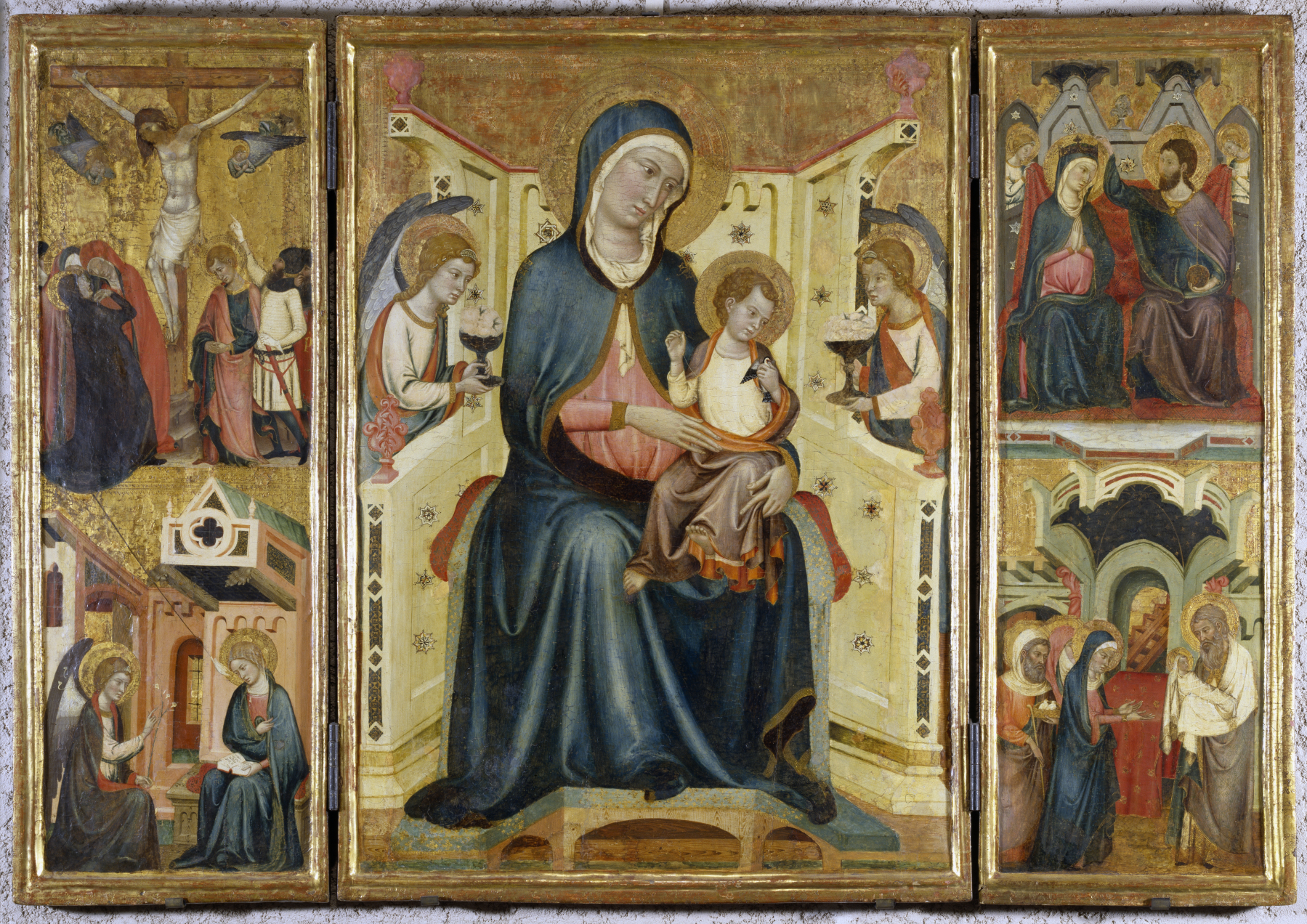
Arnau Bassa (Katalonia), Tryptyk, 1340-1348 r.
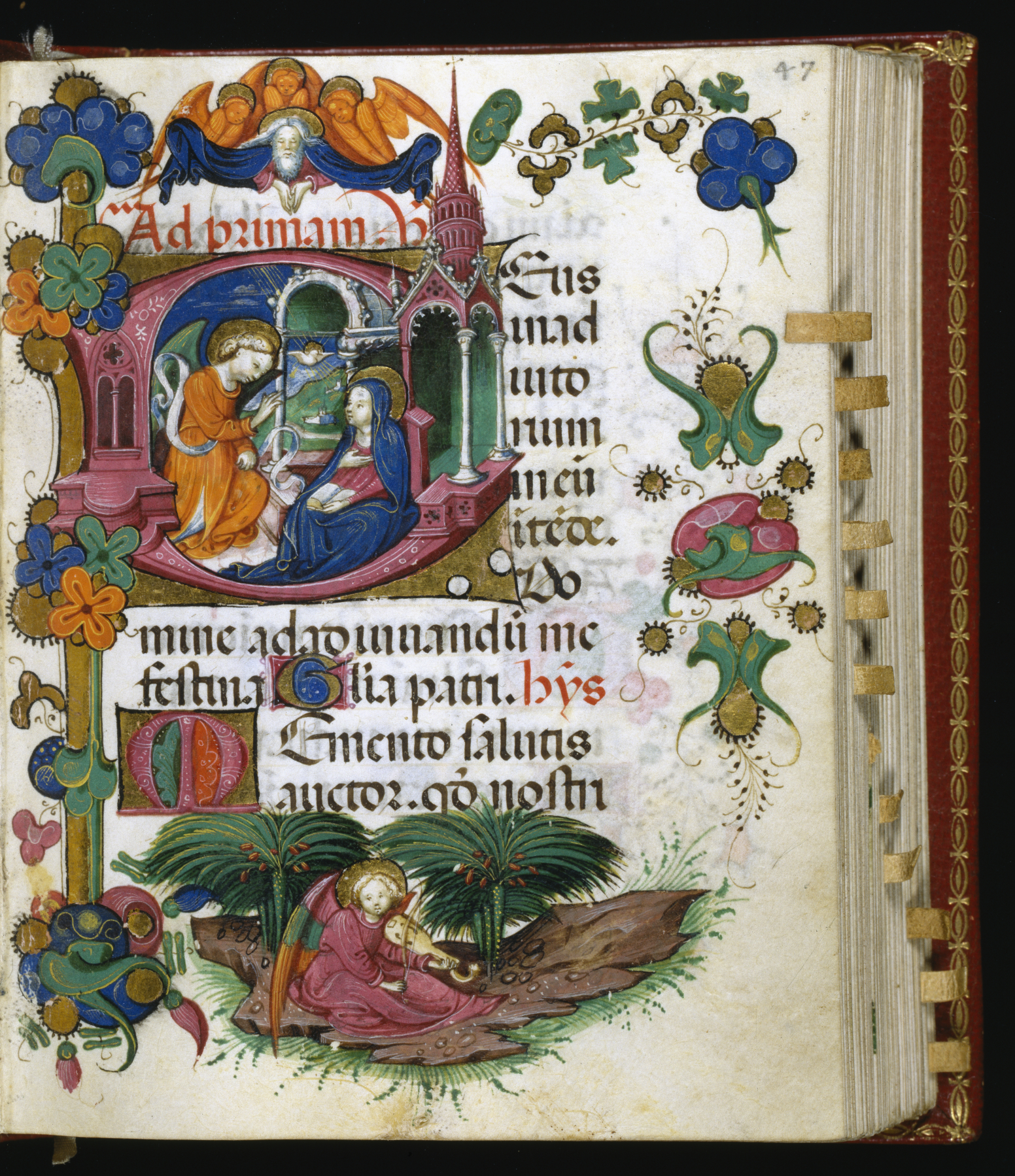
Miniatura z Godzinek Barbavary, Mediolan, około 1440
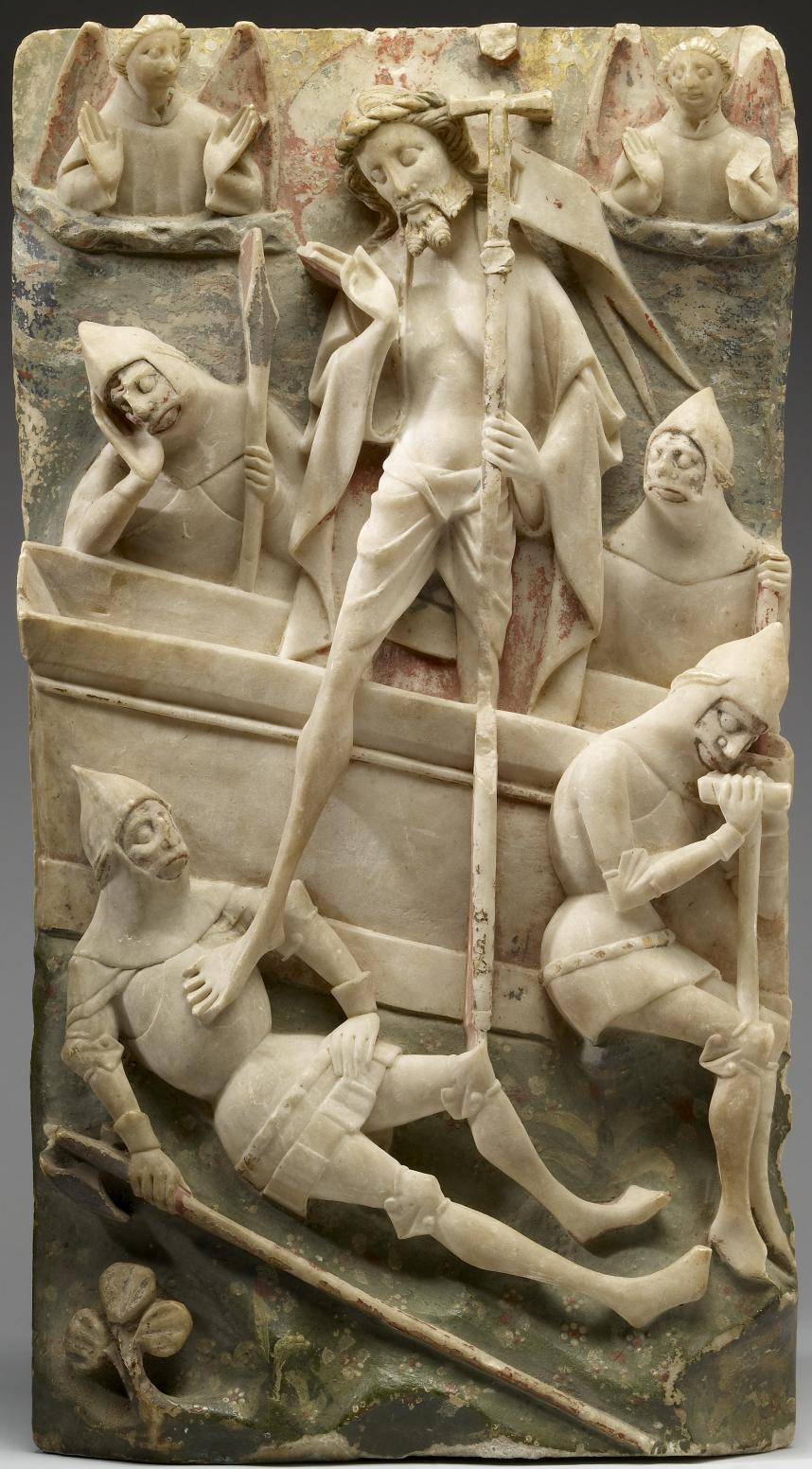
Zmartwychwstanie Pańskie, alabaster angielski, XV w.
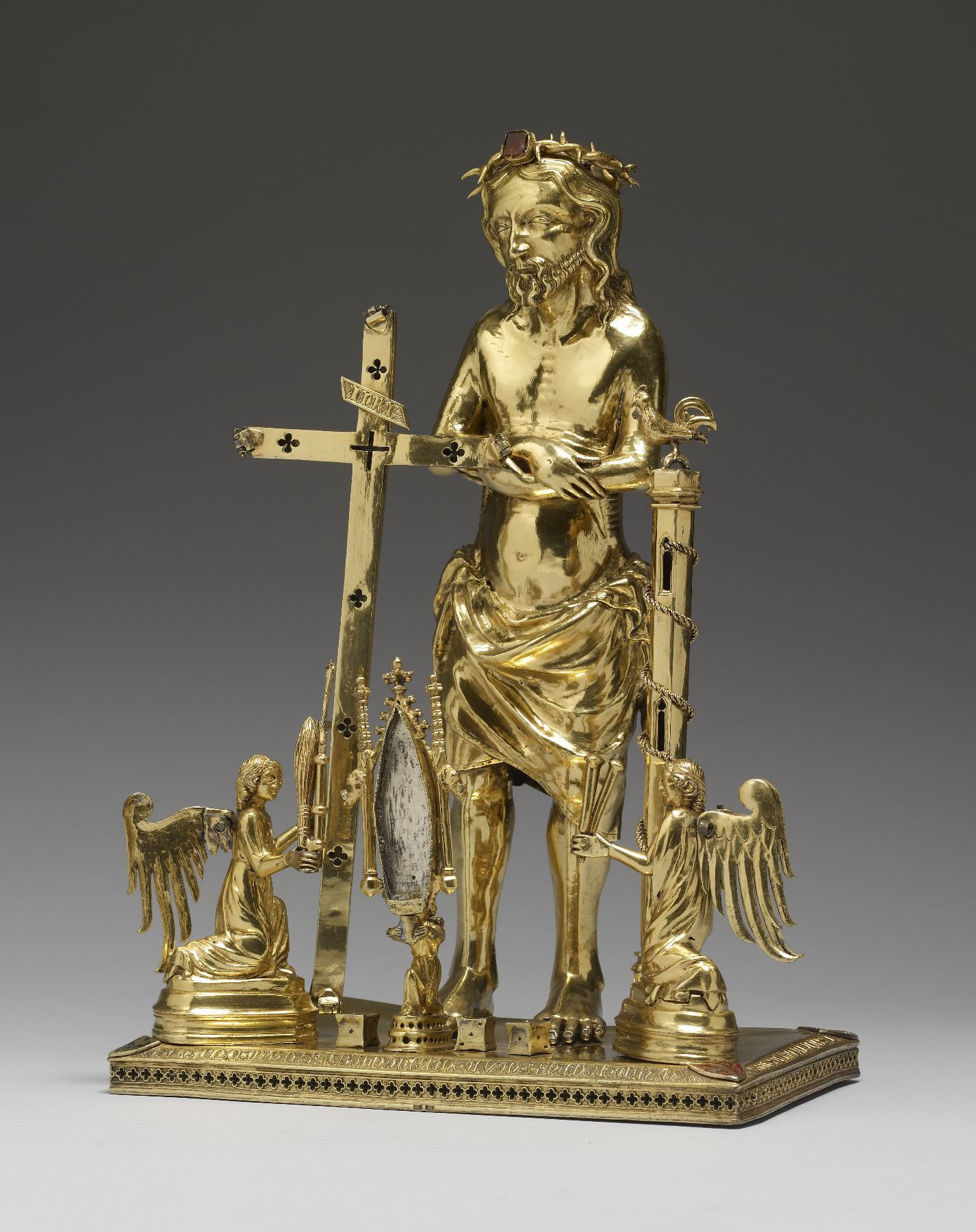
Relikwiarz z Mężem Boleści i aniołami, Czechy (?), między 1347 a 1349 r.

### Nowożytność
Bogatą kolekcję sztuki nowożytnej tworzą renesansowe, manierystyczne, barokowe i rokokowe dzieła malarstwa, rzeźby oraz rzemiosła, głównie z Italii, Francji. Jednym z głównych tematów w renesansowym malarstwie włoskim w zbiorach Walters jest Matka Boska z Dzieciątkiem, który egzemplifikują obrazy malarzy m.in. Mistrza San Spirito, Carla Crivellego, Pietra Perugino, Madonna z Dzieciątkiem oraz świętymi Piotrem i Markiem Giovanniego Belliniego, Madonna z Dzieciątkiem i aniołami Giorgio di Tomaso Schiavone oraz Madonna de Candelabra, z warsztatu Rafaela Santiego. Z innych dzieł o tematyce religijnej m.in. Czytająca Maria Antonella da Messiny, Maria Magdalena Andrei Solario, Wskrzeszenie Łazarza, Niesienie krzyża, Zdjęcie z krzyża oraz Złożenie do grobu Giovanni di Paolo, fragment sceny Zwiastowania pędzla Luca Signorelli. Ponadto liczne portrety, w tym Portret Fra Lorenzo da Bergamo Lorenzo Lotto i namalowany przez Paolo Veronese Portret księżniczki Livii da Porto Thiene i jej córki Porzii. W Walters Art Museum można oglądać Miasto idealne przypisywane Fra Carnevale, przedstawienie fikcyjnego placu z architekturą ukazującą w pełni obraz idei i myśli lansowanych przez teoretyków sztuki renesansowej.
Z renesansu na północ od Alp m.in. Święta Maria Magdalena Lucasa Cranacha Starszego, Panorama z porwaniem Heleny, Martena Jacobszoona Heemskerka. Bogatą kolekcję dzieł sztuki barokowej tworzą dzieła rzeźby, malarstwa i rzemiosła artystycznego głównie z Italii, Flandrii, Holandii, Francji oraz krajów niemieckojęzycznych. Z malarstwa przykładami są: Pokutująca Maria Magdalena Guido Reniego, Grosz Czynszowy Domenica Fettiego, Scypion Afrykański uwalniający Massivę i Madonna z Dzieciątkiem Giovanniego Battisty Tiepolo, Weneckie podwórze Francesca Guardiego, Krajobraz zimowy Joosa de Mompera Młodszego, Madonna z Dzieciątkiem Antona van Dycka, Przypowieść o siewcy Abrahama Bloemaerta, Wartownia Davida Teniersa, Lutnista Jana Lievensa, Forteca w okolicach Nijmegen Jana van Goyen, Widok rzeki z rybacką łódką Salomona von Ruisdael, Zdjęcie z krzyża Johanna Michaela Rottmayra.
Z zabytków rzeźby i rzemiosła barokowego m.in. Alegoria Architektury Giambologny, Alegoria Czterech Kontynentów Francesca Bertosa, krucyfiks z warsztatu Gianlorenza Berniniego, Diana na jeleniu z warsztatu Joachima Friesa oraz flamandzki naszyjnik z lwem, francuski zegarek o ozdobnej emaliowanej pokrywie z XVIII wieku, pucharek w kształcie winnego grona z warsztatu Hansa Kellnera, sepet z przedstawieniami personifikacji muzyki dzieło Michiela Verbista, niemiecki pucharek ozdobiony płaskorzeźbionymi wizerunkami bogów olimpijskich z XVII wieku. Henry Walters zebrał również dużą kolekcję dzieł związanych z XVIII-wieczną sztuką dworską we Francji. Rzemiosło artystyczne schyłku XVIII wieku tworzą przede wszystkim porcelana z Sèvres, w tym naczynia pochodzące z rezydencji królewskiej z podparyskiego Wersalu, ponadto w zbiorach dzieła porcelany miśnieńskiej oraz z manufaktur z Vincennes, Chelsea i Derby.

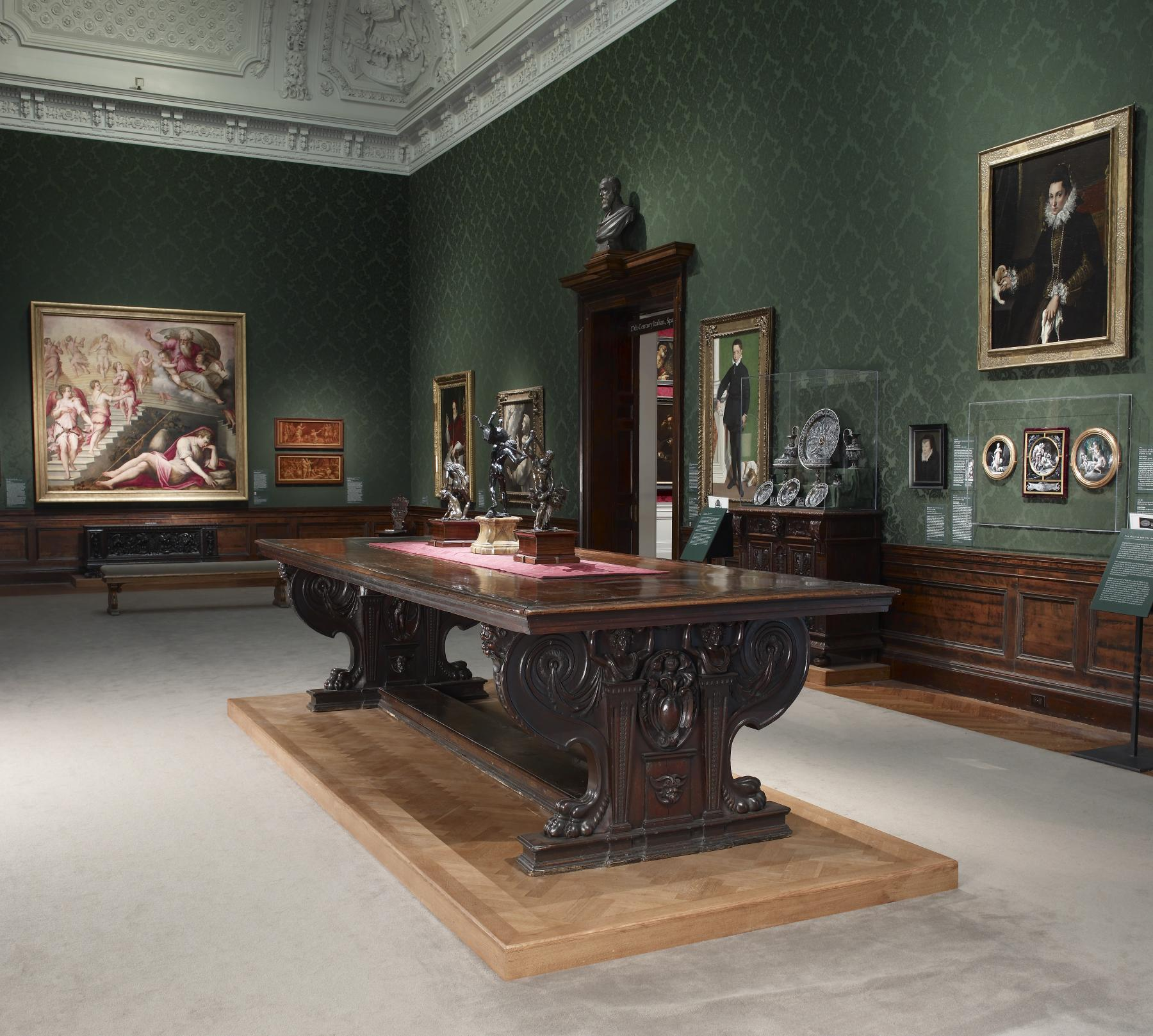
Galeria sztuki renesansowej
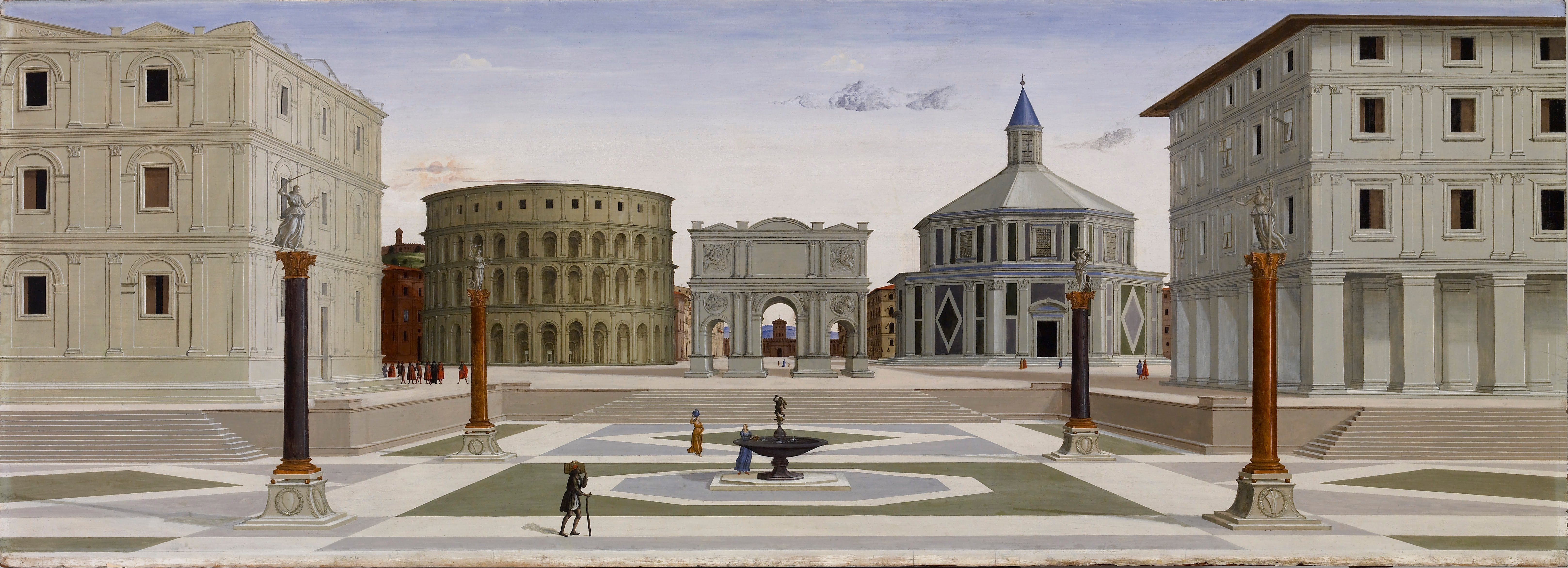
Fra Carnevale (?), Miasto idealne około 1480-1484 r.
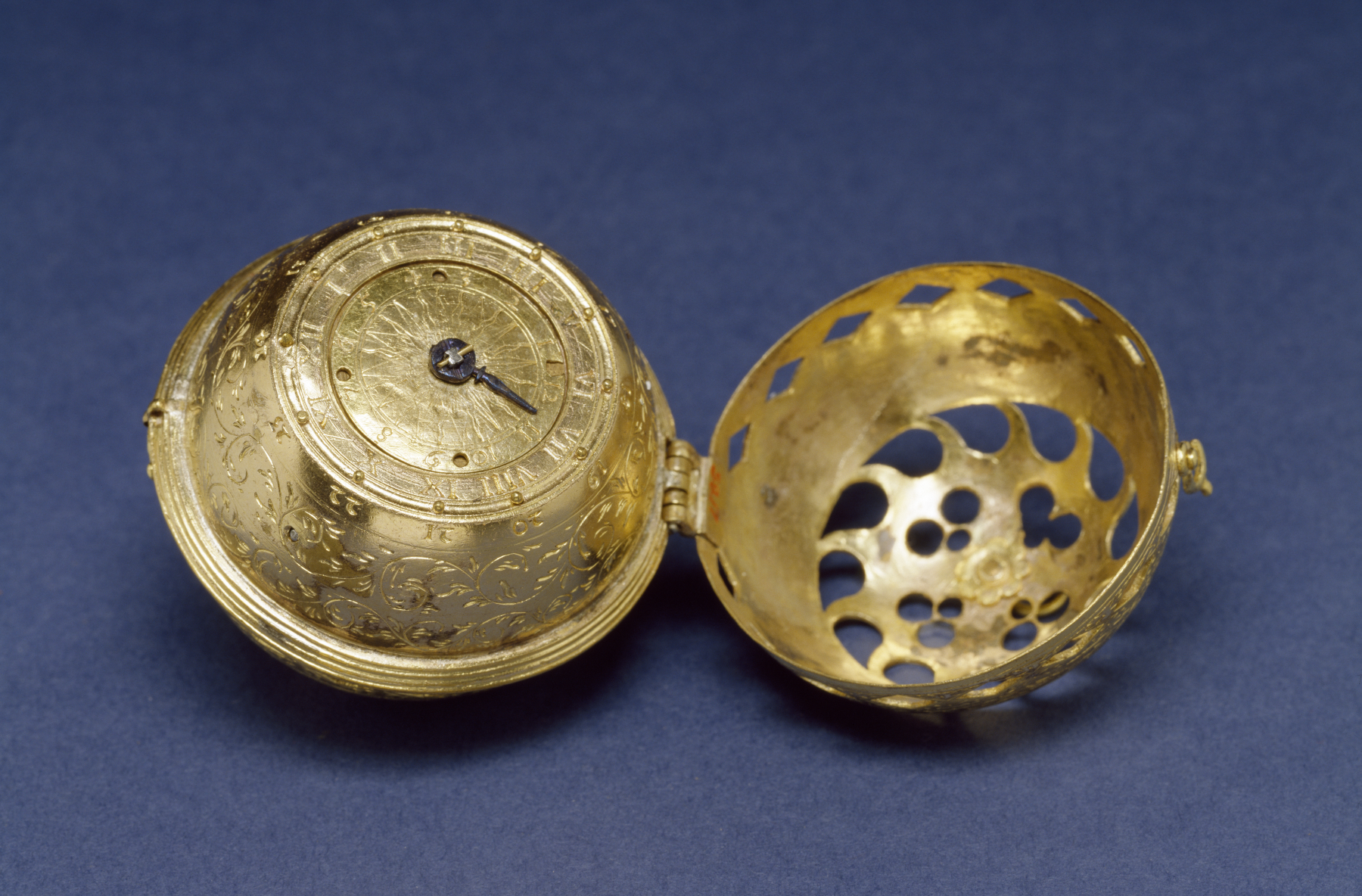
Zegar stołowy Philippa Melanchtona, Niemcy, 1530 r.
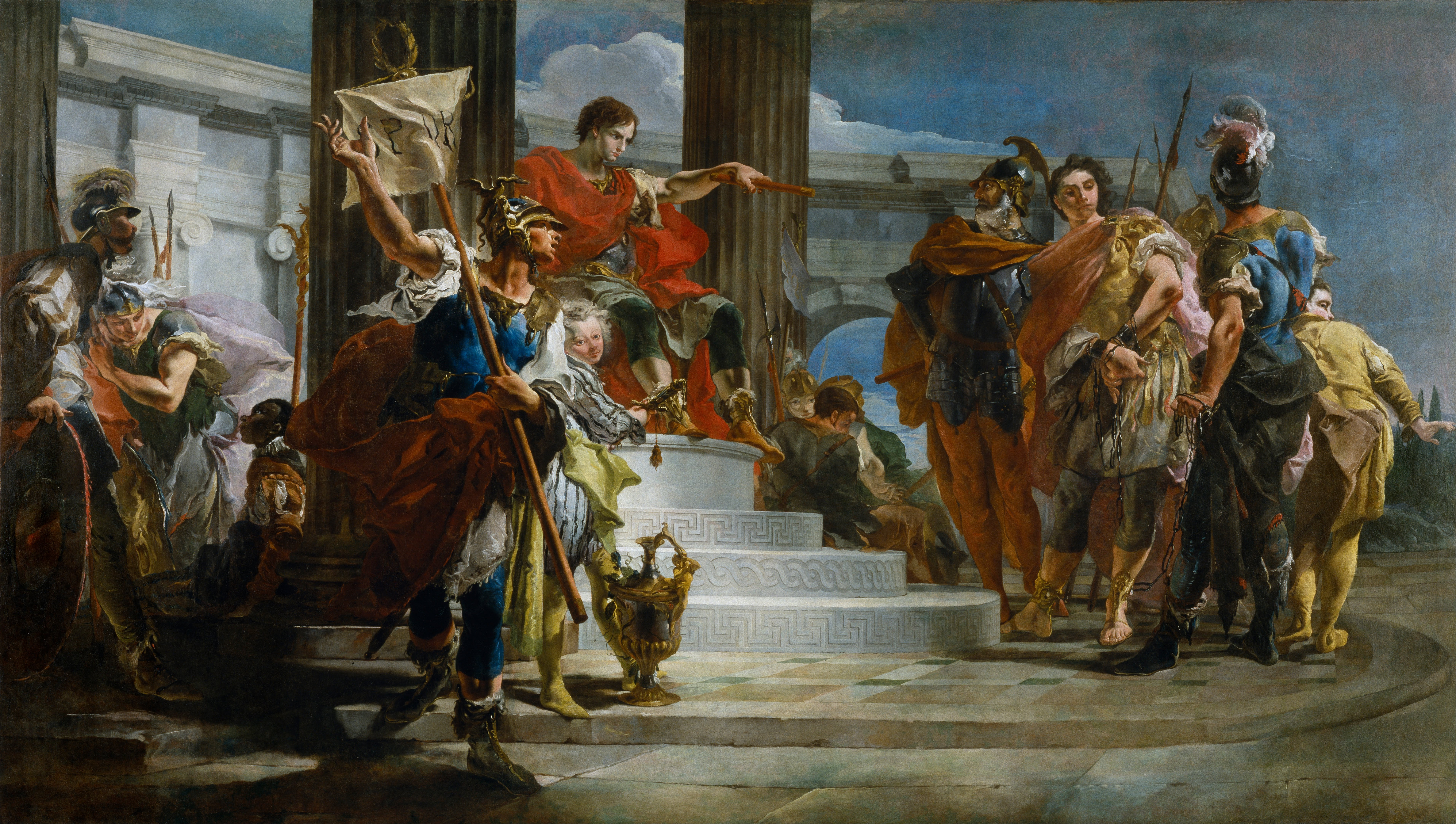
Giovanni Battista Tiepolo, Scipio Africanus Freeing Massiva, c. 1720
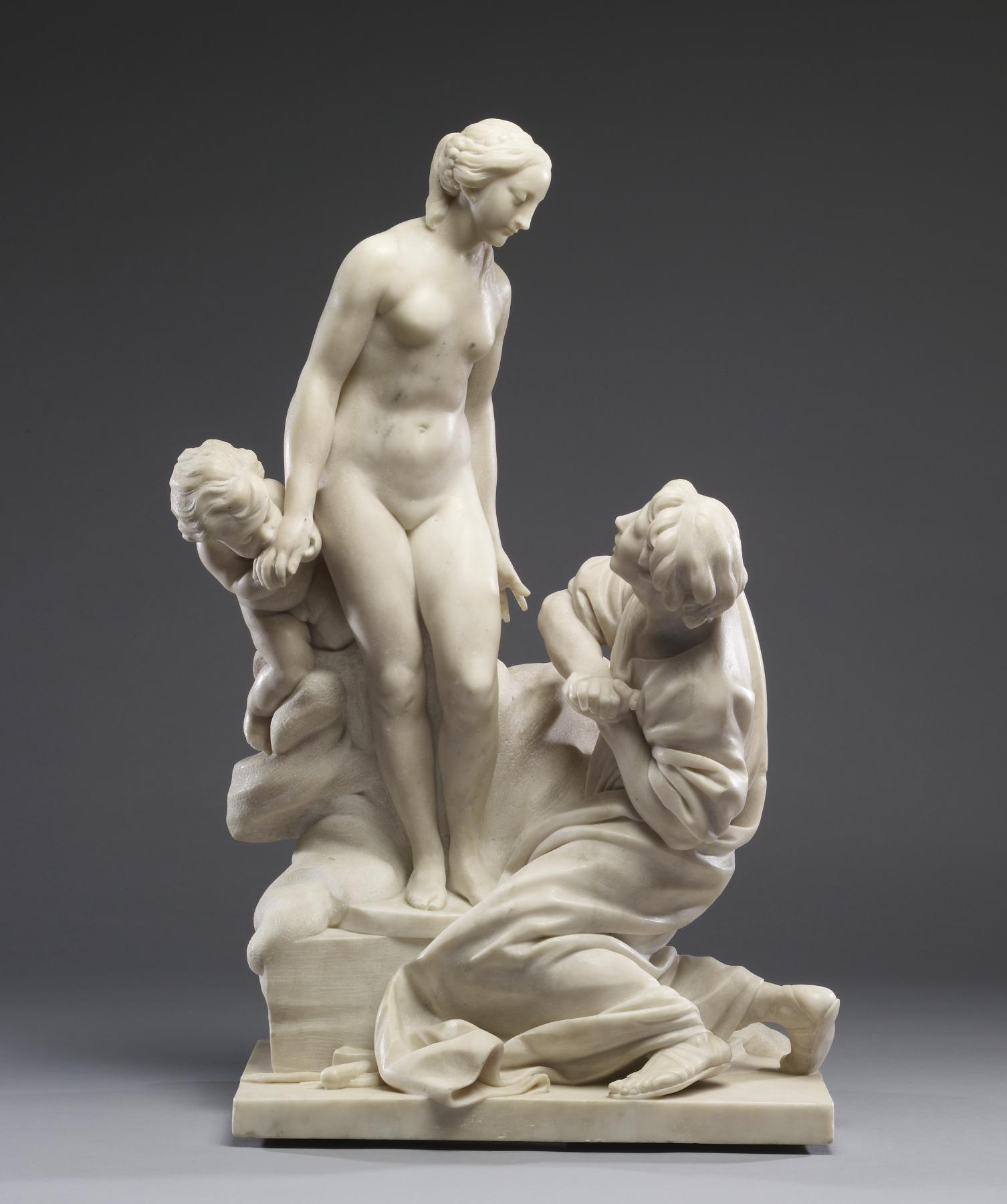
Étienne Maurice Falconet, Pigmalion i Galatea, 1739 r.

### Nowoczesność i współczesność
W zbiorach Williama i Henry’ego Waltersów znalazły się liczne obrazy francuskich mistrzów klasycyzmu, romantyzmu, realizmu, akademizmu, impresjonizmu i postimpresjonizmu. Z okresu przełomu XVIII i XIX wieku pochodzi duży zbiór portretów miniaturowych. Spośród malarstwa klasycyzmu m.in. Odaliska z niewolnicą pędzla Ingres (druga wersja). Romantyzm reprezentują płótna Géricault i Delacroix. Gros dzieł francuskiego realizmu tworzą obrazy barbizończyków m.in. Jeana-François Milleta, Camille’a Corota, Julesa Dupré, Narcisse’a Virgilia Díaza i Théodore’a Rousseau. Do nurtu akademizmu zalicza się obrazy Gérôme’a i Alma-Tadema. Treści, styl i atmosferę impresjonizmu ilustrują Wiosna Claude Monet, widoki doliny Sekwany Alfreda Sisleya, i Koncert w kawiarni Édouarda Maneta. Większość kolekcji sztuki francuskiej pochodzi z wygranych aukcji, specjalnych zleceń, zakupów i darów, które miały miejsce podczas pobytu Williama Waltersa we Francji, kiedy w Stanach Zjednoczonych trwała wojna domowa. Rezultatem tego jest znaczna przewaga zbiorów sztuki francuskiej nad dziełami z pozostałych krajów, jednakże przykładem szerokiego zainteresowania Waltersa malarstwem światowym są obrazy m.in. Amerykanów Ashera Browna Duranda, Richarda Catona Woodville’a, Alfreda Jacoba Millera, Johna LaFarge’a, Juliusa LeBlanca Stewarta, Jamesa McDougala Harta; Kanadyjczyka Edwarda Mitchella Bannistera; Anglików Wiliama Turnera, Thomasa Cole’a, Williama Collinsa; Irlandczyka, Roderica O’Conora; Belga Jana Augusta Hendrika Leysa; Holendra Jozefa Israëlsa; Norwega Fritsa Thaulowa; Niemców Adolfa Scheyera, Ludwiga Knausa, Austriaków Augusta von Pettenkofena, Leopolda Carla Müllera; Węgra Mihály’ego Munkácsy’ego; Polaka Józefa Brandta; Hiszpanów Martína Rico i José Villegasa Cordero. Niemal wszystkie style, kierunki i tendencje XIX wieku podobnie jak malarstwo odzwierciedla kolekcja rysunku, którą tworzą prace m.in. Alexandra Bidy, André-Henriego Dargelasa, Gustave’a Doré, Honoré Daumiera oraz Ludwiga Richtera i Thomasa Cole’a. Rzeźbę reprezentuje przede wszystkim bogata kolekcja figur lub scen zwierzęcych, których autorem jest Antoine-Louis Barye, a ponadto pojedyncze prace m.in. Auguste’a Rodina, Emmanuela Frémieta, Jeana-Antoine’a Houdona. Kolekcja Waltersów w dużym stopniu odzwierciedla rozwój i przemiany artystyczne w zakresie rzemiosła, oglądać można liczne przedmioty codziennego użytku, w tym zegarki, tabakierki, szkatułki na klejnoty, rozmaitą biżuterię (m.in. René Lalique, Fabergé oraz Tiffany and Co.).

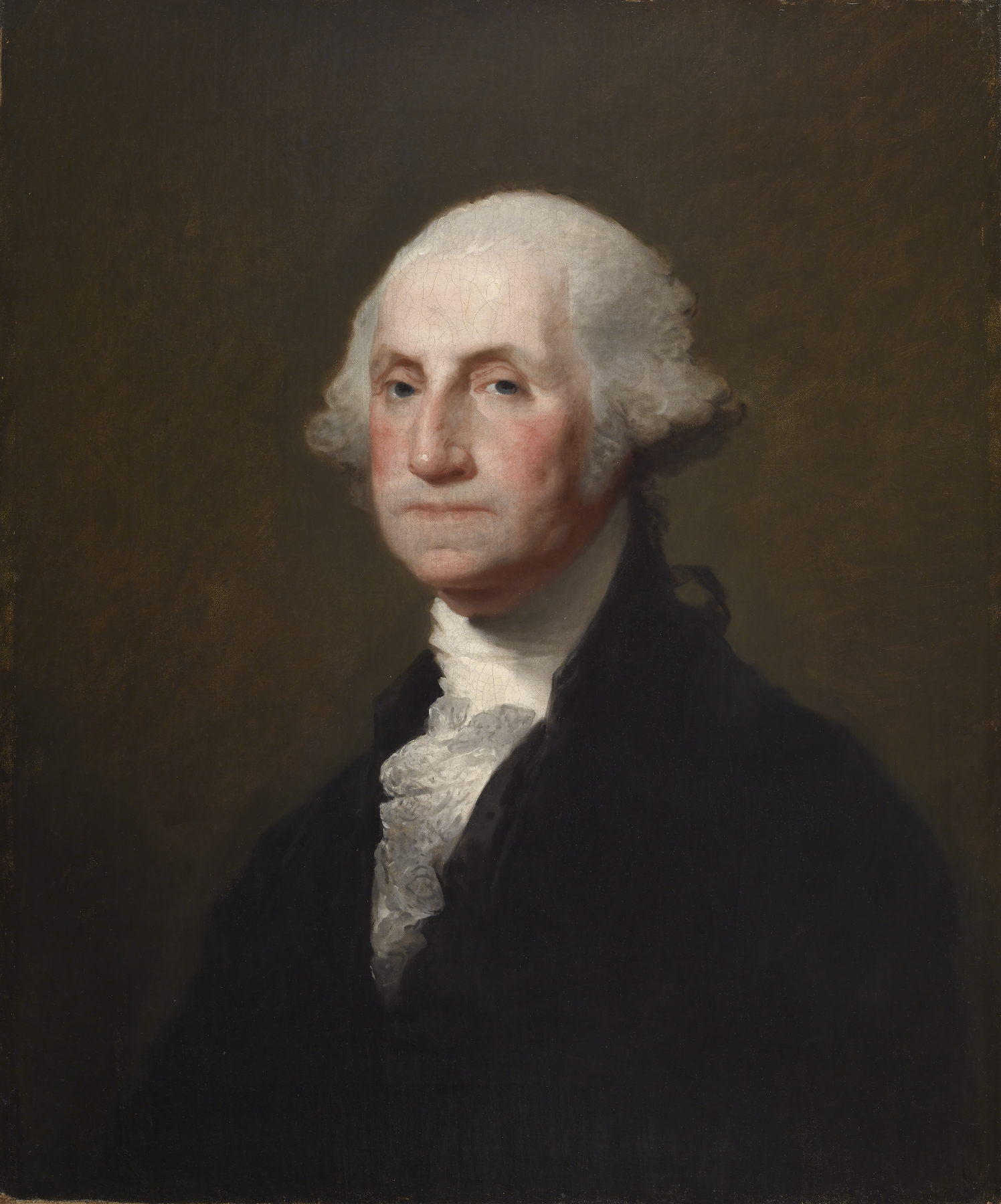
Gilbert Stuart, Portret Georga Washingtona, 1825 r.
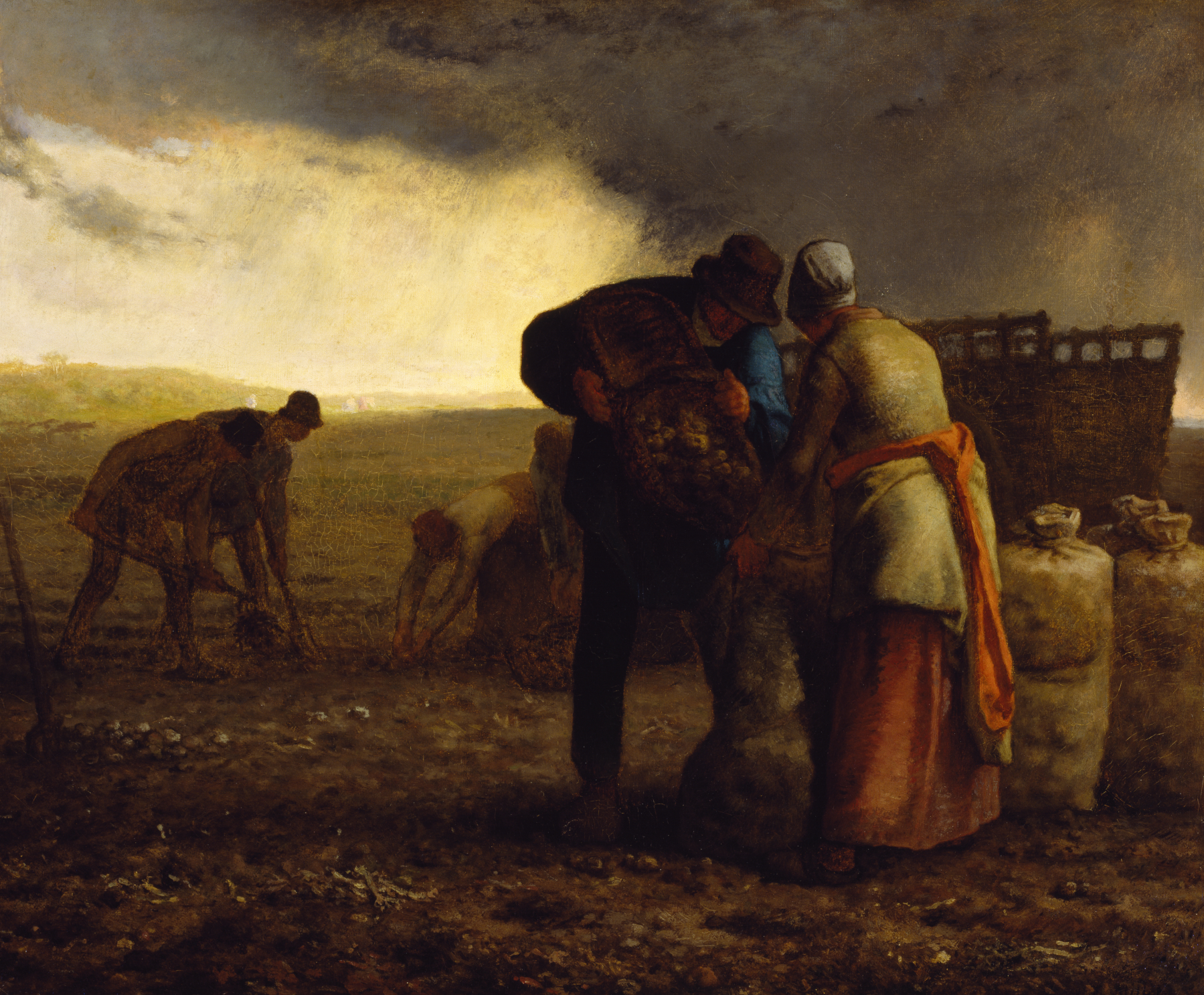
Jean-François Millet, Zbiory ziemniaków, 1855 r.
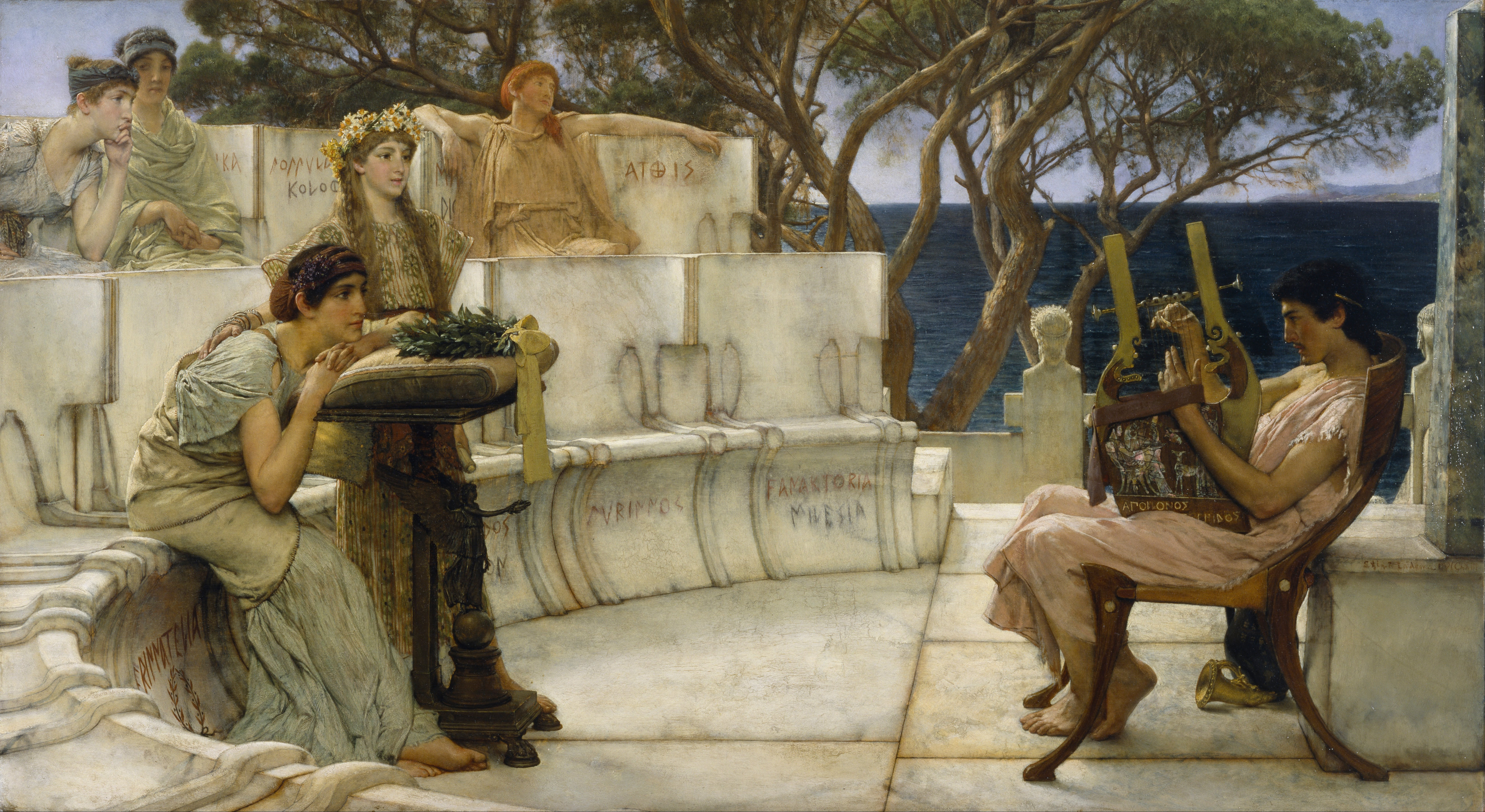
Lawrence Alma-Tadema, Safona i Alkajos, 1881 r.
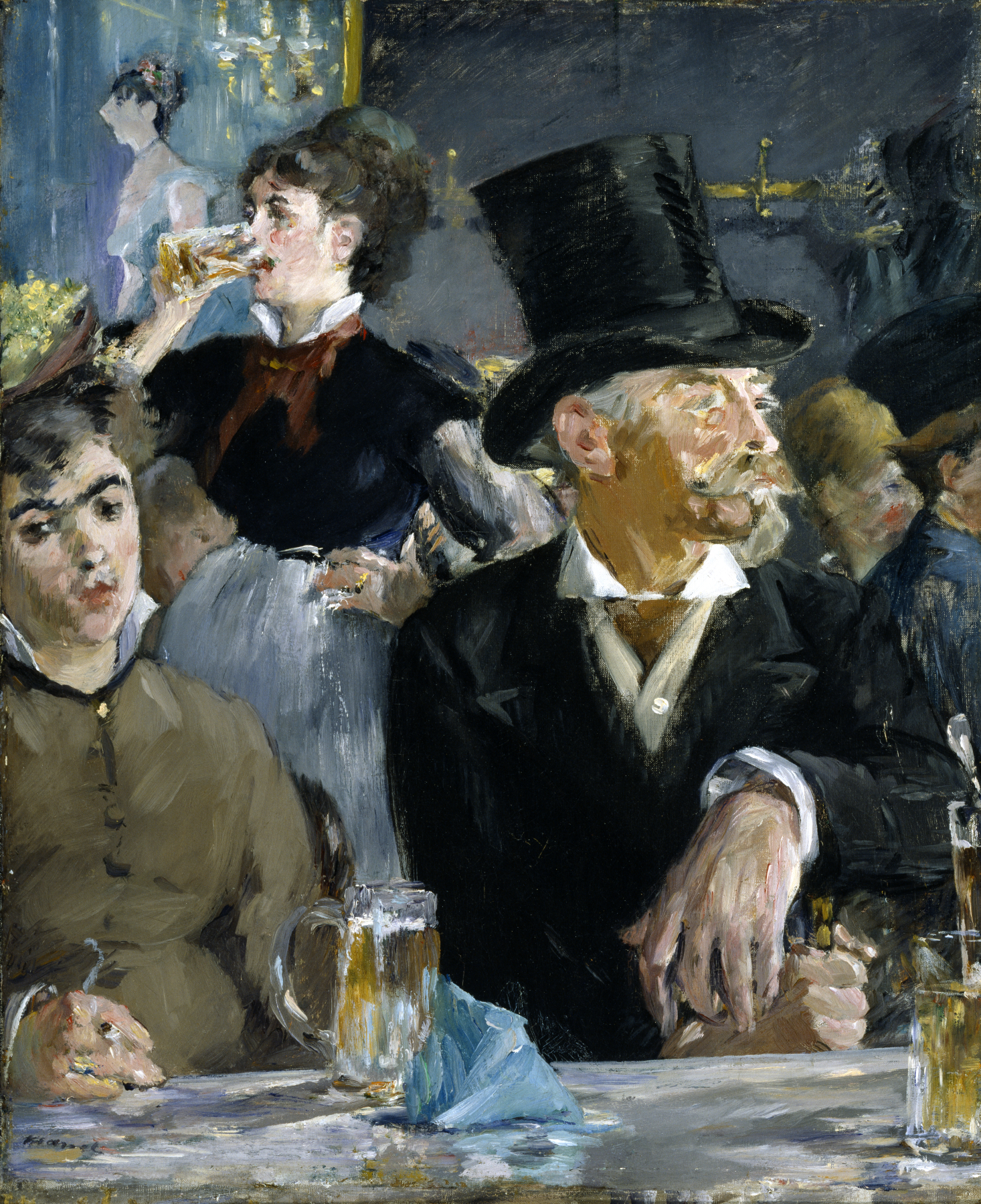
Edouard Manet, W kawiarni, 1879 r.
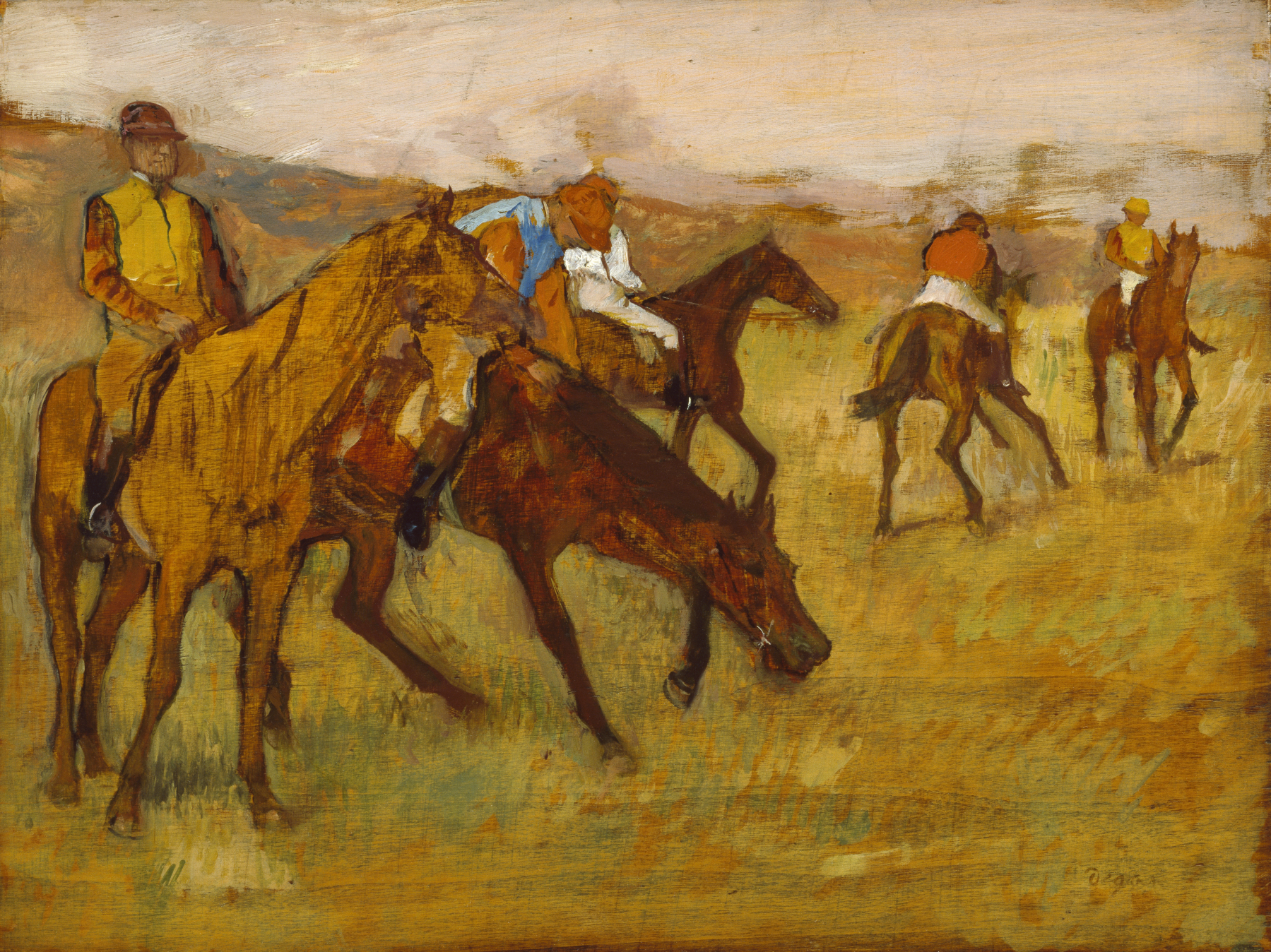
Edgar Degas, Przed wyścigiem, 1884 r.

### Sztuka islamu
Sztukę Islamu reprezentują przede wszystkim dzieła rzemiosła artystycznego. Są to m.in. wykuta ze srebra i rzeźbiona, irańska waza z VII wieku,pochodzący z egipskiego Mamluka XIII-wieczny świecznik, wykonany z miedzi, posrebrzany i pozłacany; obficie zdobione dekoracją w formie gwiaździstych ornamentów podwoja z XVI wieku; jedwabny pas z indyjskiego Moghul z XVII wieku i datowany na to samo stulecie kafel turecki z widokiem Wielkiego Meczetu w Mekce.
Bogatą kolekcję tworzą także islamskie dzieła piśmiennictwa i iluminatorstwa, wśród nich XV-wieczny rękopis Koranu z dawnego cesarstwa Timurydów w Północnych Indiach; XVI-wieczna kopia Khamsy spisana przez Amira Khursawę, z licznymi ilustracjami malarzy miniaturzystów działających w kręgu cesarza Akbara. Dla tego władcy powstał rękopis określany mianem Walters Art Museum, MS W.613 Z innych dzieł iluminatorstwa rękopis z ilustracjami znanego malarza i mistrza kaligrafii Sheikha Hamadullaha Al-Amasiego.

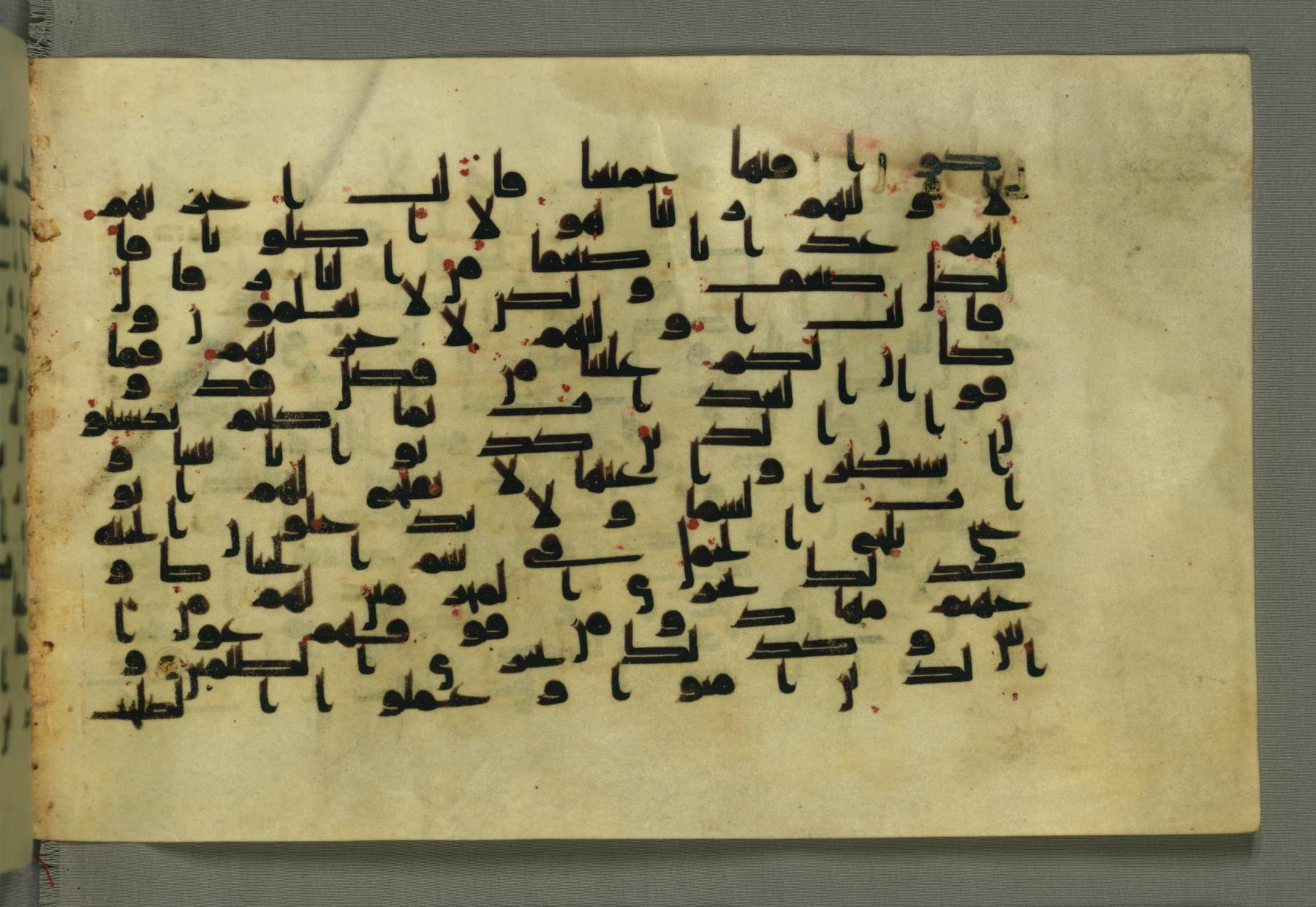
Stronica Koranu pisana pismem kuficznym, IX w.
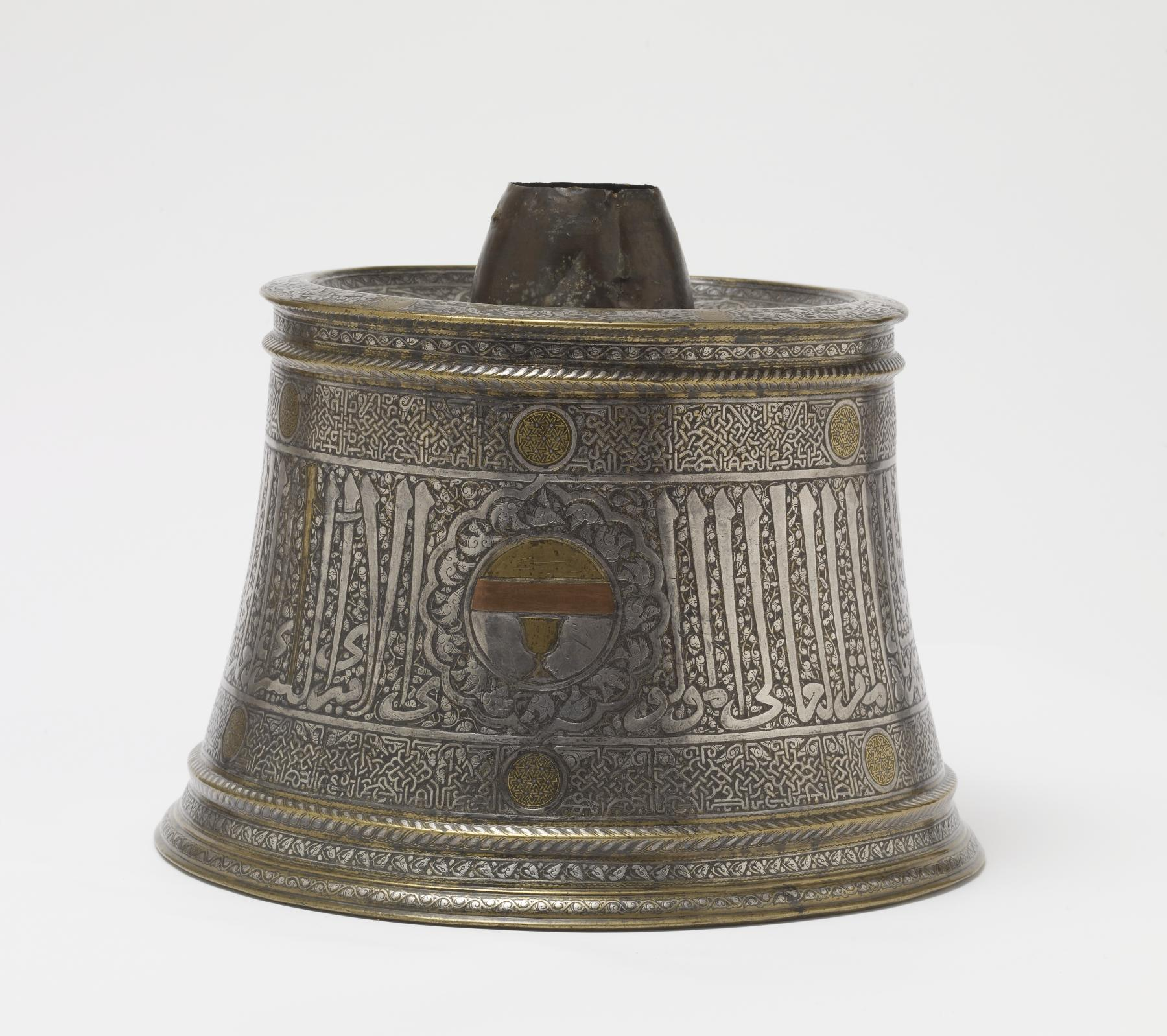
Podstawa świecznika, sztuka Mameluków, około 1240 r.
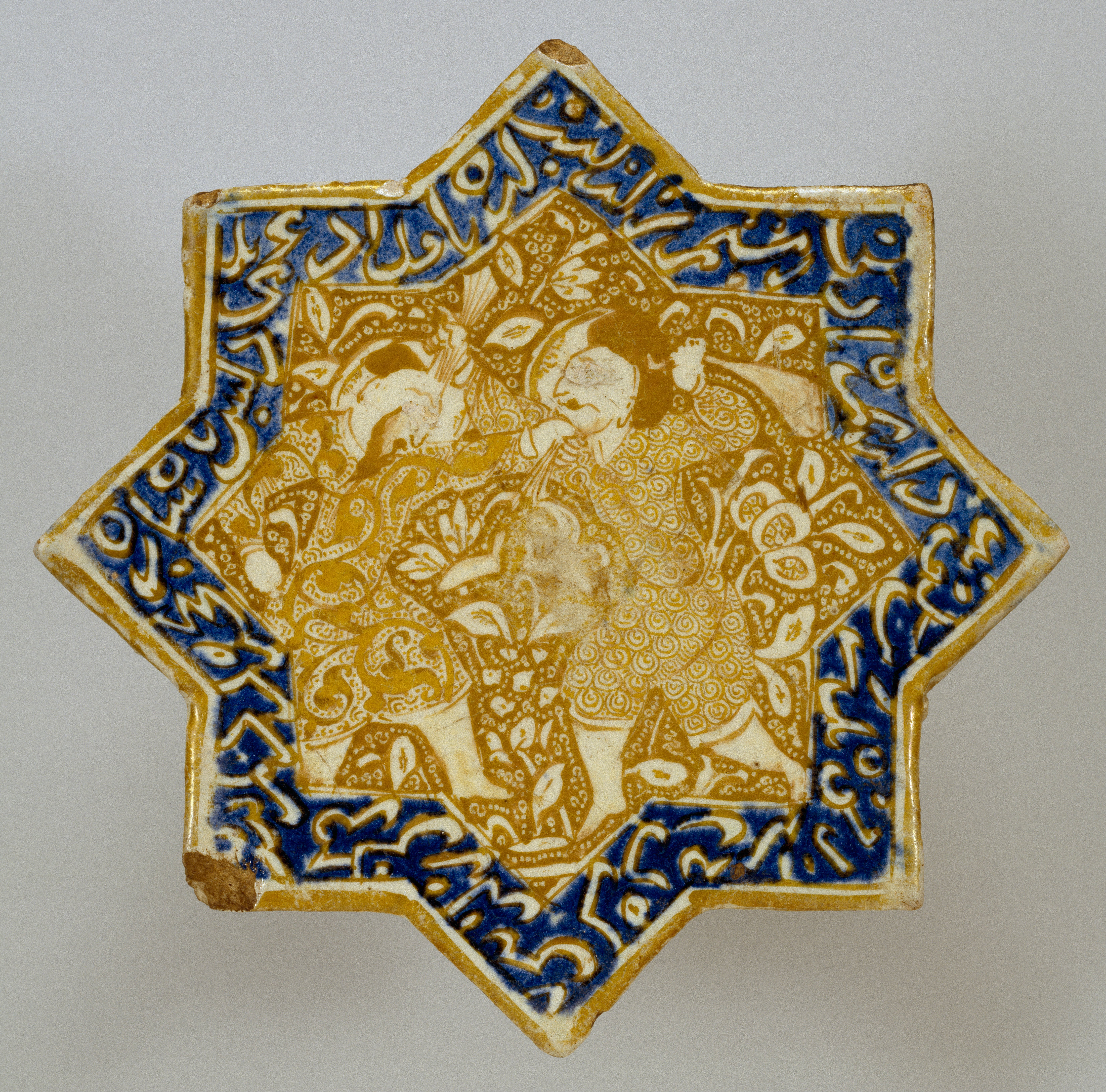
Kafel irański ze sceną walki, XVI w.
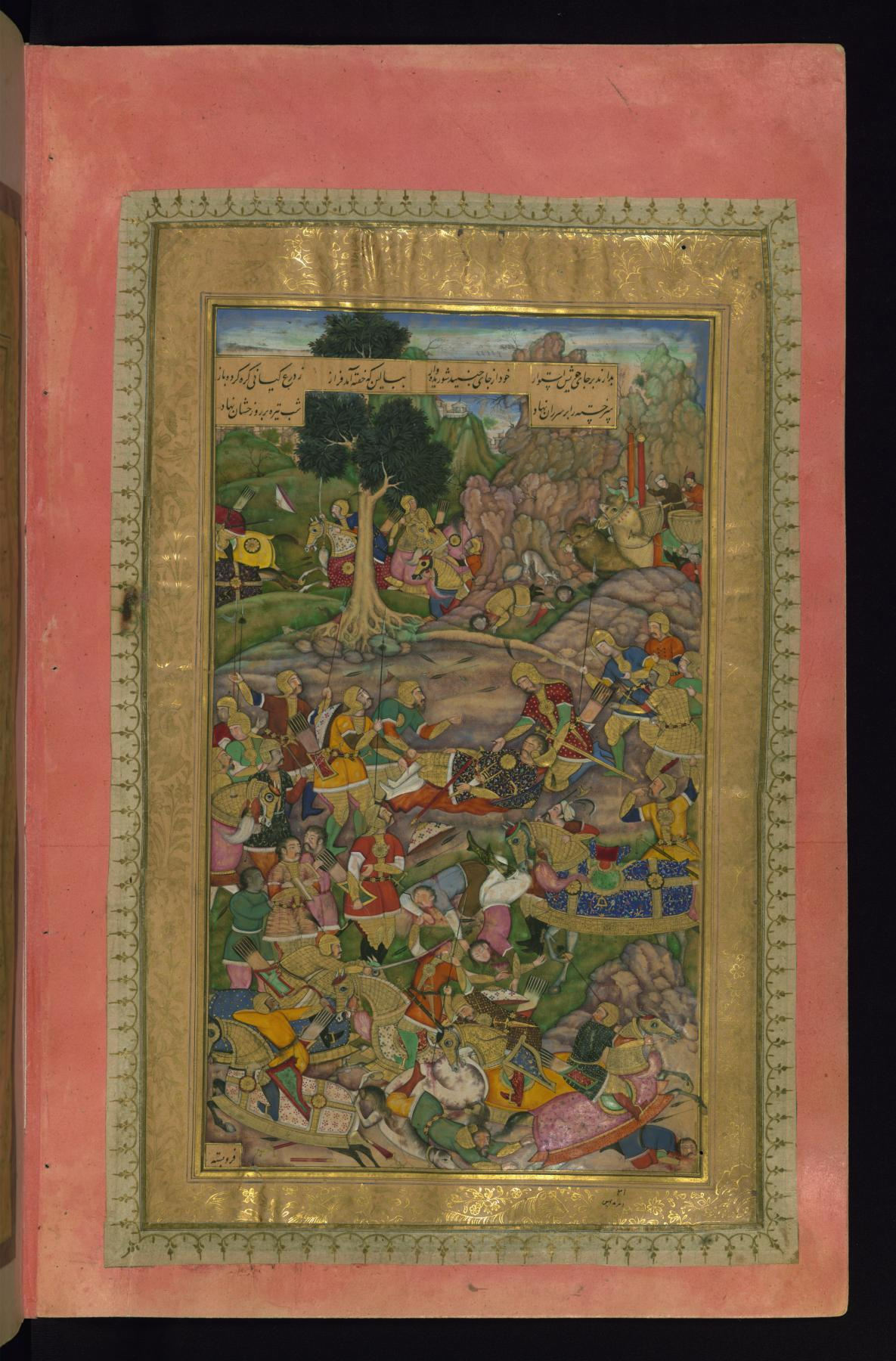
Śmierć Dariusza, miniatura mogolska z Khamsa of Nizami ze zbiorów księcia Akbara, 1595 r.
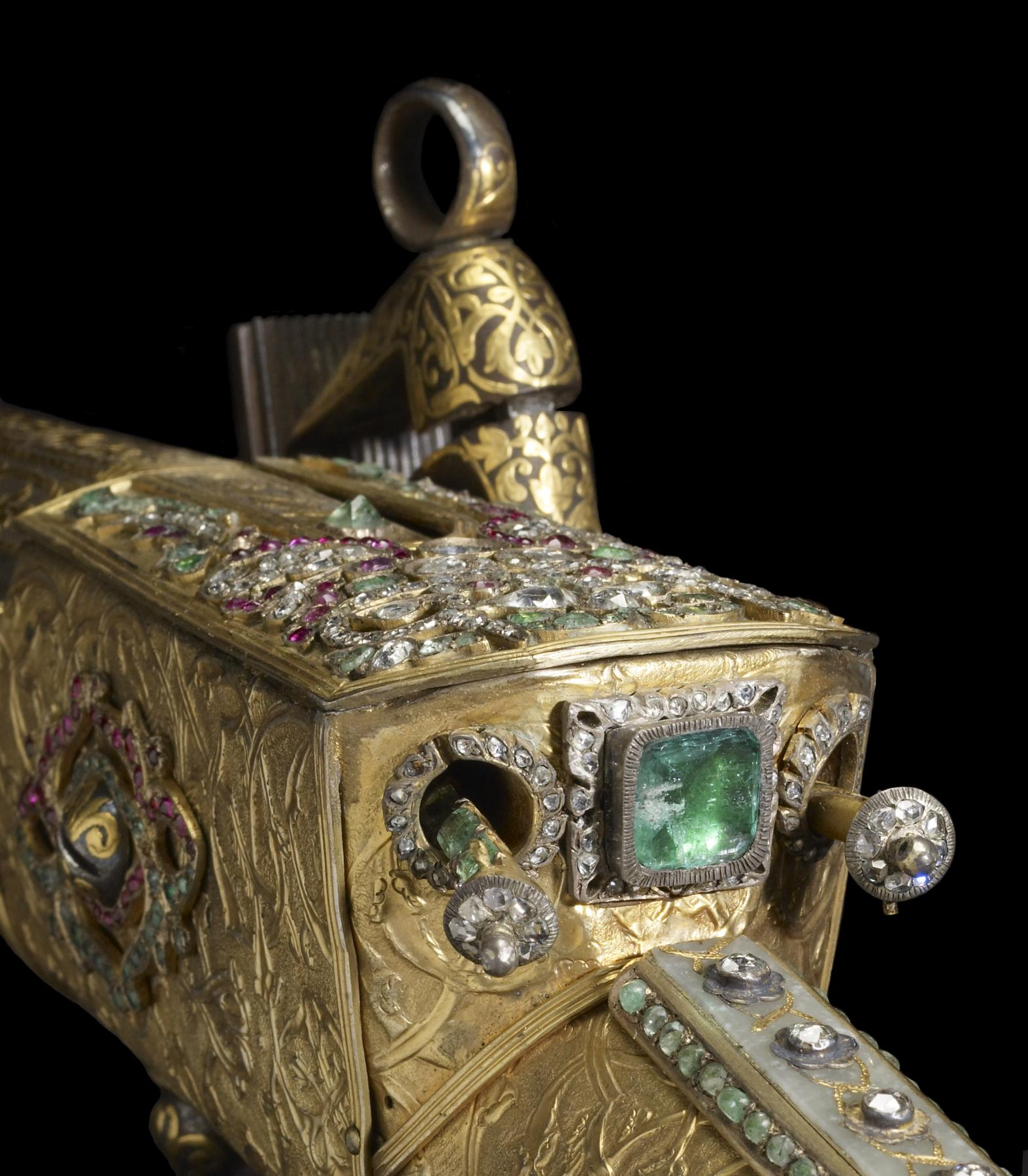
Detal strzelby ceremonialnej, Turcja, XVIII w.

### Sztuka Azji
Do najważniejszych dzieł kolekcji sztuki azjatyckiej Wilhelma i Henryka Walterów zalicza się m.in. kolekcję japońskich drzeworytów i elementów oręża, zbiory chińskiej i japońskiej porcelany, ponadto dzieł metaloplastyki. Wśród ważniejszych dzieł sztuki starochińskiej wyróżniają się ceramiczny wielbłąd z okresu Tang i misternie malowany dzban na wino z okresu dynastii Ming. Wśród dzieł sztuki związanej z buddyzmem wyróżniają się pochodzący z Kambodży, datowany na przełom XII i XIII wieku wizerunek Bodhisattwa Awalokiteśwara, ponadto muzeum posiada najstarszy zachowany wizerunek Buddy namalowany lakierem na desce drewnianej, datowany na schyłek VI wieku, który jest wystawiony w oddzielnym, zarezerwowanym wyłącznie dla tego dzieła pomieszczeniu. Muzeum ponadto gromadzi jedną z największych i najlepszych kolekcji sztuki dawnej Tajlandii, m.in. wyroby z brązu, pisane i malowane zwoje oraz malowane bławaty flag.

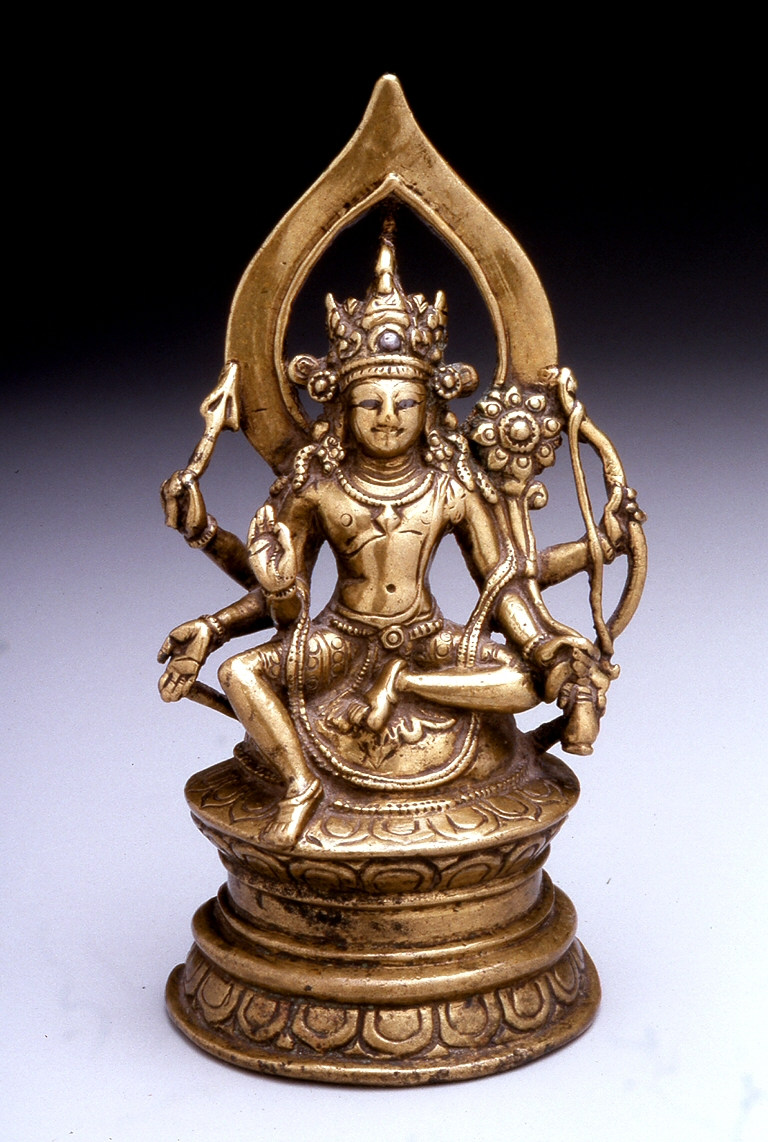
Figurka Bodhisattvy, Indie, X w.
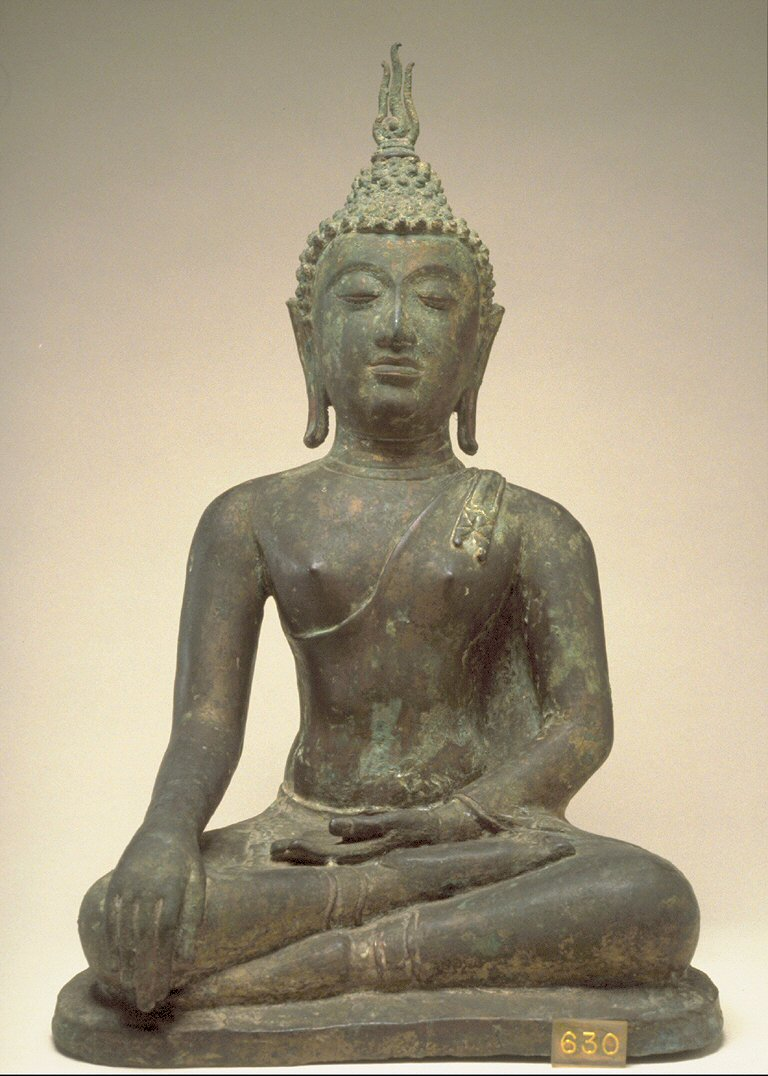
Siedzący Budda, Tajlandia, XV w.
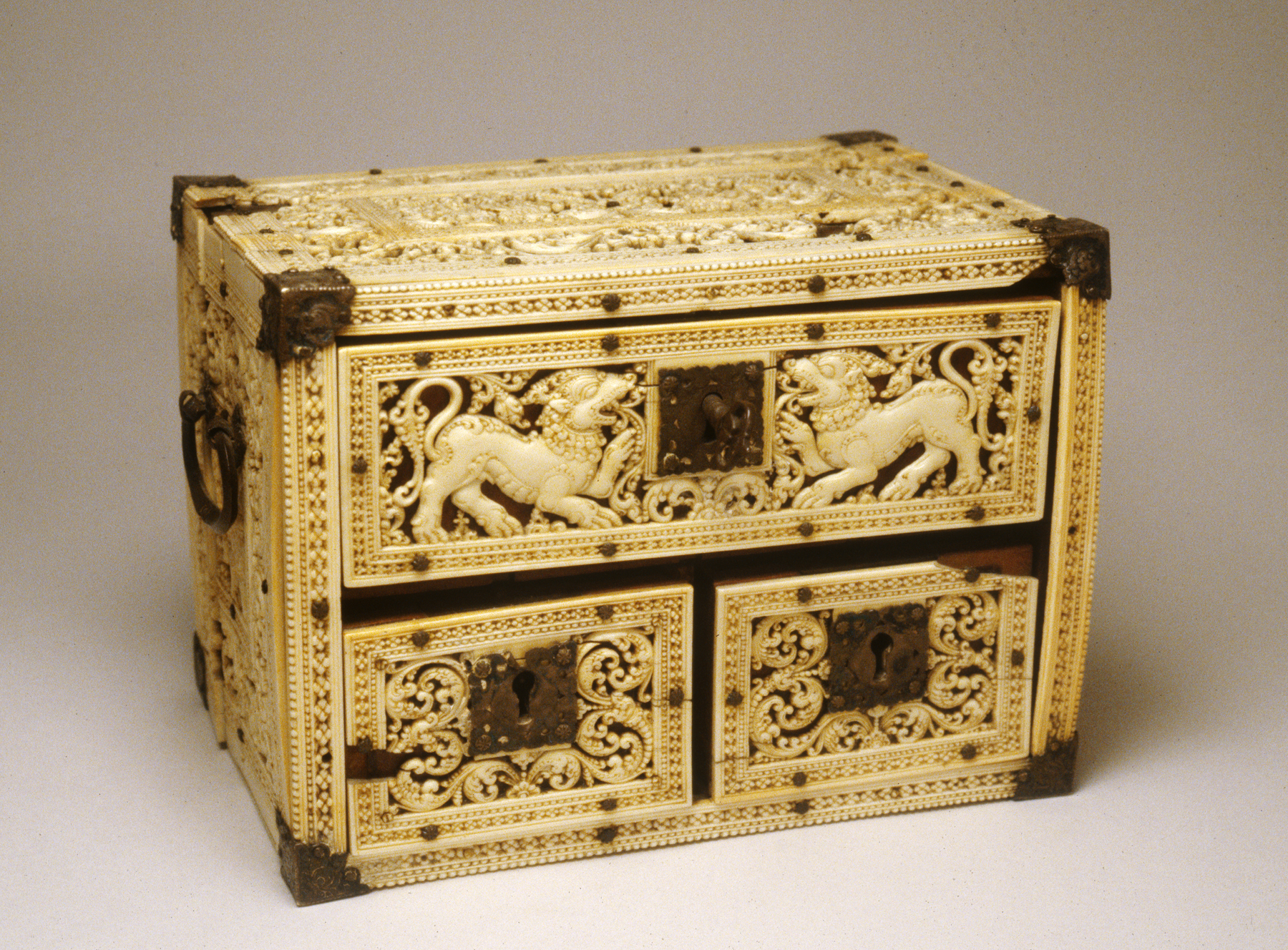
Kuferek, Sri Lanka, między 1550 a 1575 r.
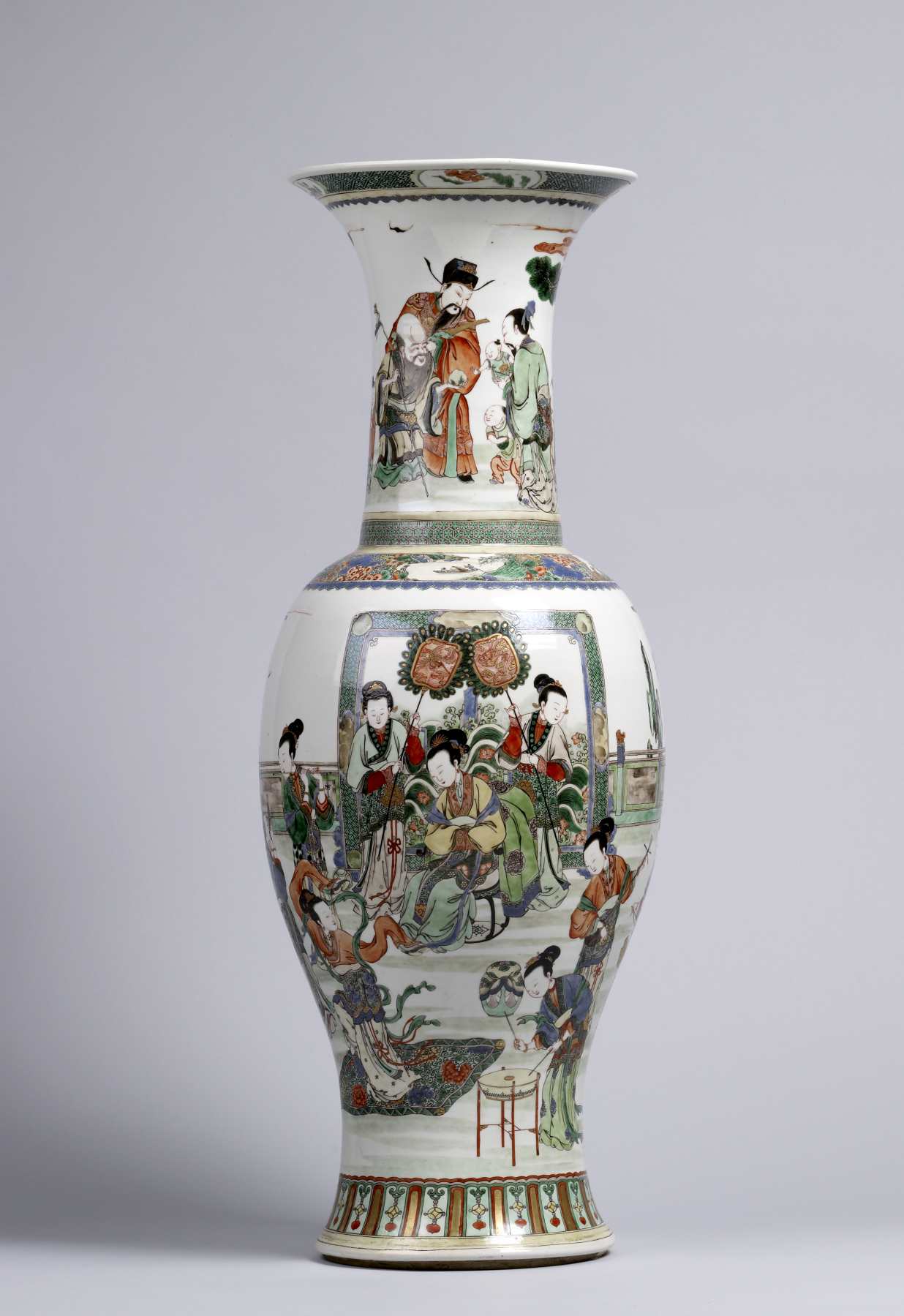
Waza chińska ze scenami dworskimi, XVIII w.
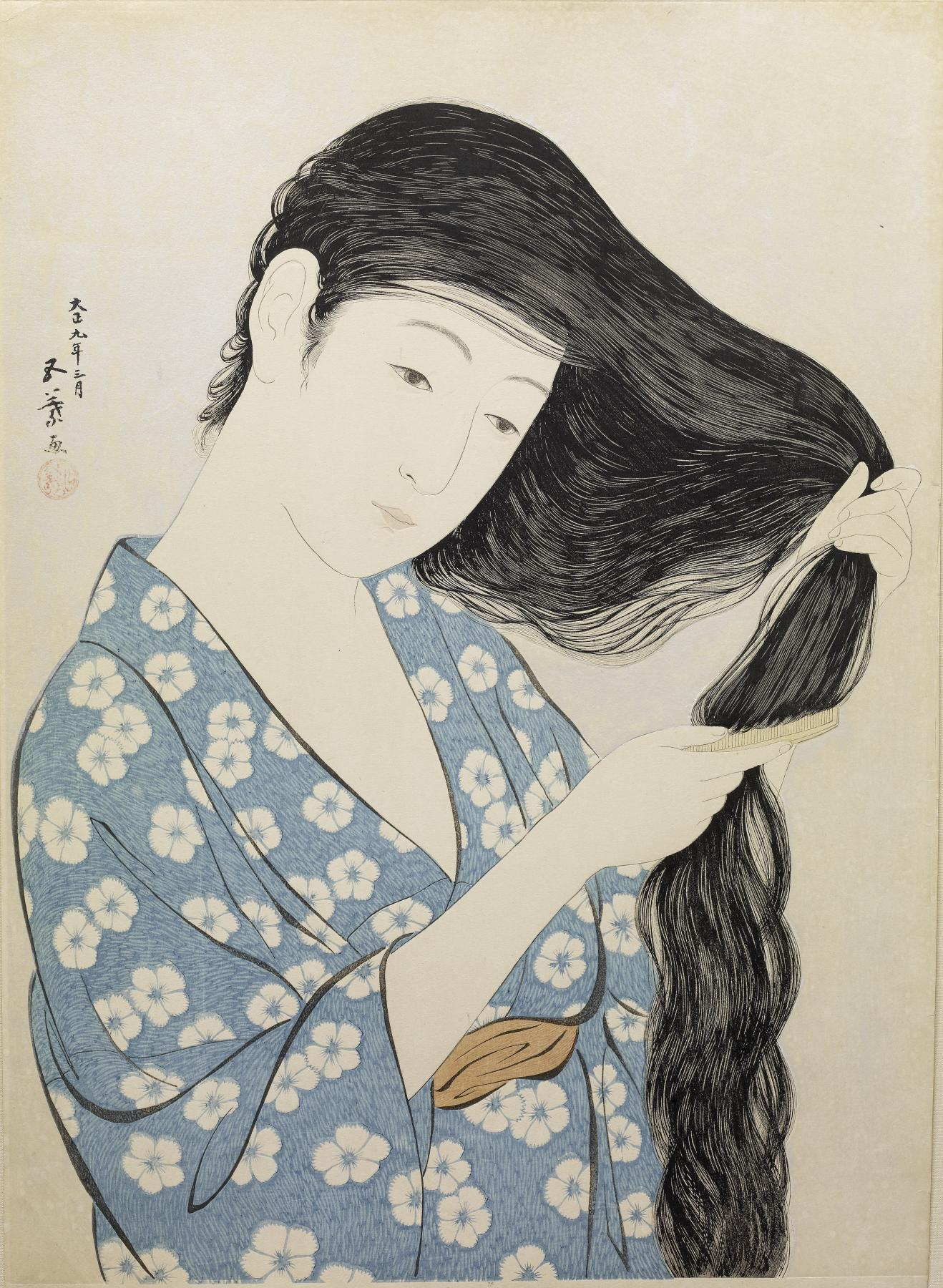
Hashiguchi Goyo, Czesząca się kobieta w błękitnej podomce, drzeworyt japoński, 1920

### Sztuka prekolumbijska
W roku 1911, Henry Walters zakupił niemal 100 złotych artefaktów z rejonie Chiriquí w zachodniej Panamie, tworząc tym samym rdzeń zbiorów sztuki prekolumbijskiej obu Ameryk. Poprzez dalsze nabytki, dary i depozyty, muzeum wzbogaciło się o kolejne dzieła rzeźby i rzemiosła, głównie z kamienia i porcelany z terenów Ameryki Środkowej i Południowej, związanych z kulturami Olmeków, Azteków i Majów oraz Mochikanów i Inków.

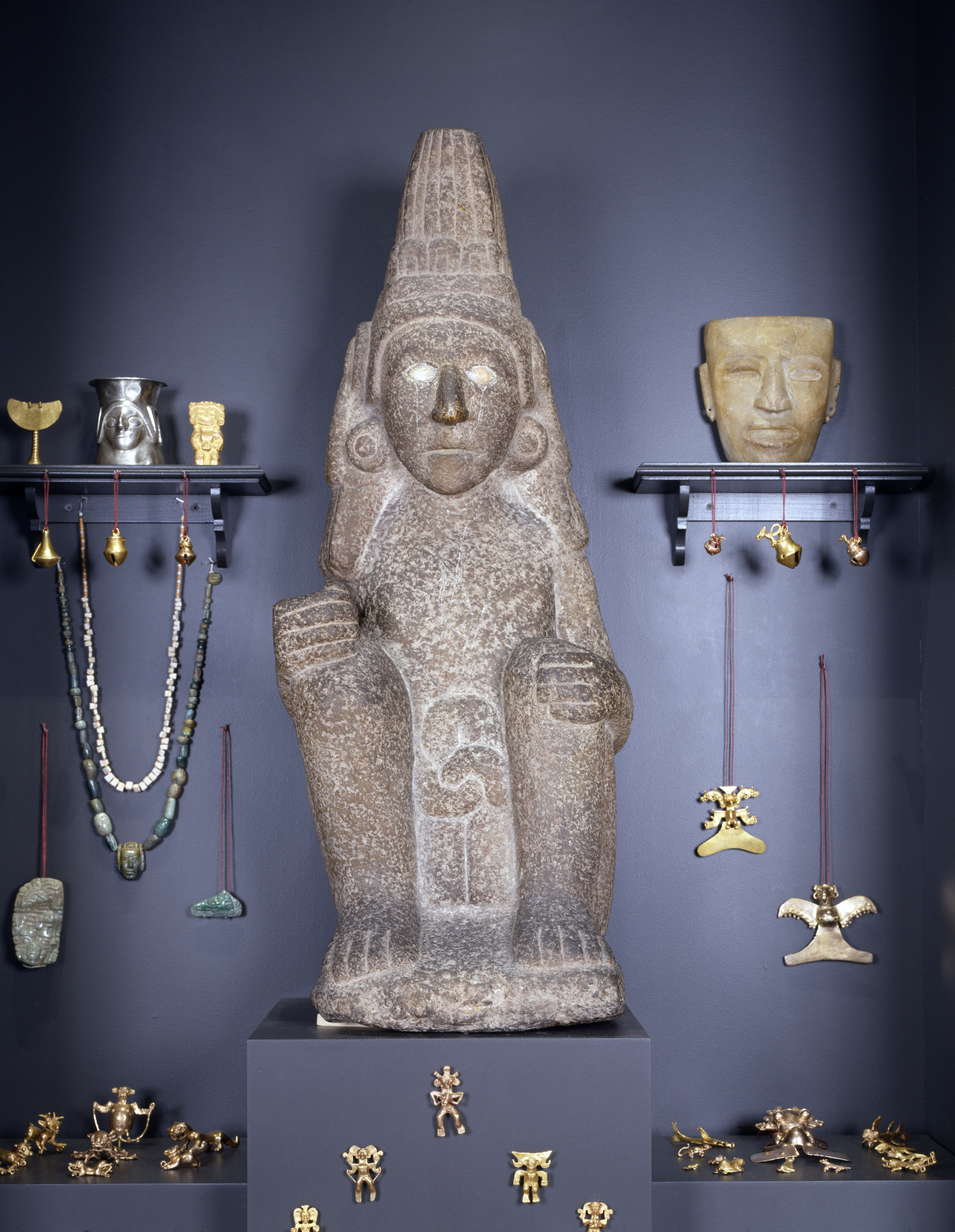
Kolekcja sztuki Azteków
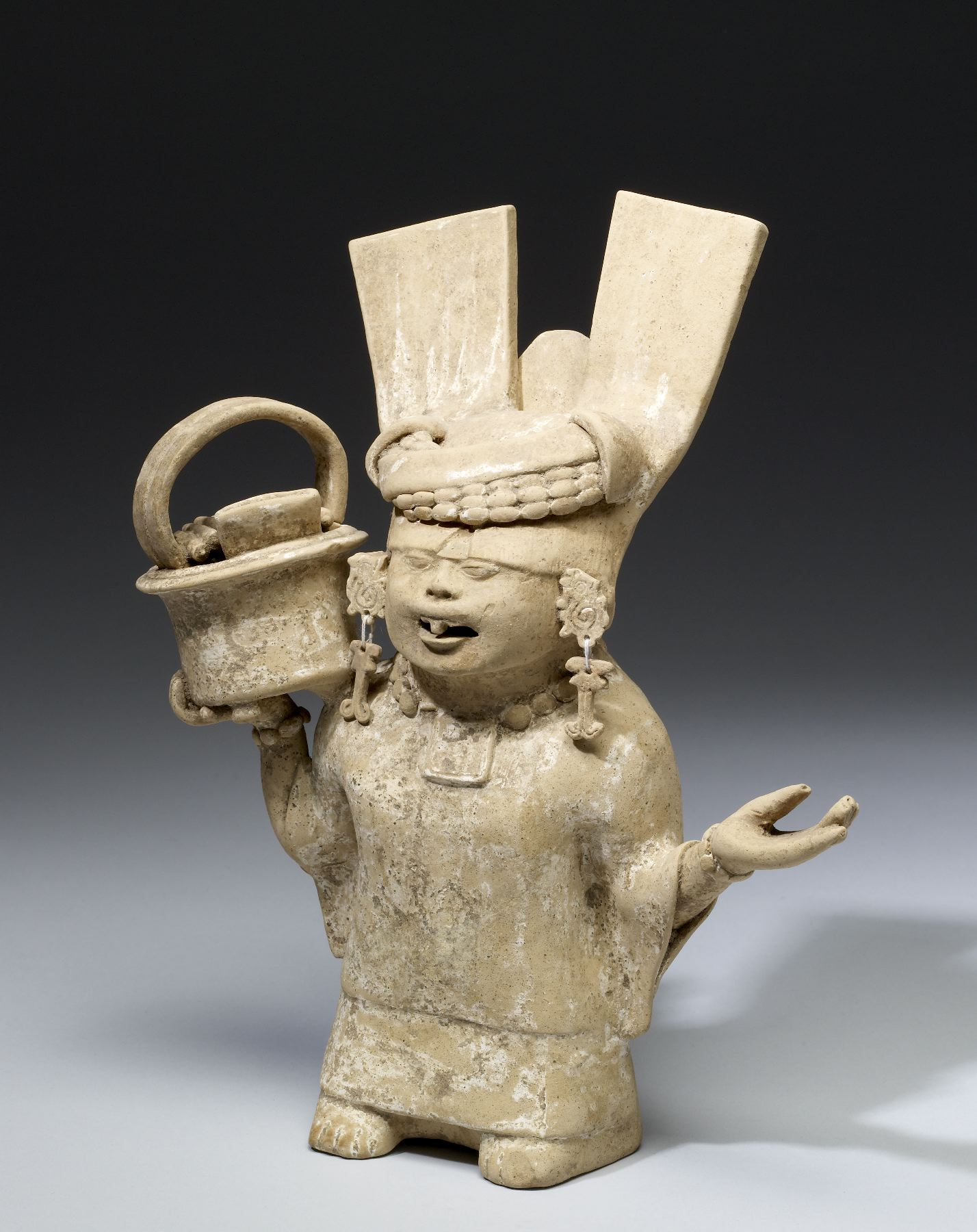
Figurka kobieca, Meksyk lata około 600-900
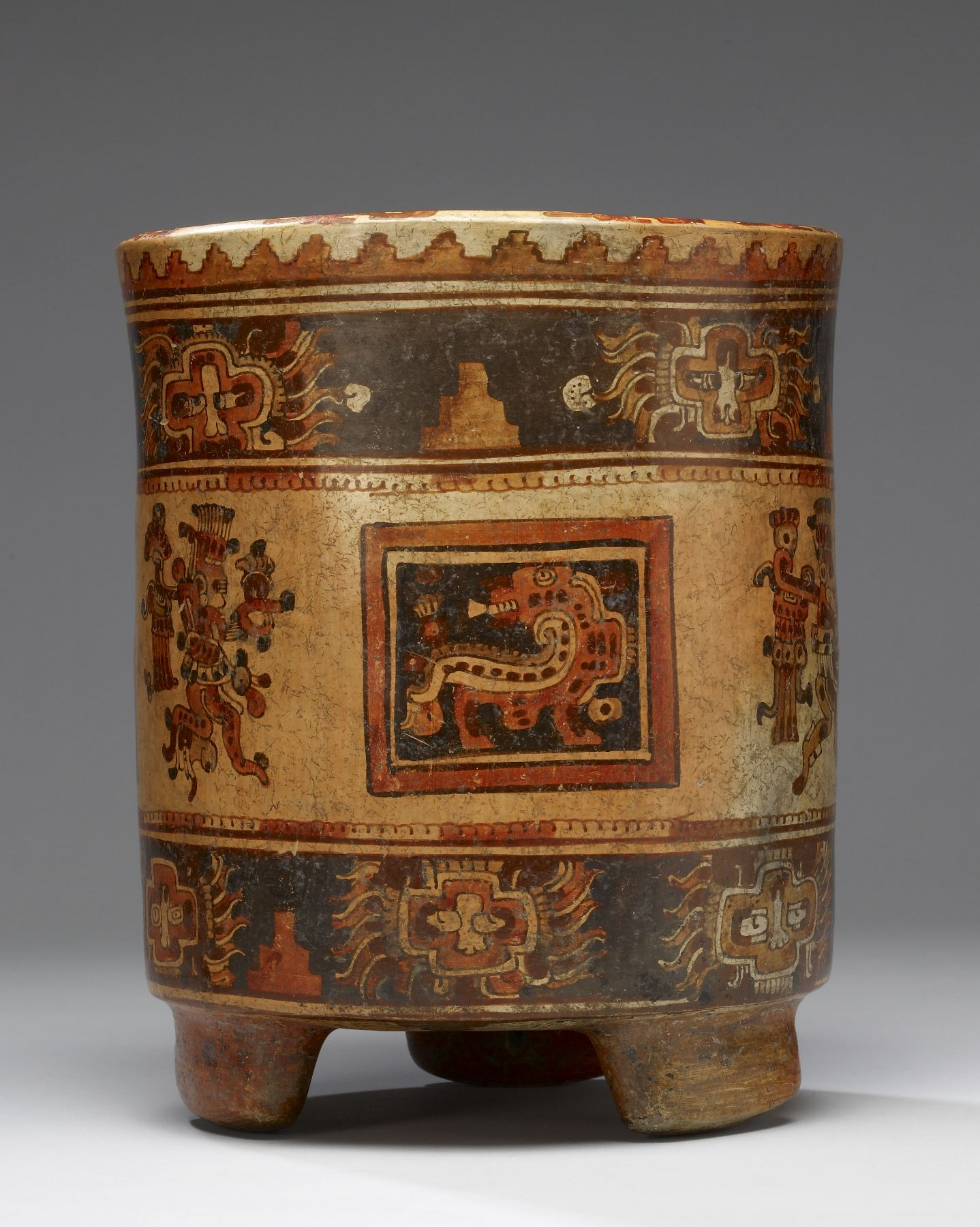
Sztuka Majów, dzbanek trójnożny, około 550-850 r.
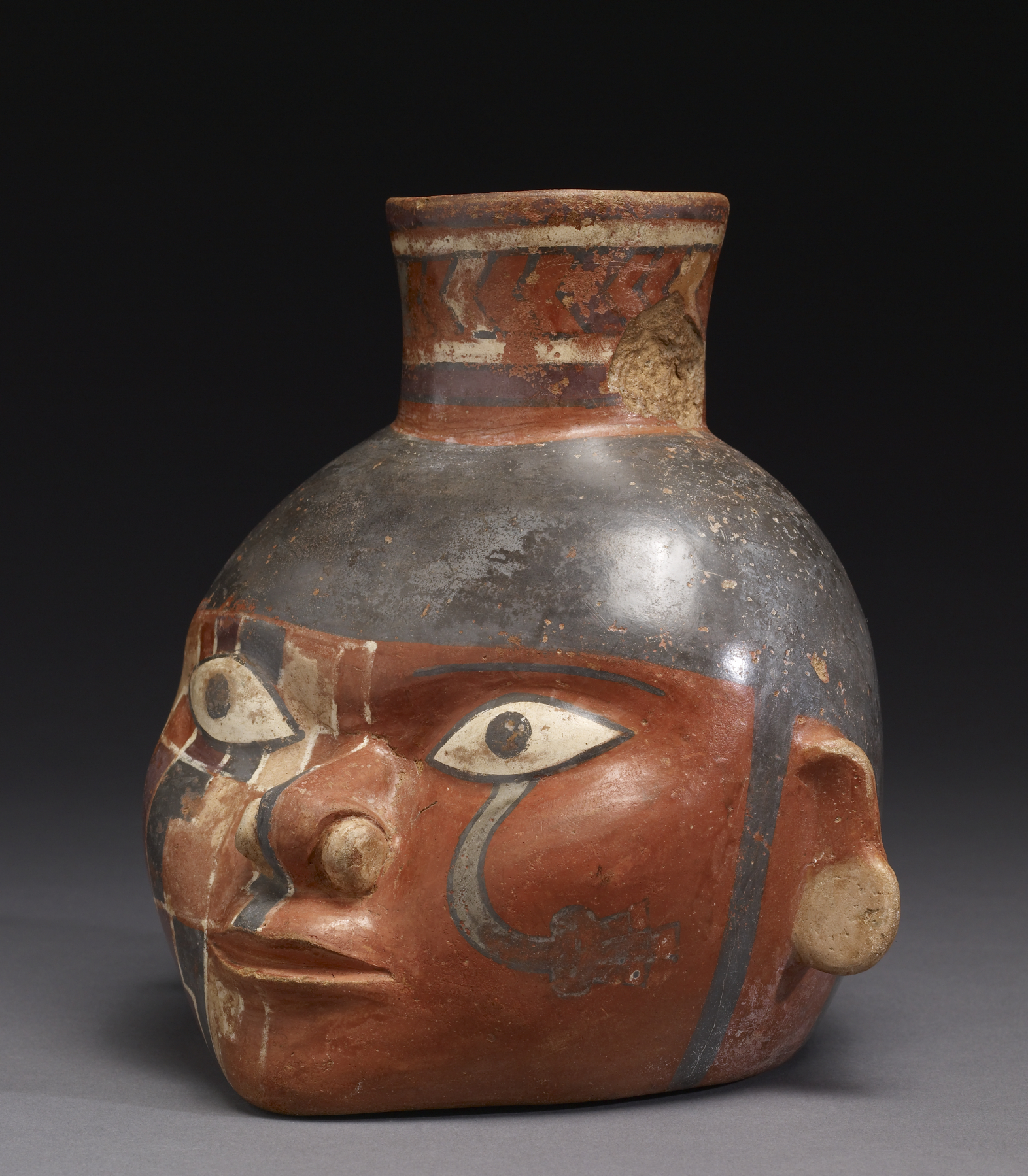
Dzban w kształcie głowy, kultura Wari, około 650-800 r.
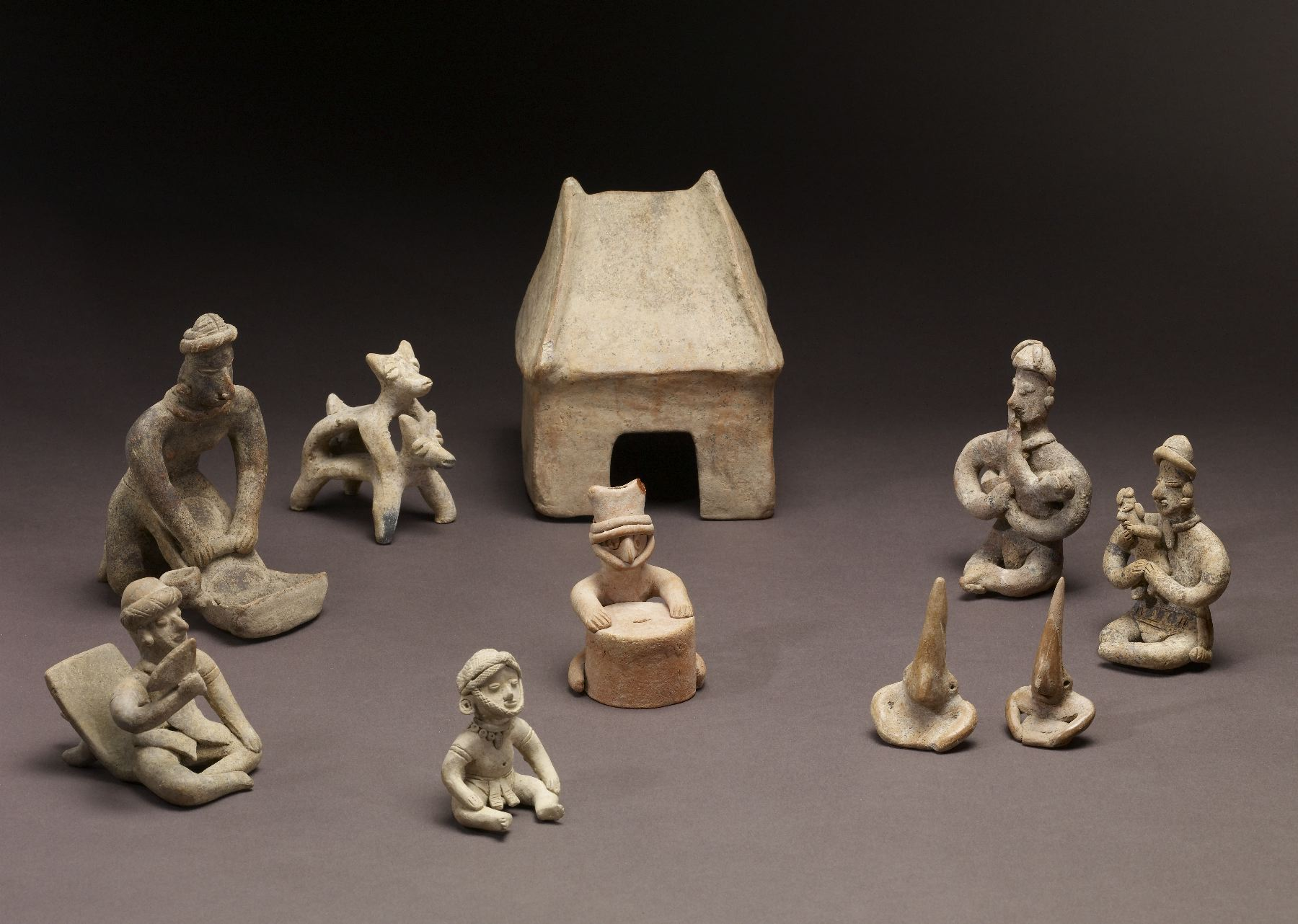
Ceramika z Colima, kultura Azteków, lata około 200 p.n.e. – 400 n.e.

## Struktura muzeum

### Gmach przy ul. Charles Street
Budynek galerii Henry’ego Waltersa został zaprojektowany przez Williama Adamsa Delano i wzniesiono go w latach 1904–1909, w stylu neorenesansowym na wzór paryskiego Hôtel Pourtales. Wnętrze powstało w oparciu o wzory północno-zachodnio włoskie, przede wszystkim na wzór genueńskiego XVII-wiecznego Kolegium Jezuickiego (Collegio dei Gesuiti, obecnie Palazzo dell’Universita) wzniesionego dla Jezuitów przez rodzinę Balbi. Do wystroju wnętrza dopasowano ekspozycję, którą tworzą przede wszystkim dzieła z renesansu i baroku. Ponadto prezentowane tu są rękopisy iluminowane.

### Gmach przy Centre Street
Zaprojektowany przez pracownię architektoniczną z Bostonu Shepley, Bullfinch, Richardson, and Abbott, w stylu brutalizmu wznoszony od lat 60., oddany do użytku w roku 1974. Rozbudowany i przekształcony w latach 1998–2001 wedle projektów pracowni Kallmann McKinnell and Wood Architects, w efekcie powstało przeszklone atrium, nowa klatka schodowa, kawiarnia, biblioteka, ponadto powiększono przestrzeń ekspozycyjną. W gmachu tym wyeksponowano dzieła sztuki starożytnej, bizantyjskiej, średniowiecznej, XIX-wiecznej oraz etiopskiej.
Ponadto w tym gmachu zaadaptowano najstarsze w Stanach laboratorium i pracownię konserwacji zabytków i muzealiów.

### Dom Hackermana
Wzniesiony w stylu grecko-neoklacystycznym, wedle projektów Johna Rudolpha Niernsee zbudowane w latach 1848 – 1850 dla doktora Johna Hansona Thomasa, uważany za jedną z najelegantszych rezydencji “elegant” przy Mount Vernon Place. Tenże rezydent gościł tu takie osobistości jak księcia Walii, przyszłego króla Edwarda VII, oraz generała Lajosa Kossuth, znanego z walk o wolność Węgier. Od roku 1991, budynek stał się częścią Walters Art Museum, gdzie znalazły się przede wszystkim dzieła sztuki azjatyckiej.

## Galeria

### Sztuka Starożytnego Bliskiego Wschódu oraz Egiptu

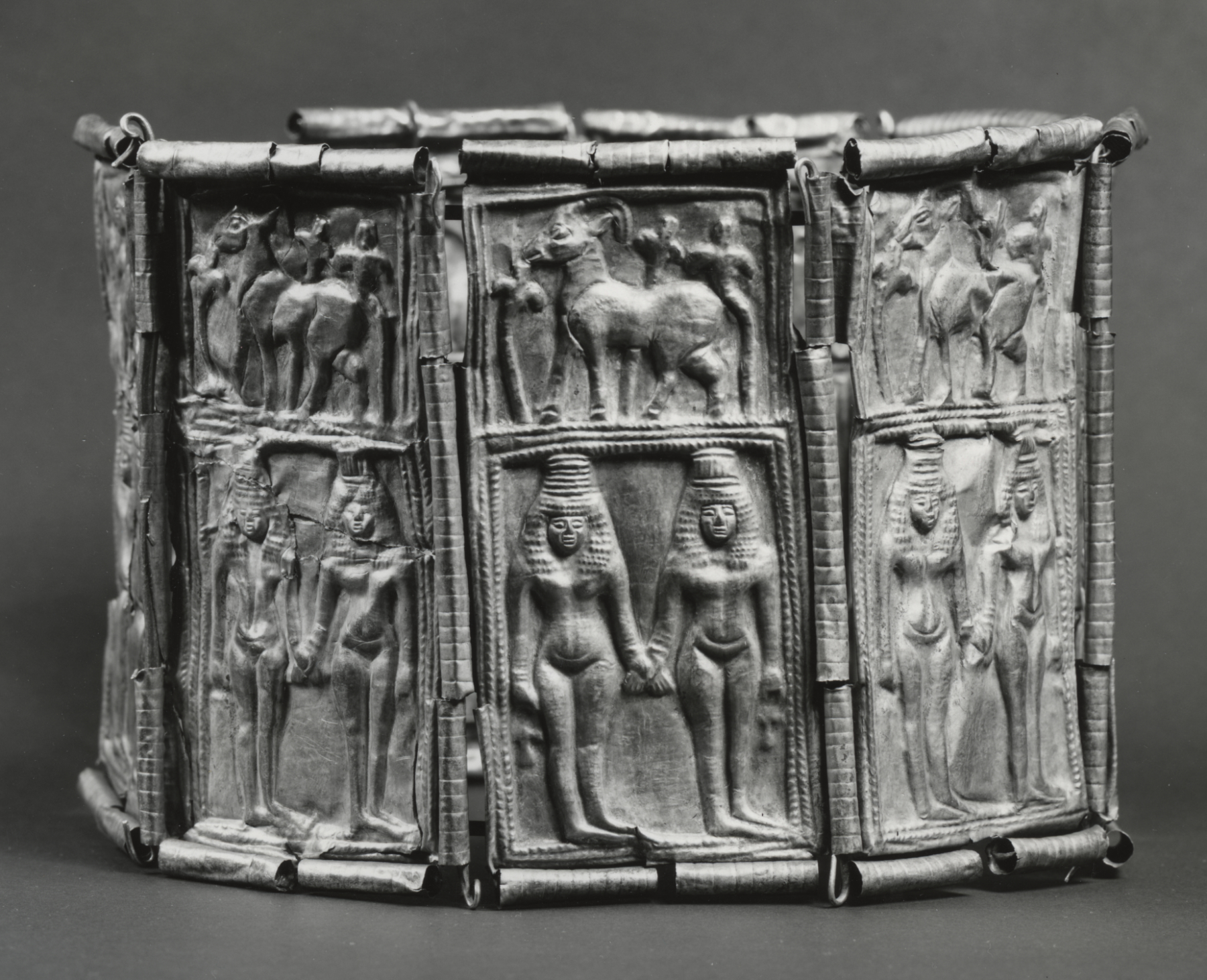
Korona fenicka, X w. p.n.e.
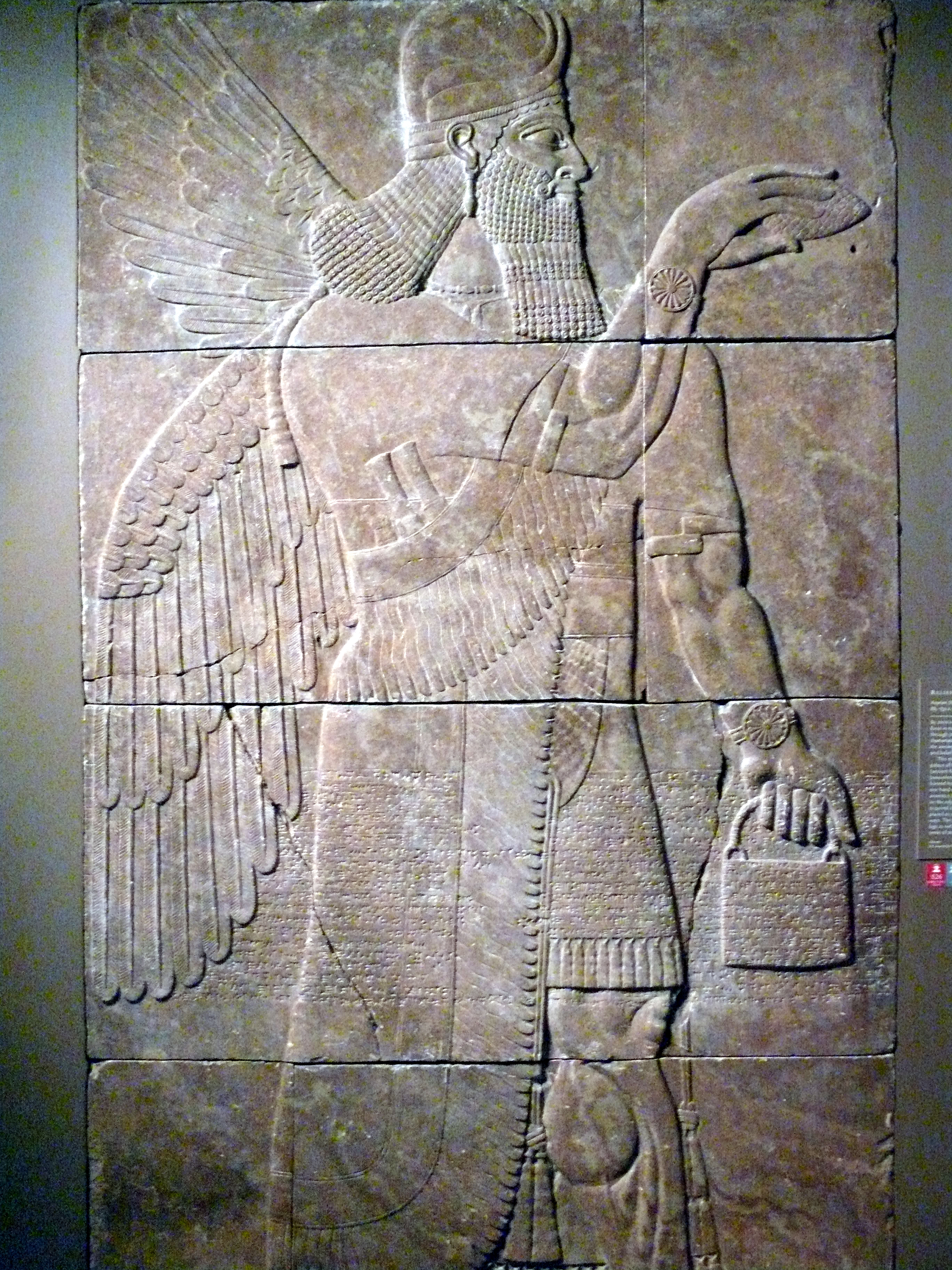
Asyryjski relief z uskrzydlonym geniuszem, 883-859 r. p.n.e.
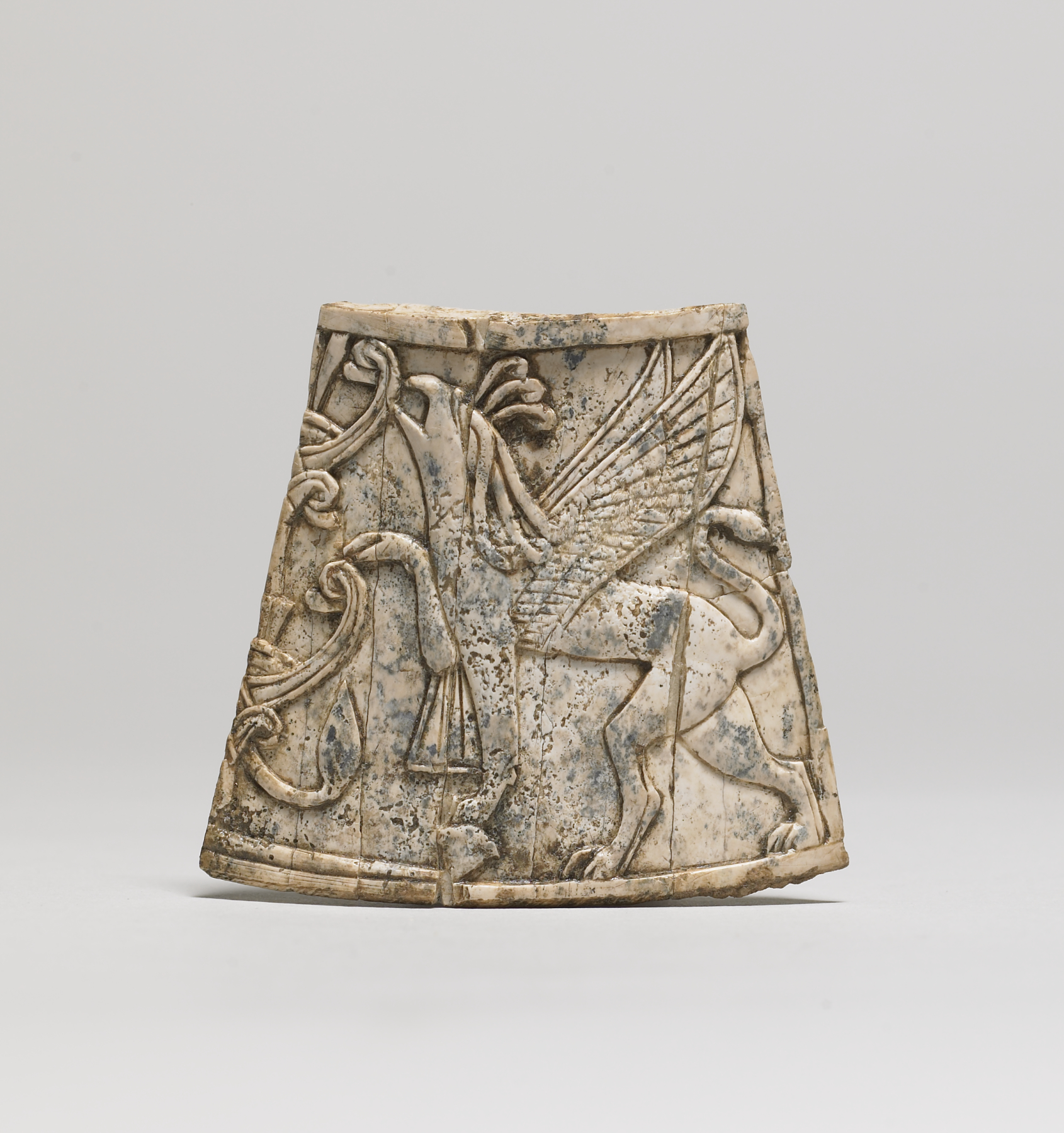
Plakietka lewantyńska, z przedstawieniem gryfa, VIII w. p.n.e.
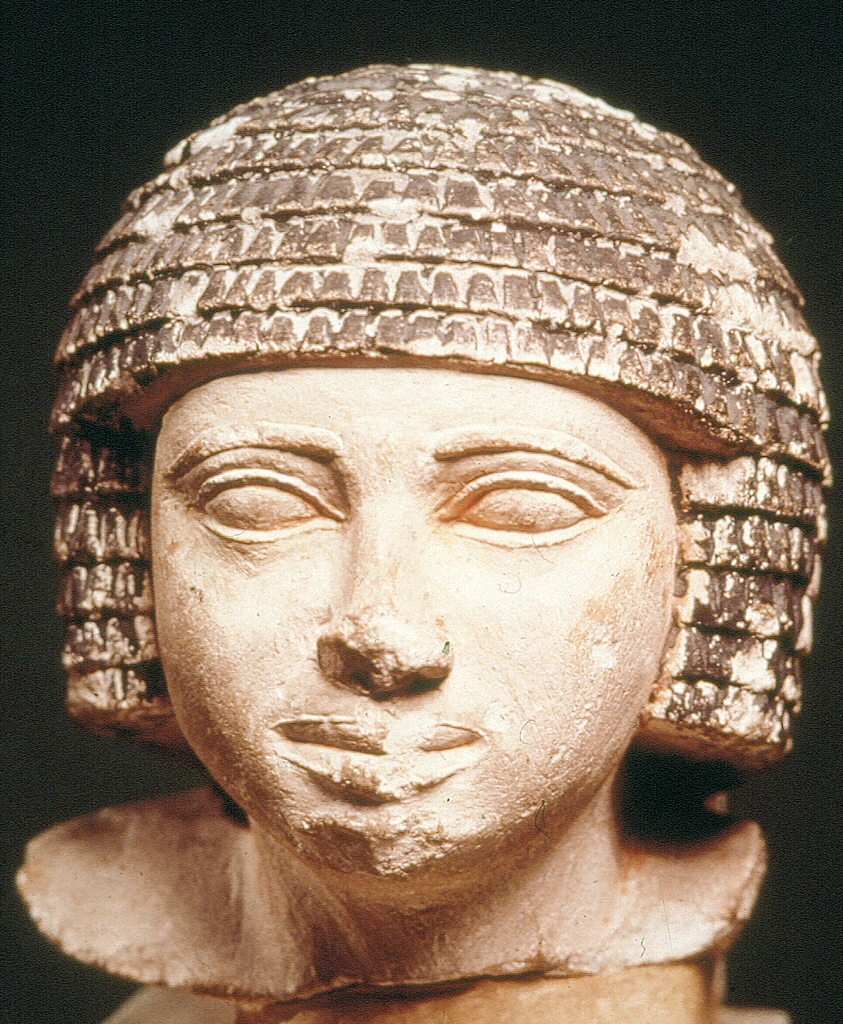
Głowa mężczyzny, Egipt, okres Starego Królestwa, między 2350 i 2280 r. p.n.e.
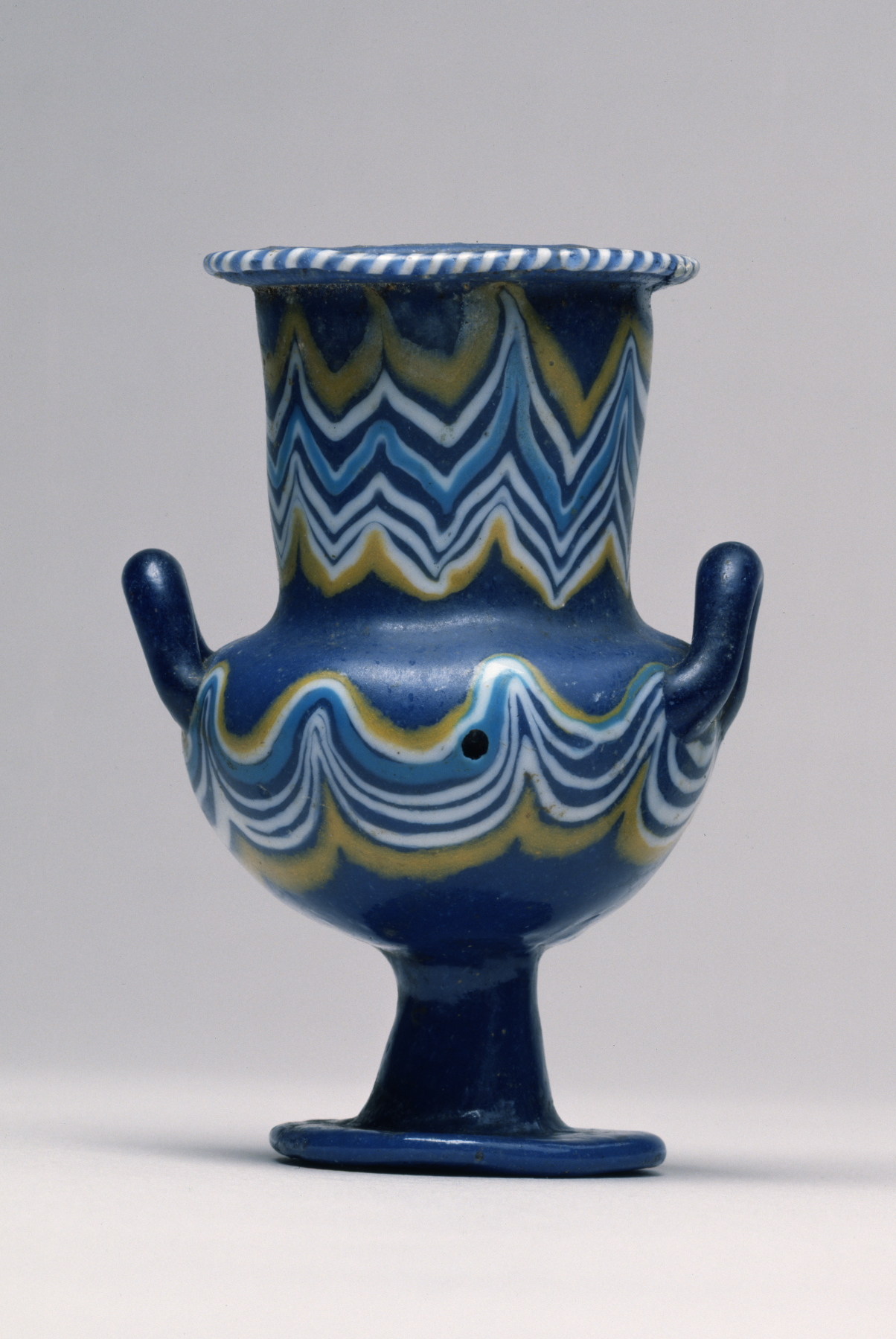
Dzban, Egipt, Nowe Królestwo, 1450-1350 r. p.n.e.

### Sztuka Starożytnej Grecji, Etrurii i Rzymu

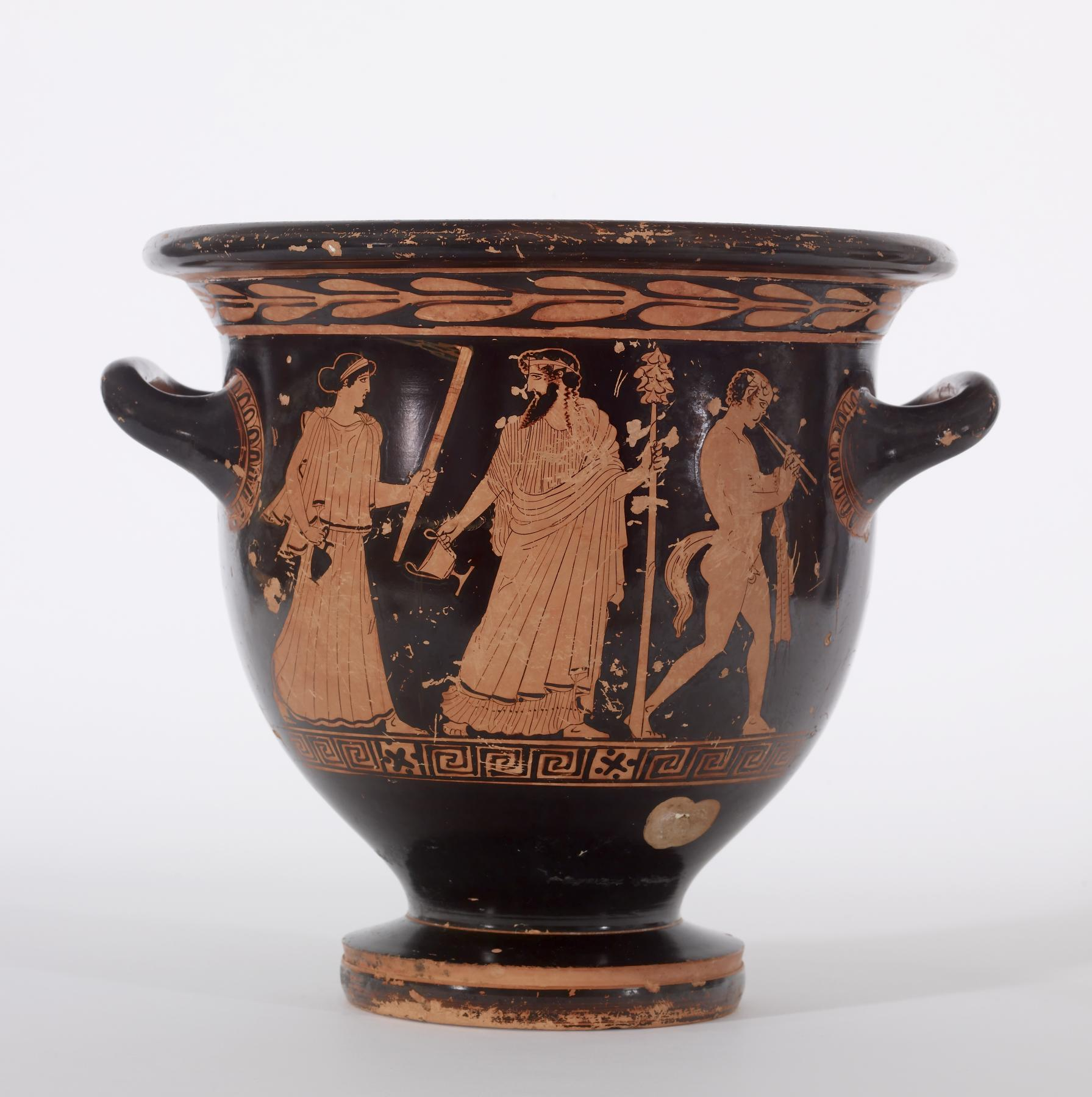
Krater, okres klasyczny, 440 p.n.e.
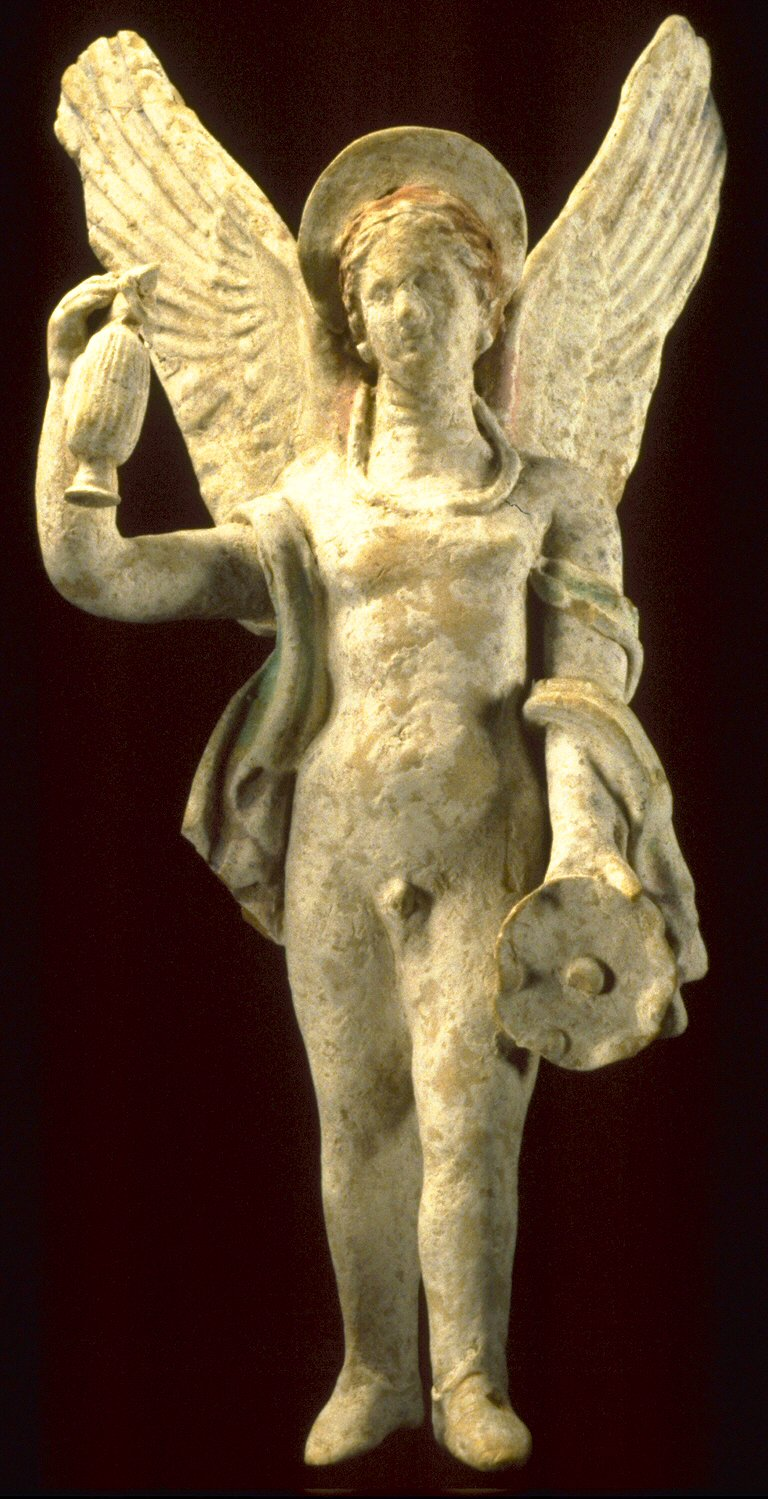
Grecka figura Erosa, okres hellenistyczny, III w. p.n.e.
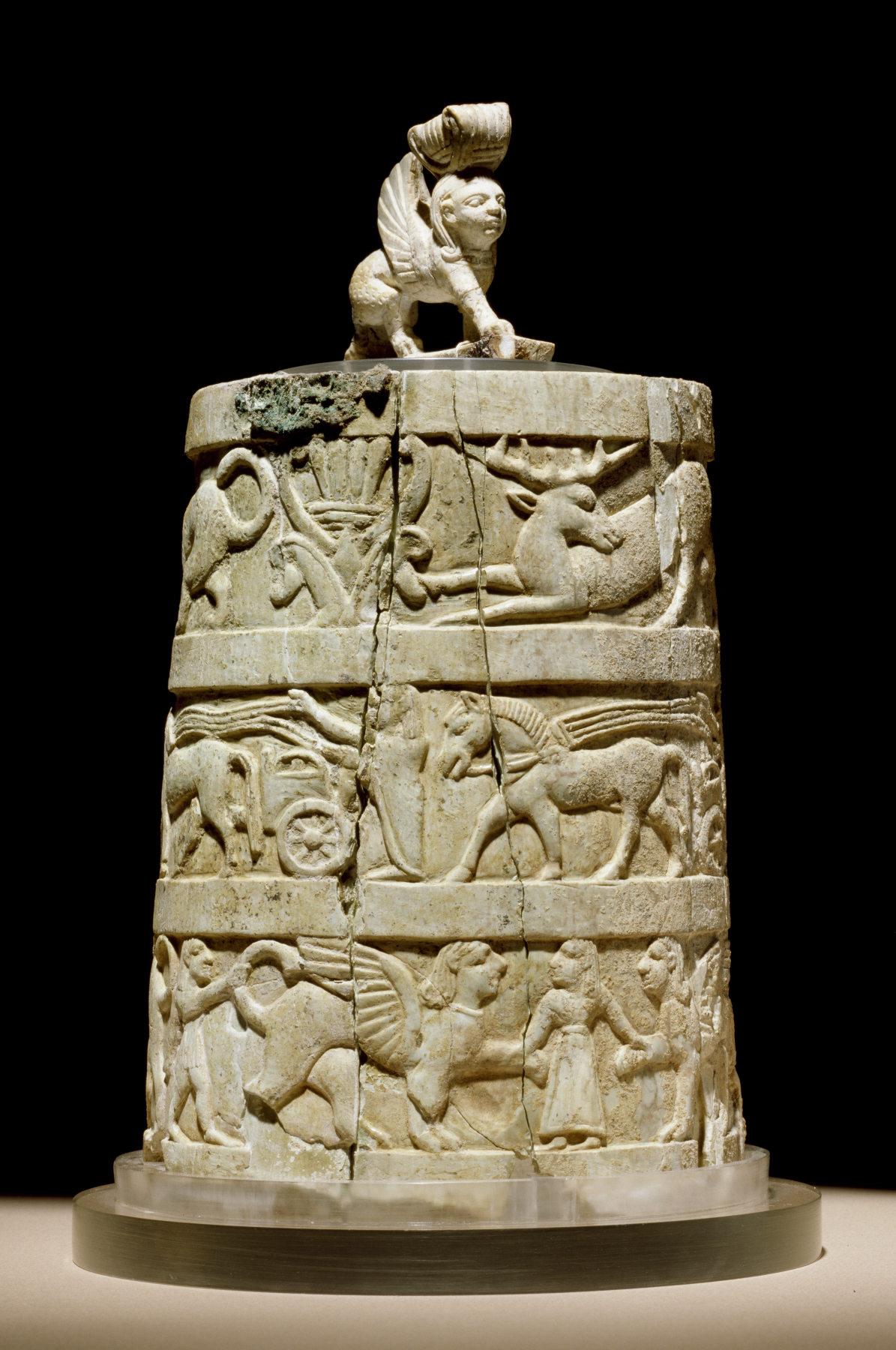
Etruski pyxis ze Sfinksem, między 650 i 625 r. p.n.e.
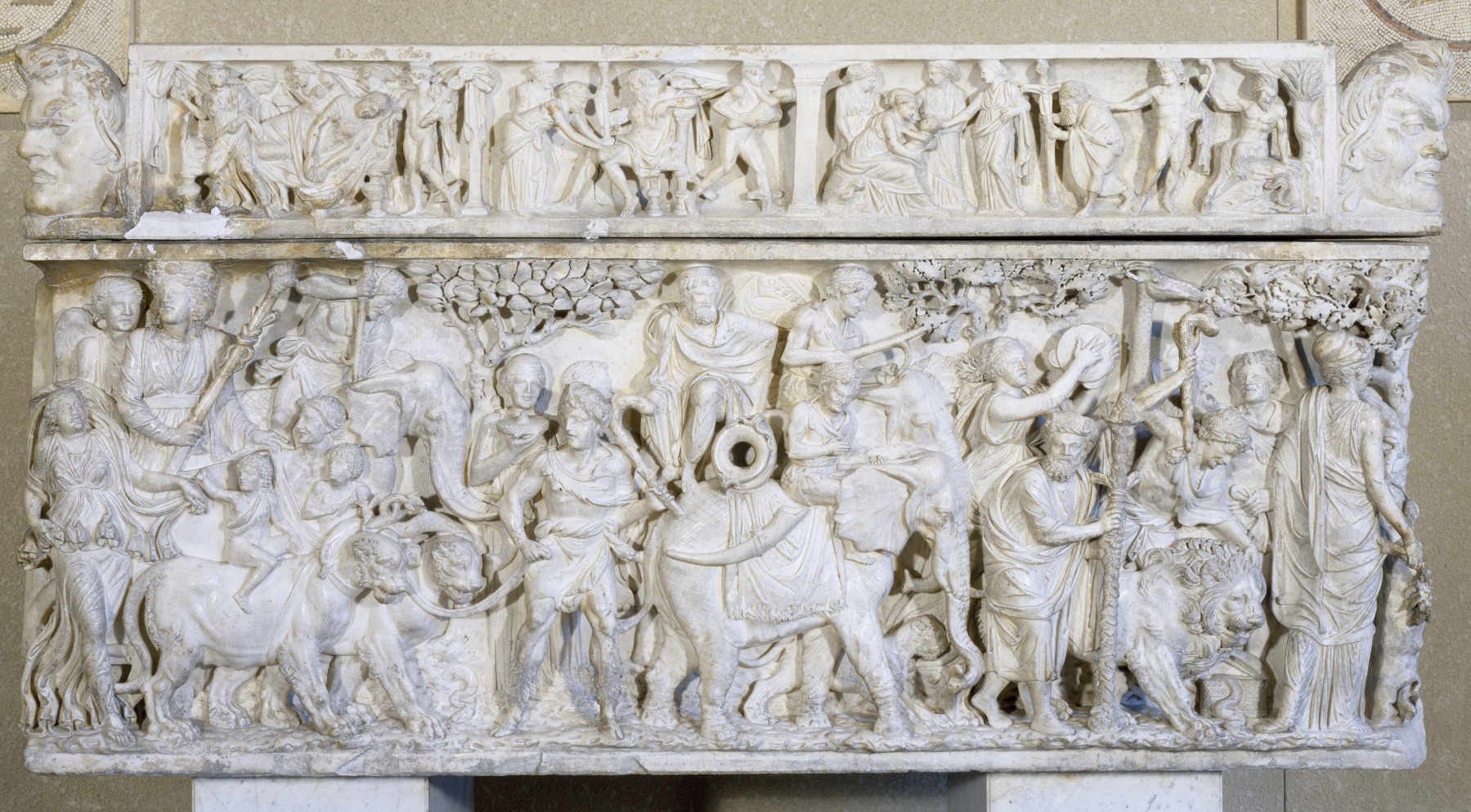
Sarkofag ze sceną Triumfu Dionizosa, ok. 190 r.n.e.
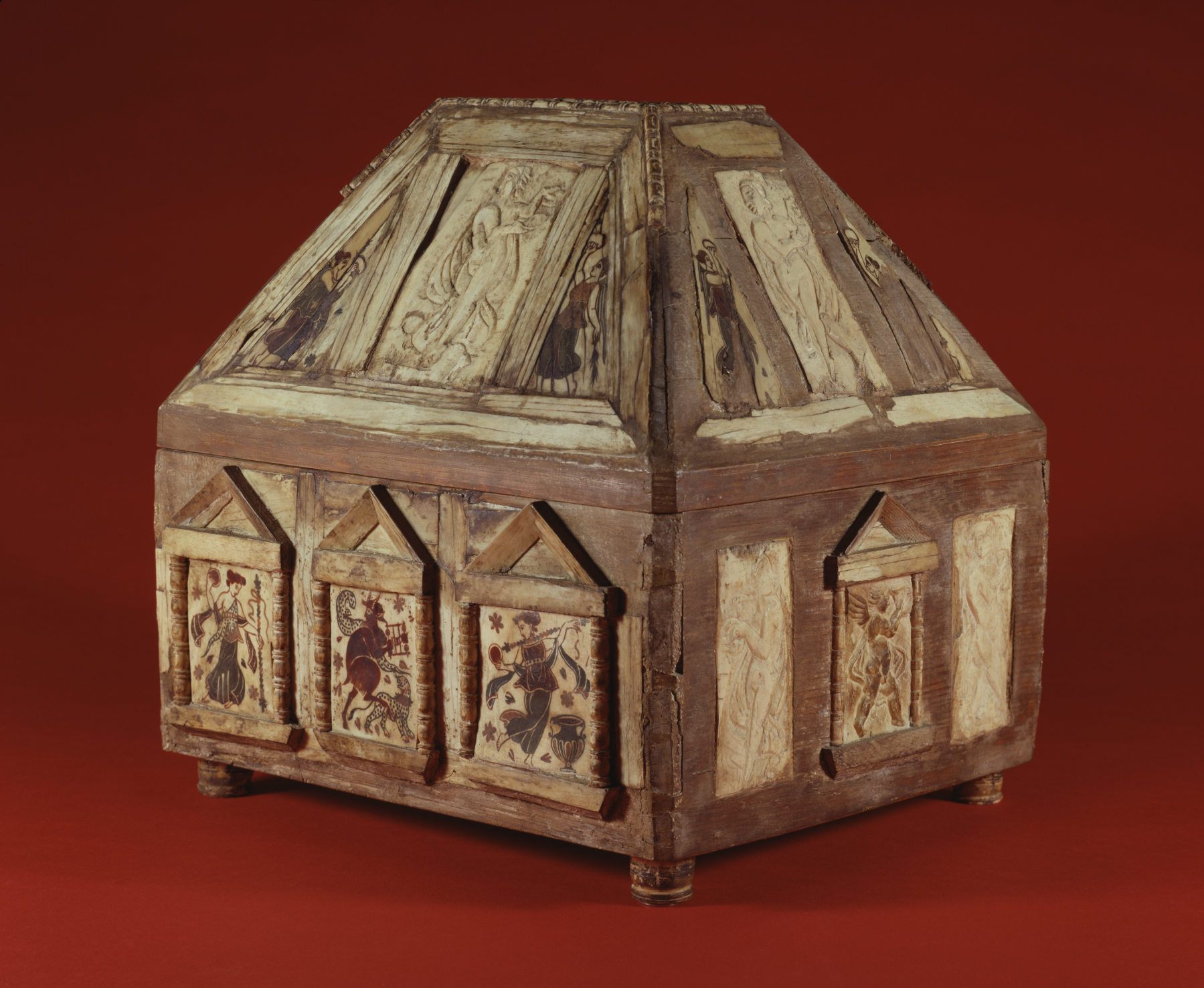
Koptyjskie puzdro na biżuterię, schyłek IV w. n.e.

### Sztuka bizantyjska i ruska

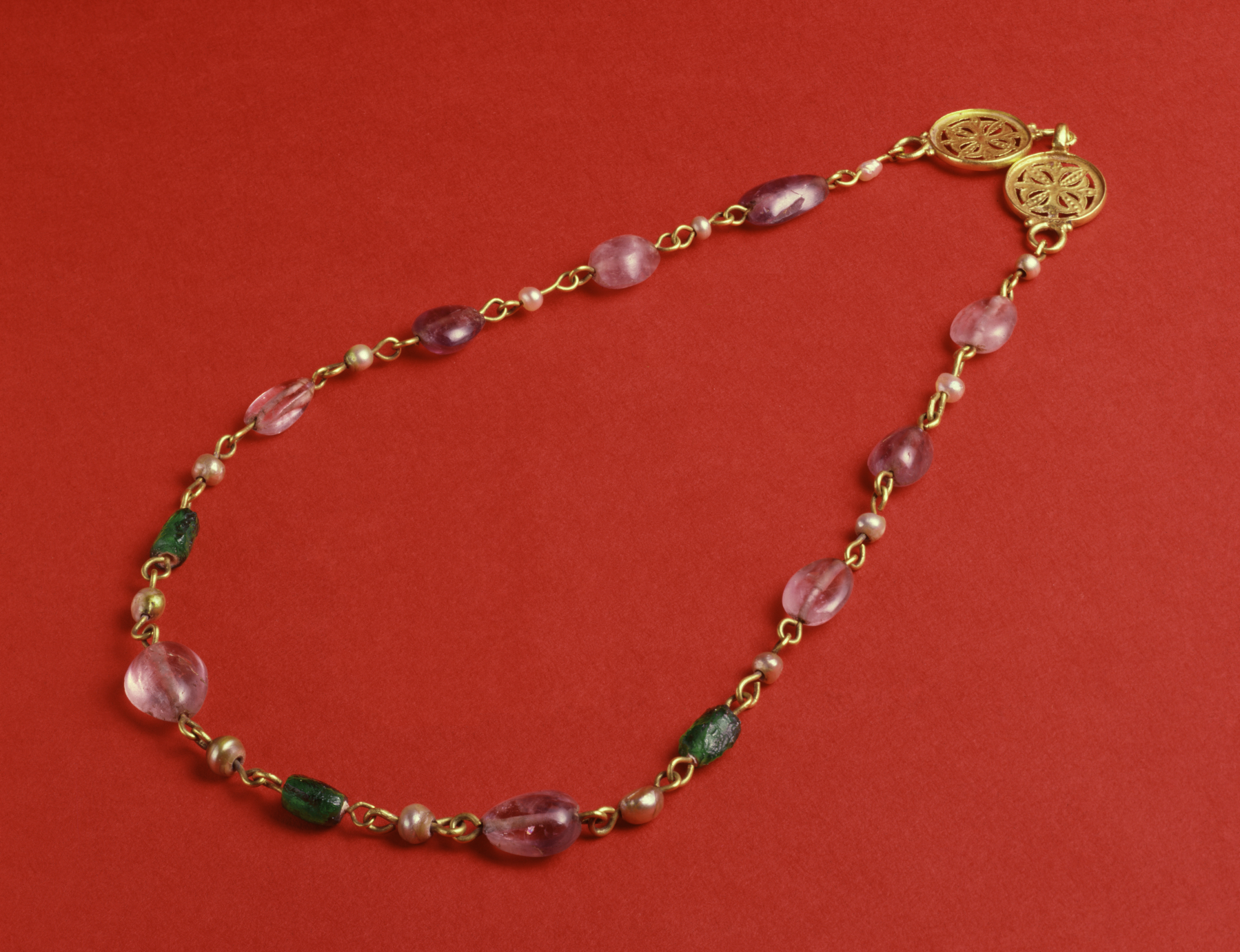
Naszyjnik, Bizancjum, V w.
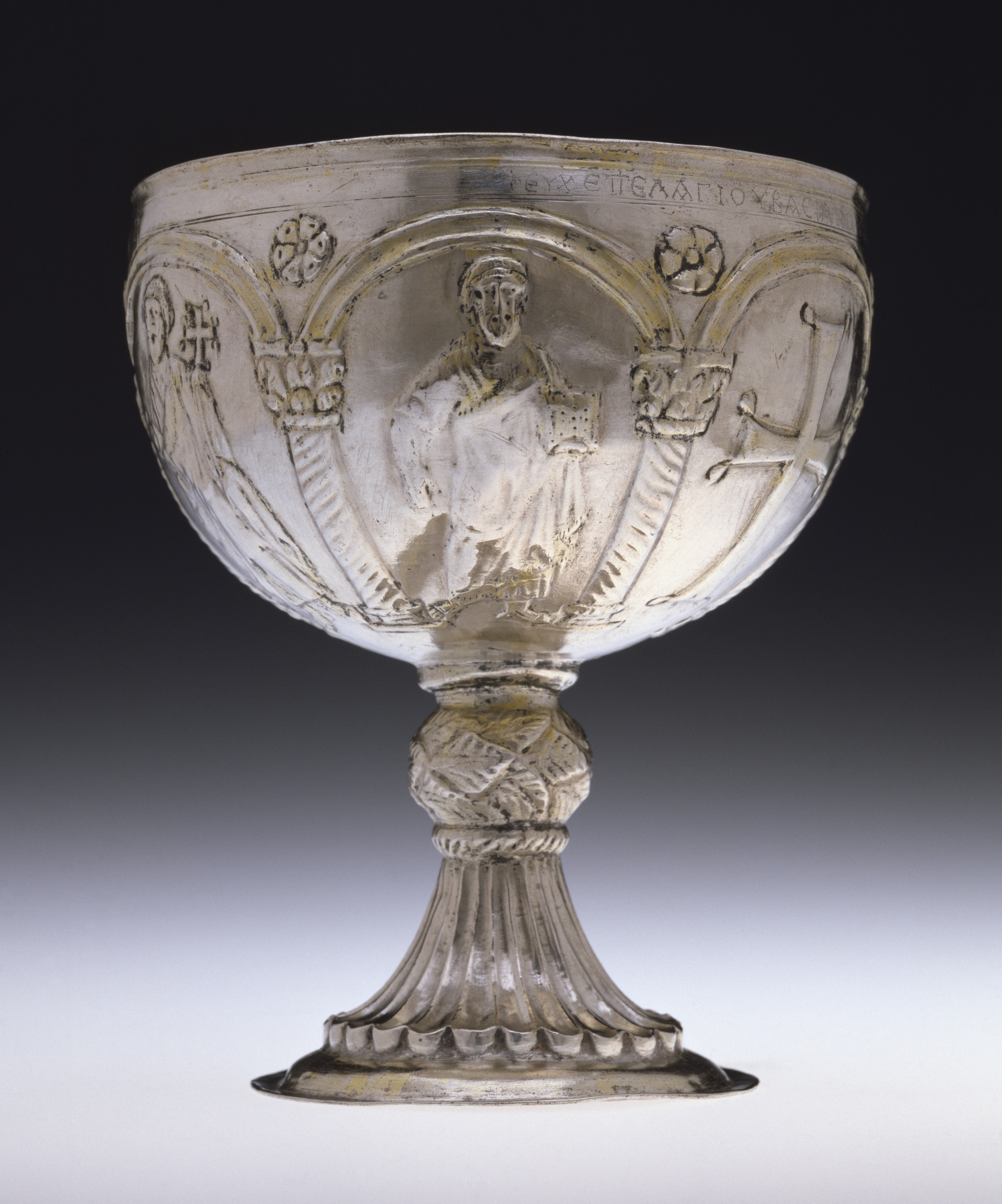
Kielich, Bizancjum, VII w.
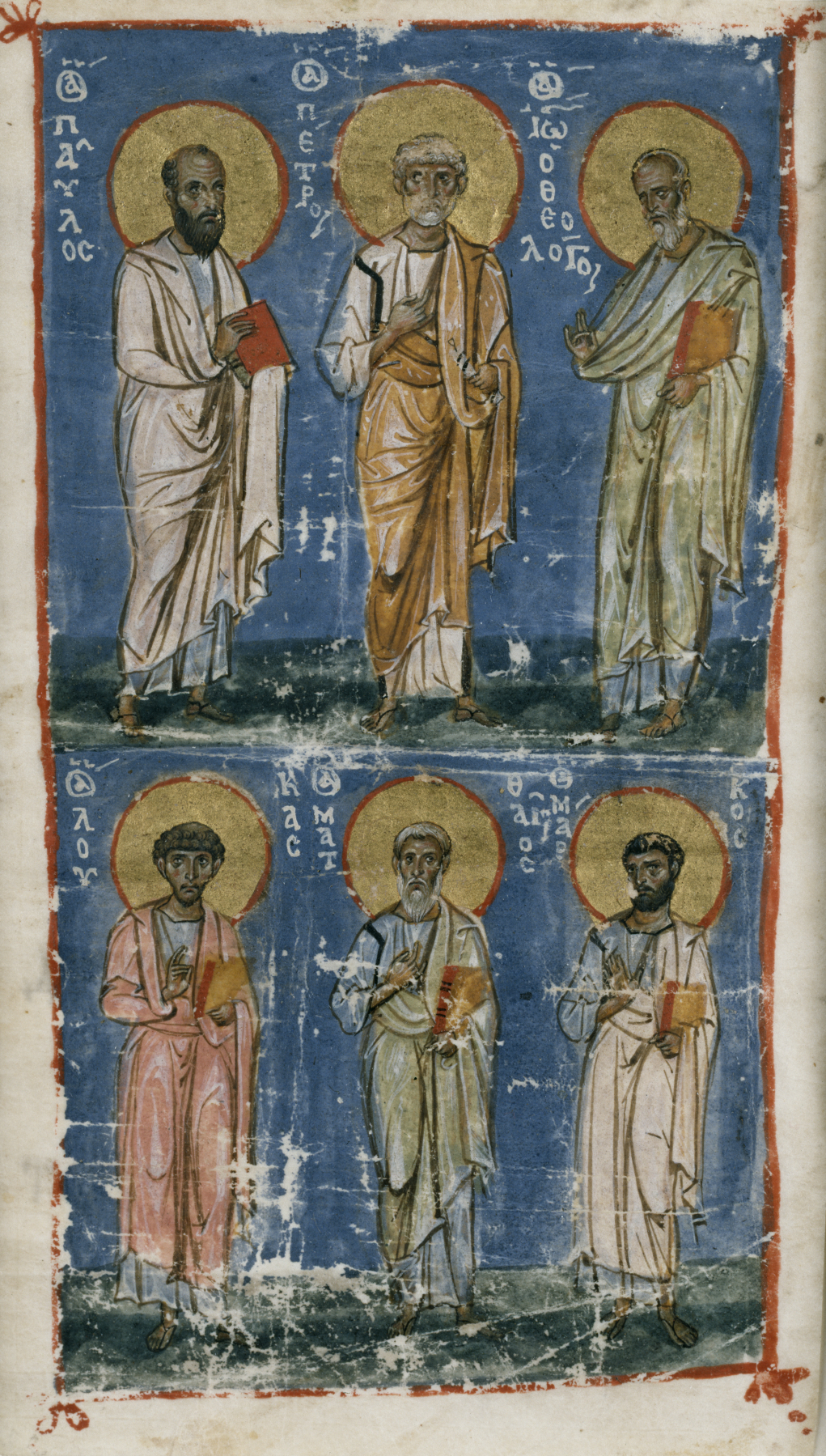
Bizantyjska miniatura z Czterema Ewangelistami oraz Piotrem i Pawłem, 1070 – 1100 r.
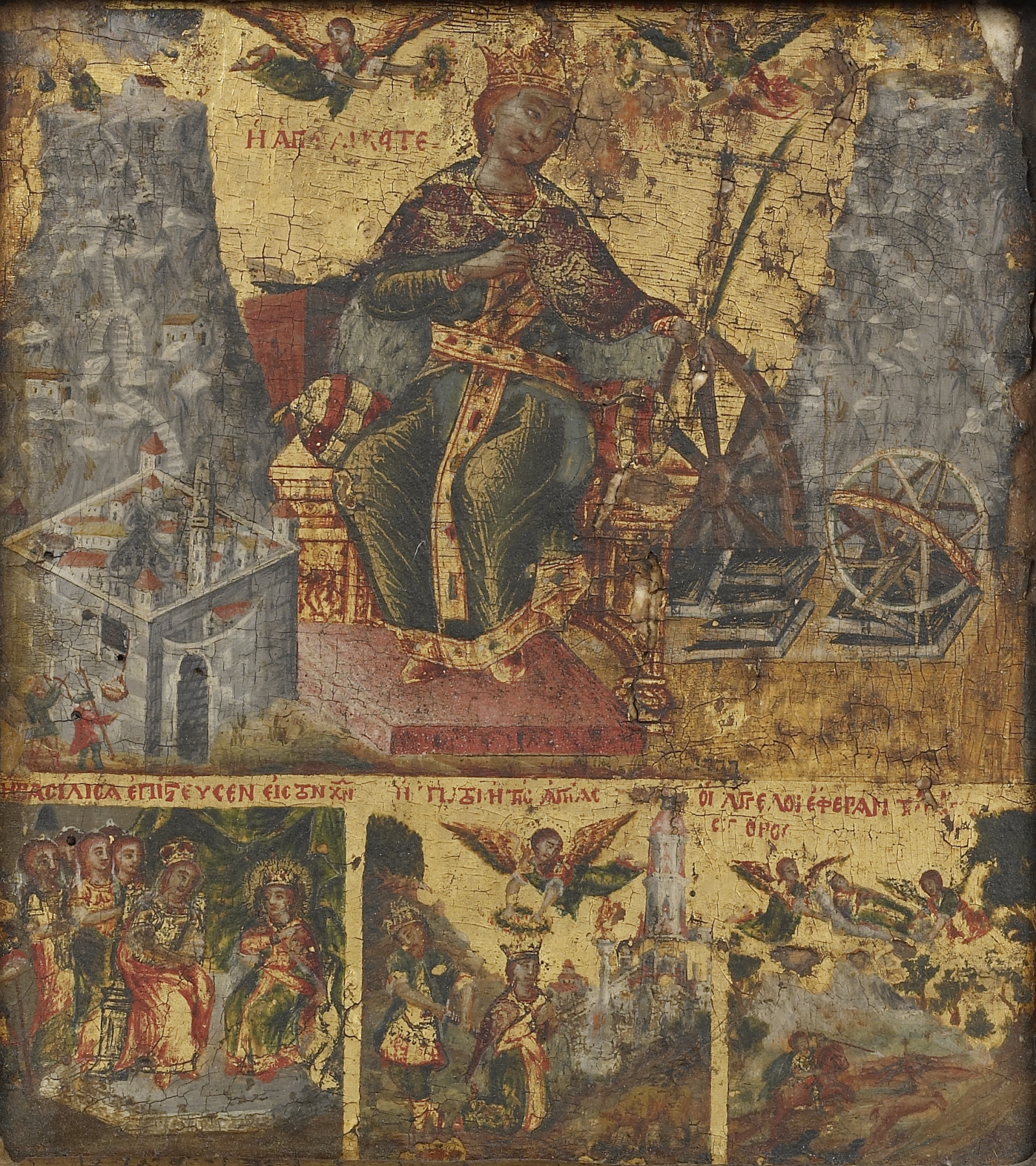
Ikona ze świętą Katarzyną Aleksandryjską oraz trzech epizodów z jej żywota, Grecja XVIII w.
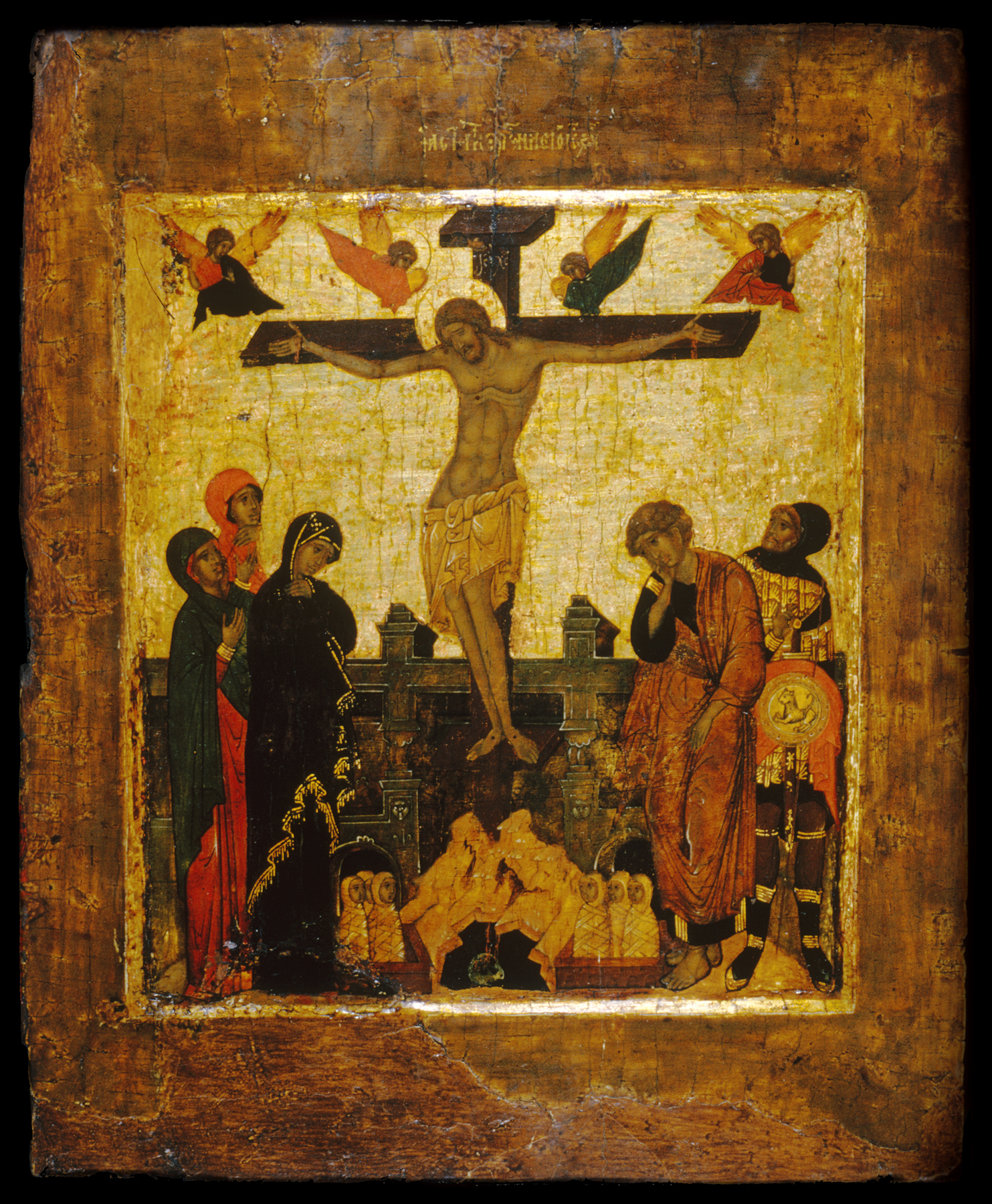
Ukrzyżowanie, ikona ruska z XVI w.

### Sztuka islamu

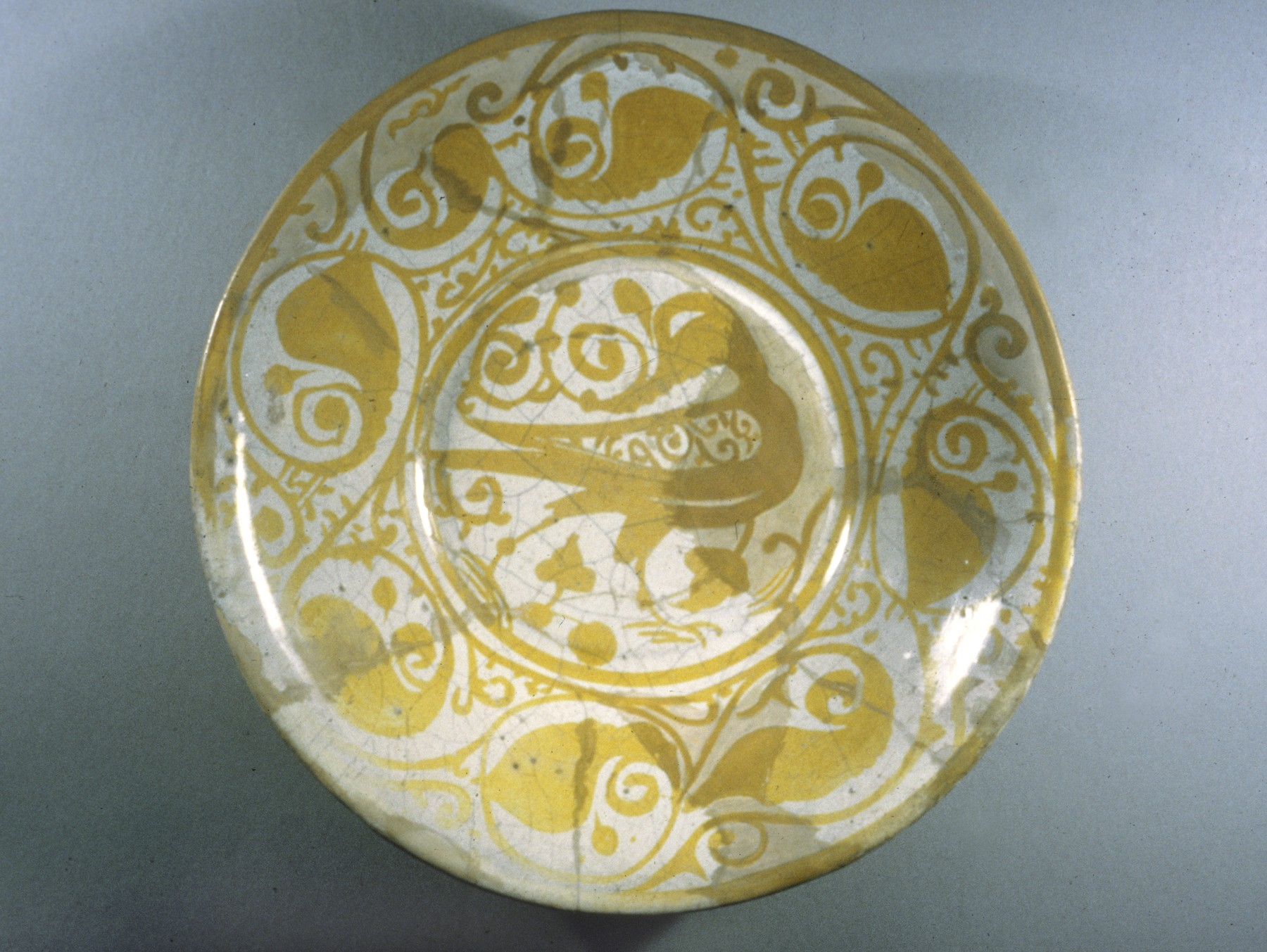
Talerz, Egipt, XI w.
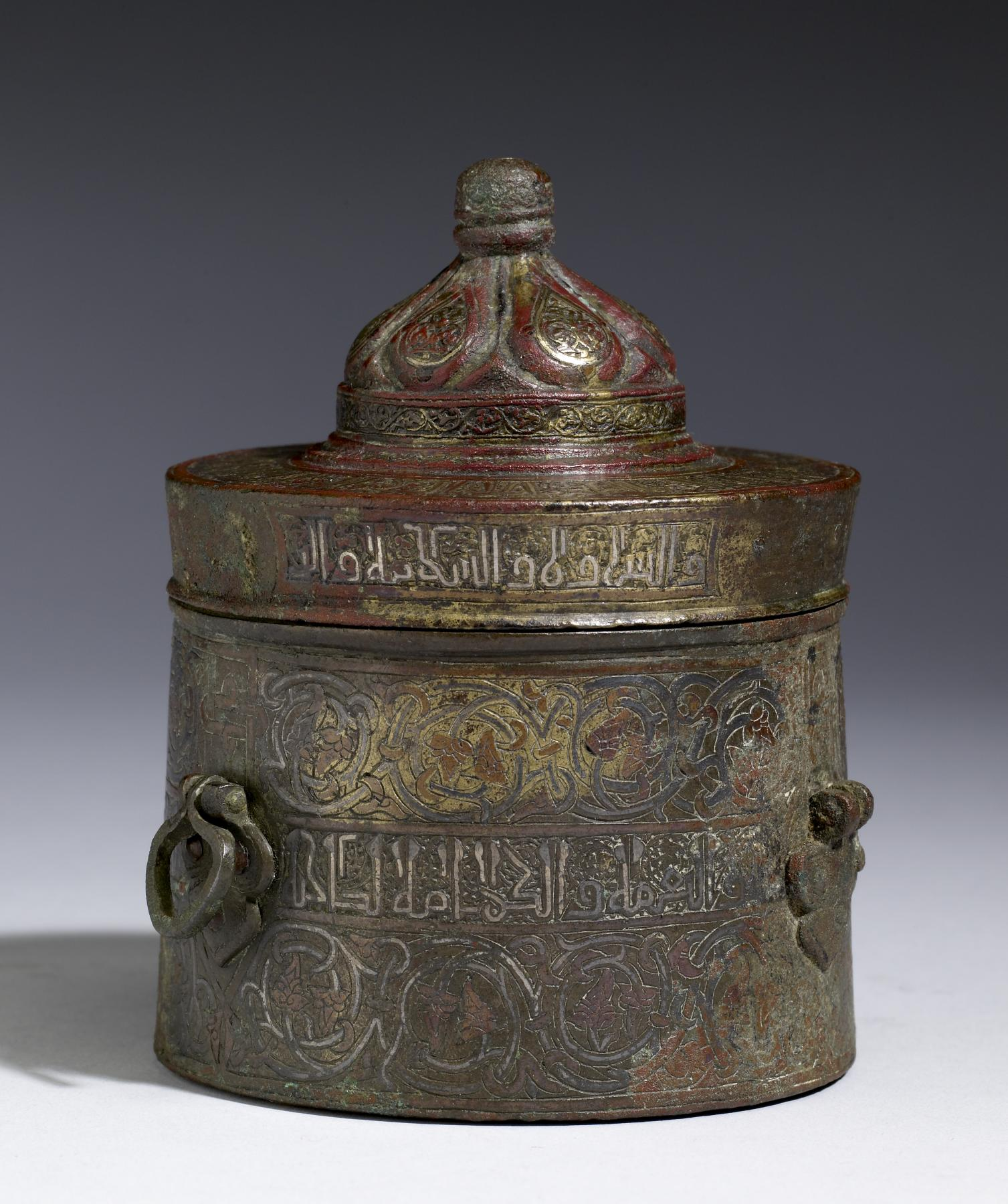
Kałamarz, około 1200 r.
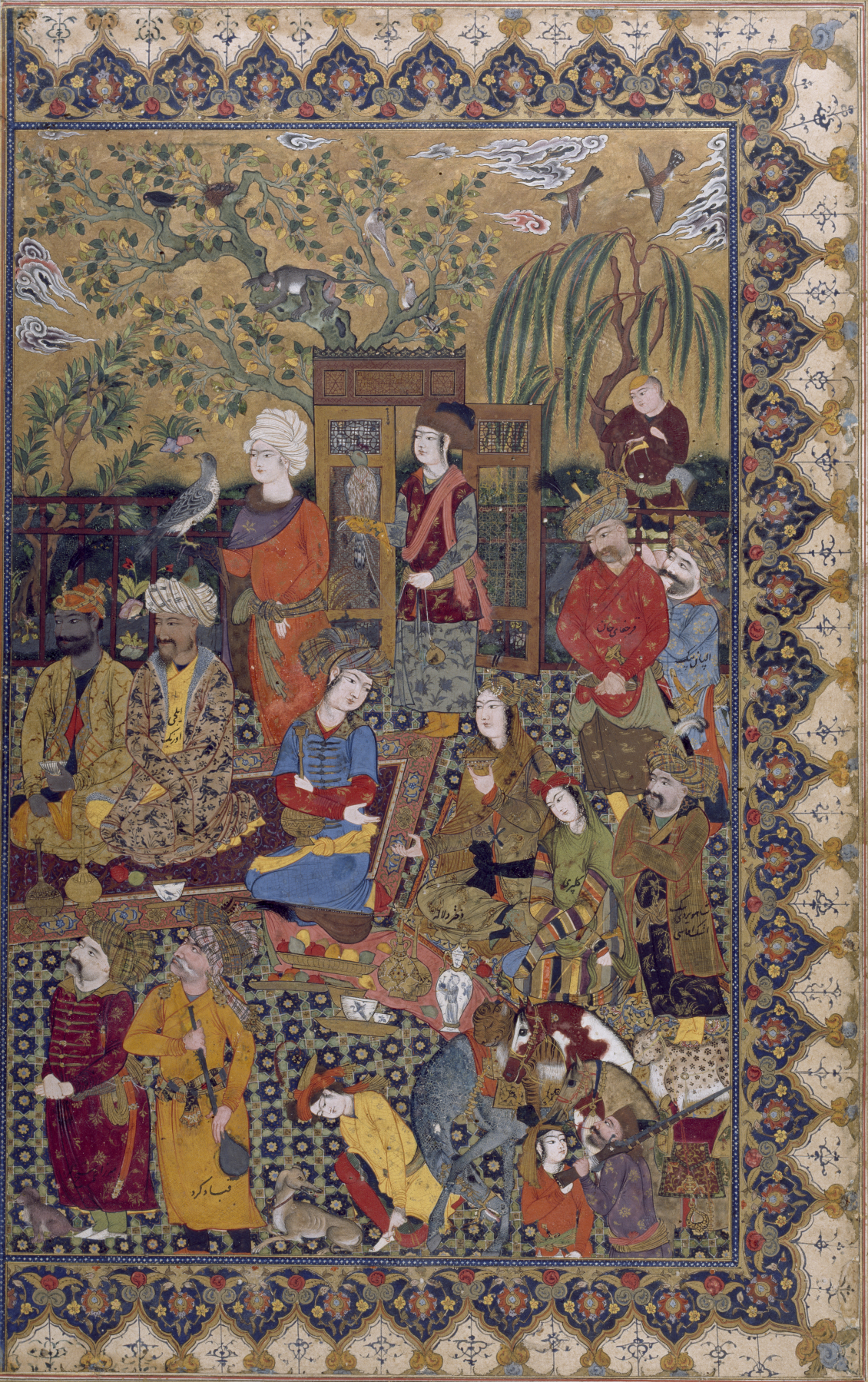
Miniatura ukazująca dwór szacha Abbasa I, XVII w.
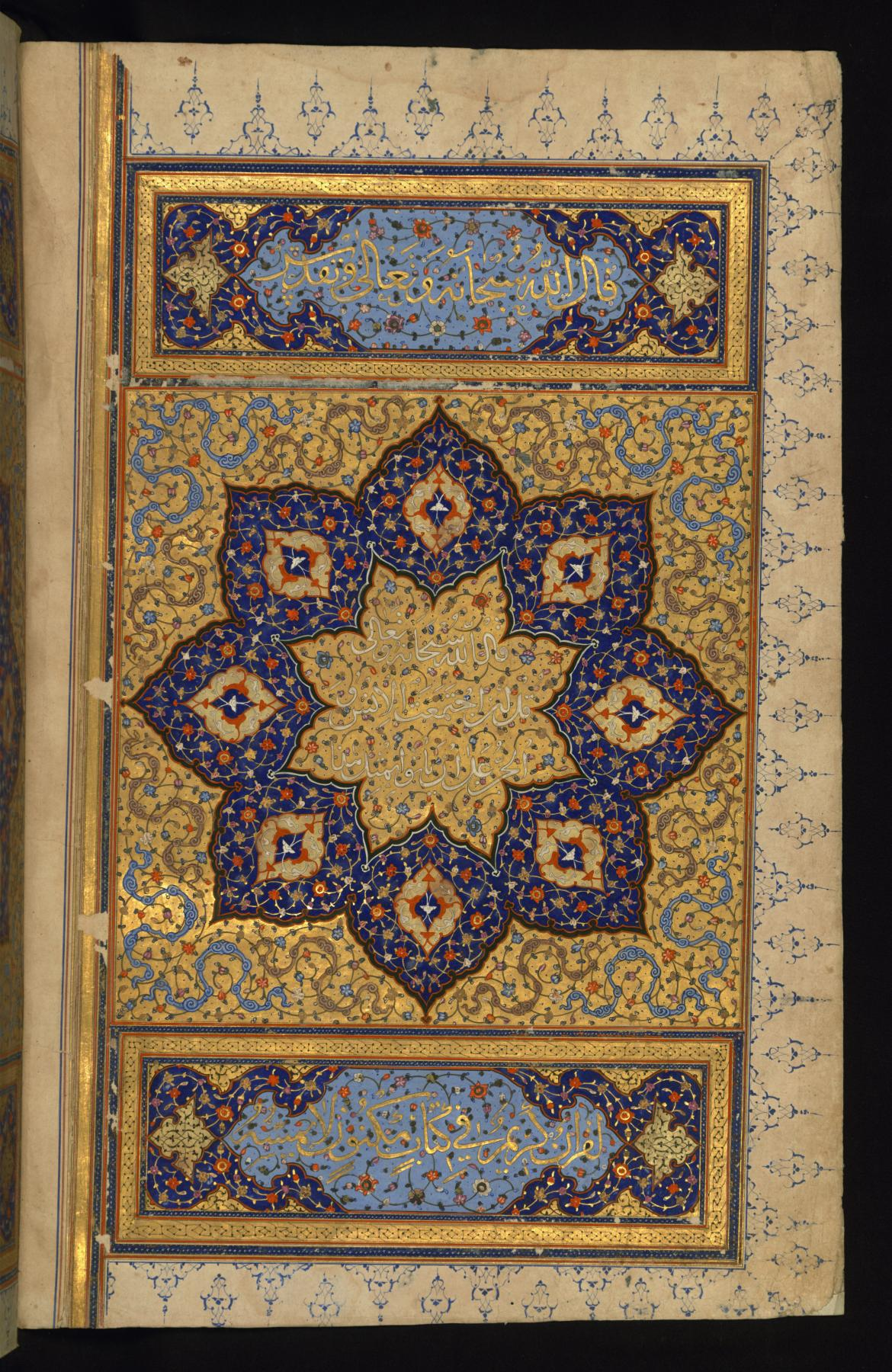
Miniatura z dekoracją ornamentalną, XVII w.
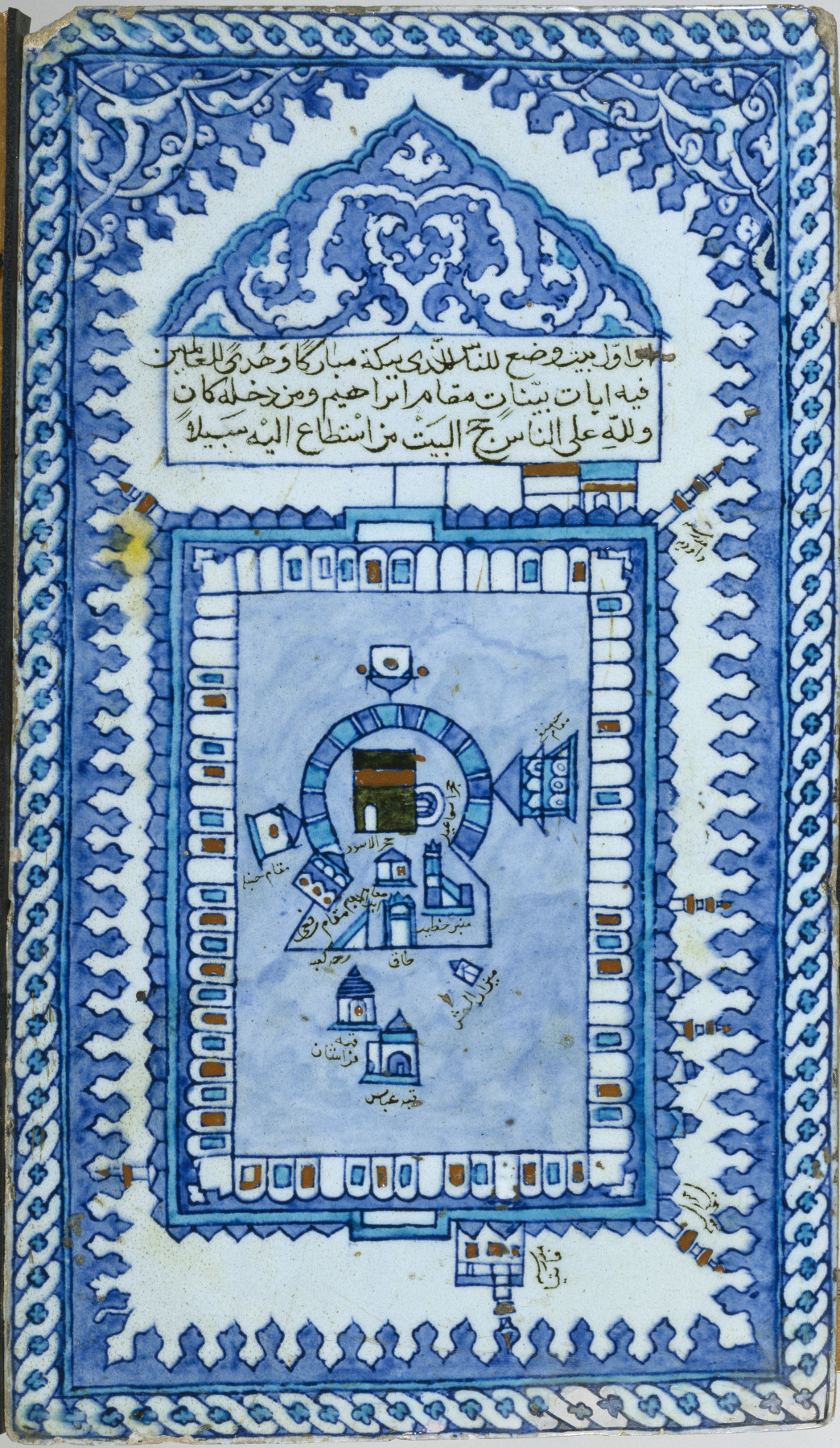
Kafel z Wielkim Meczetem w Mekce, Turcja, XVII w.

### Sztuka średniowieczna

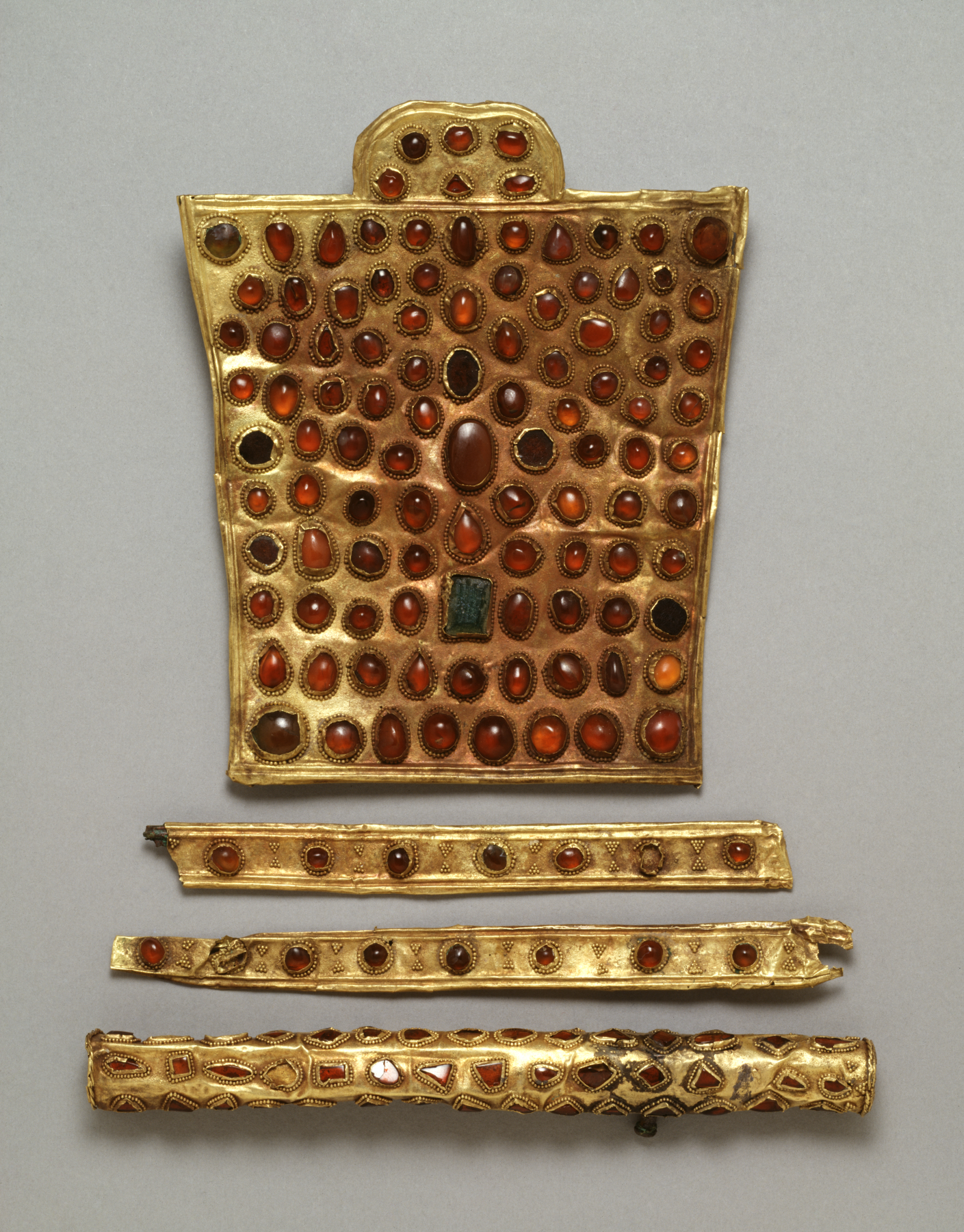
Fragment końskiej uprzęży, Hunowie, IV w.
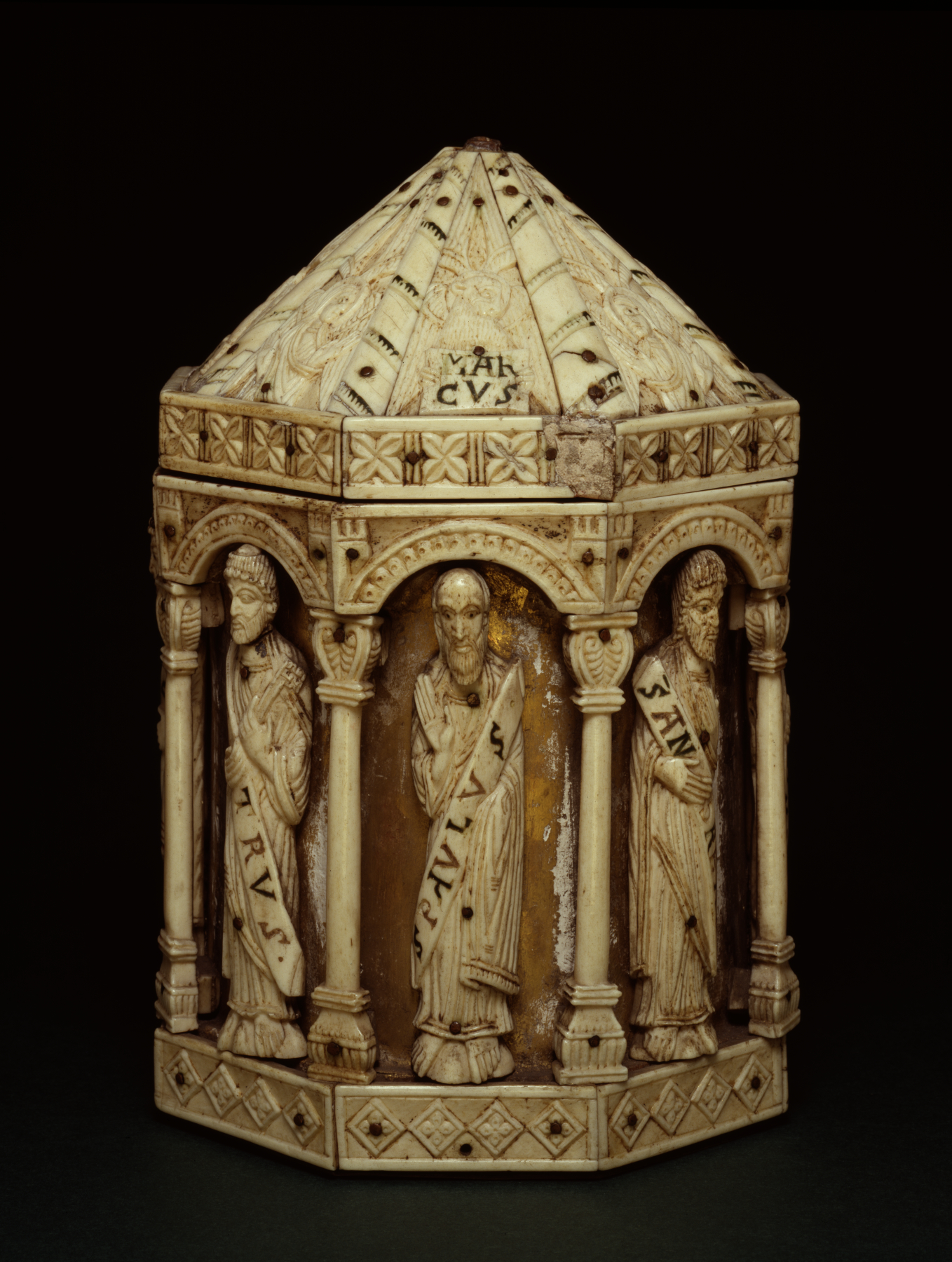
Relikwiarz, Nadrenia, połowa XIII w.
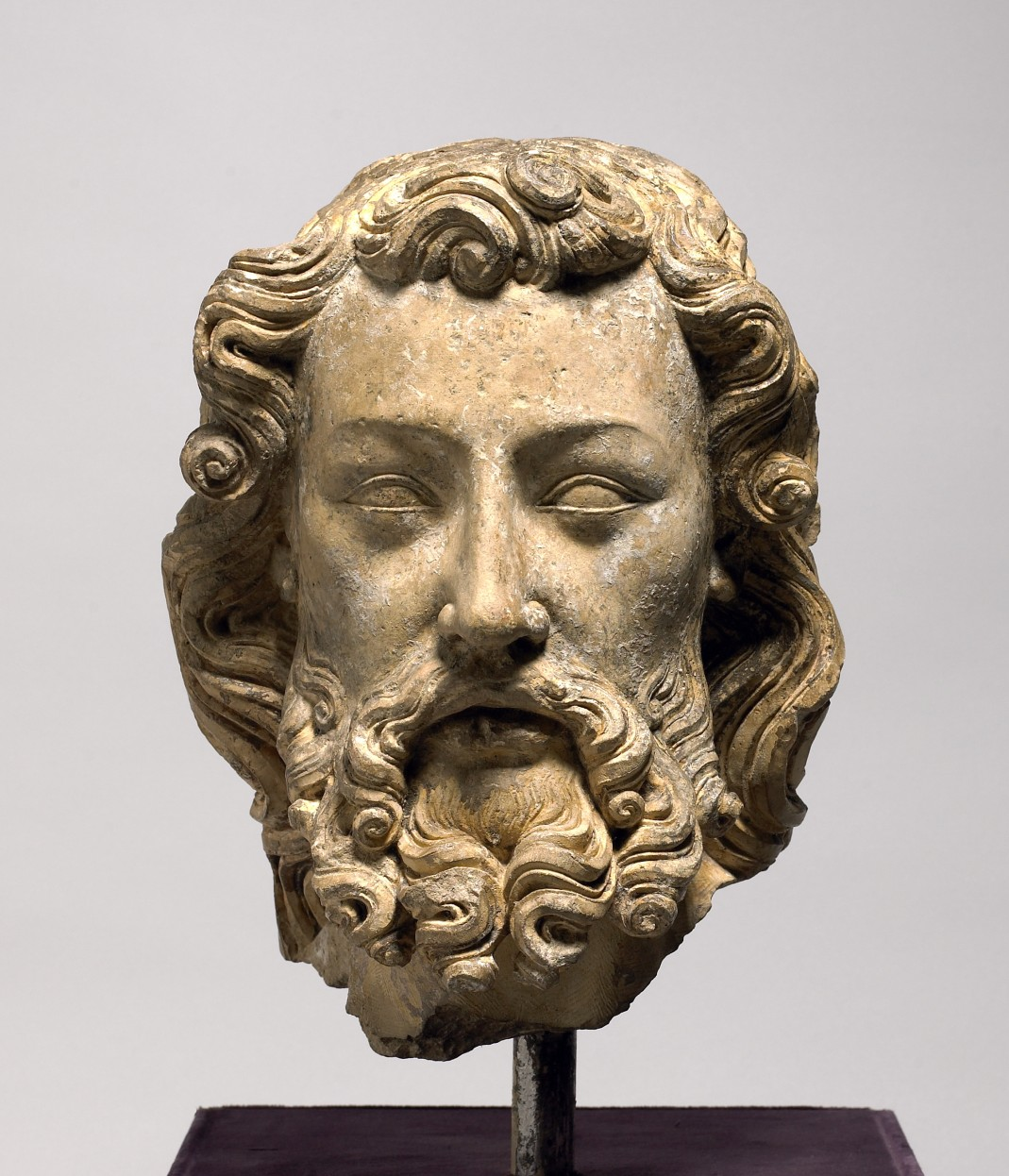
Głowa apostoła z opactwa w Jumièges, 1332-1335 r.
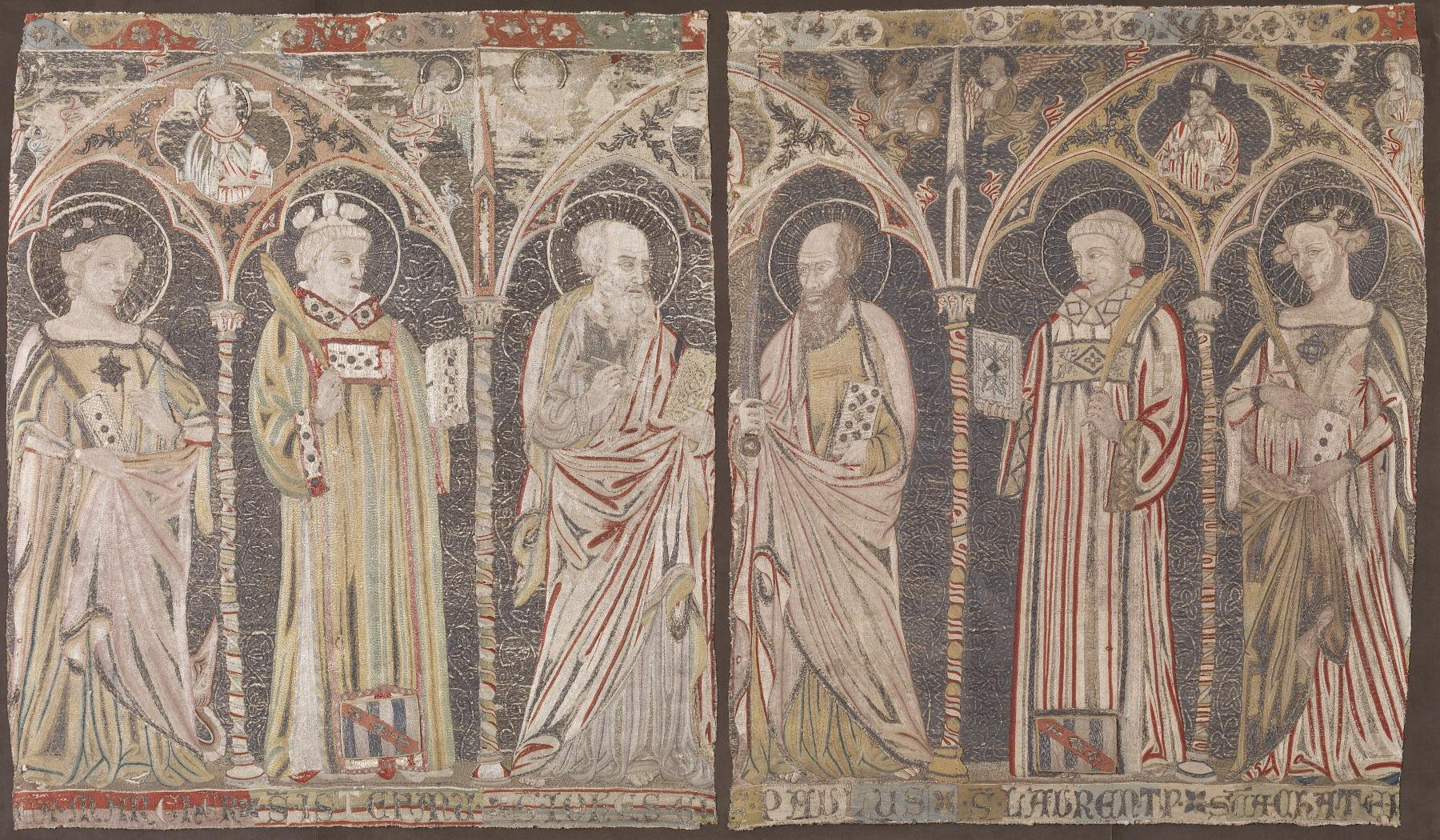
Antependium, Włochy, przed 1369 r.
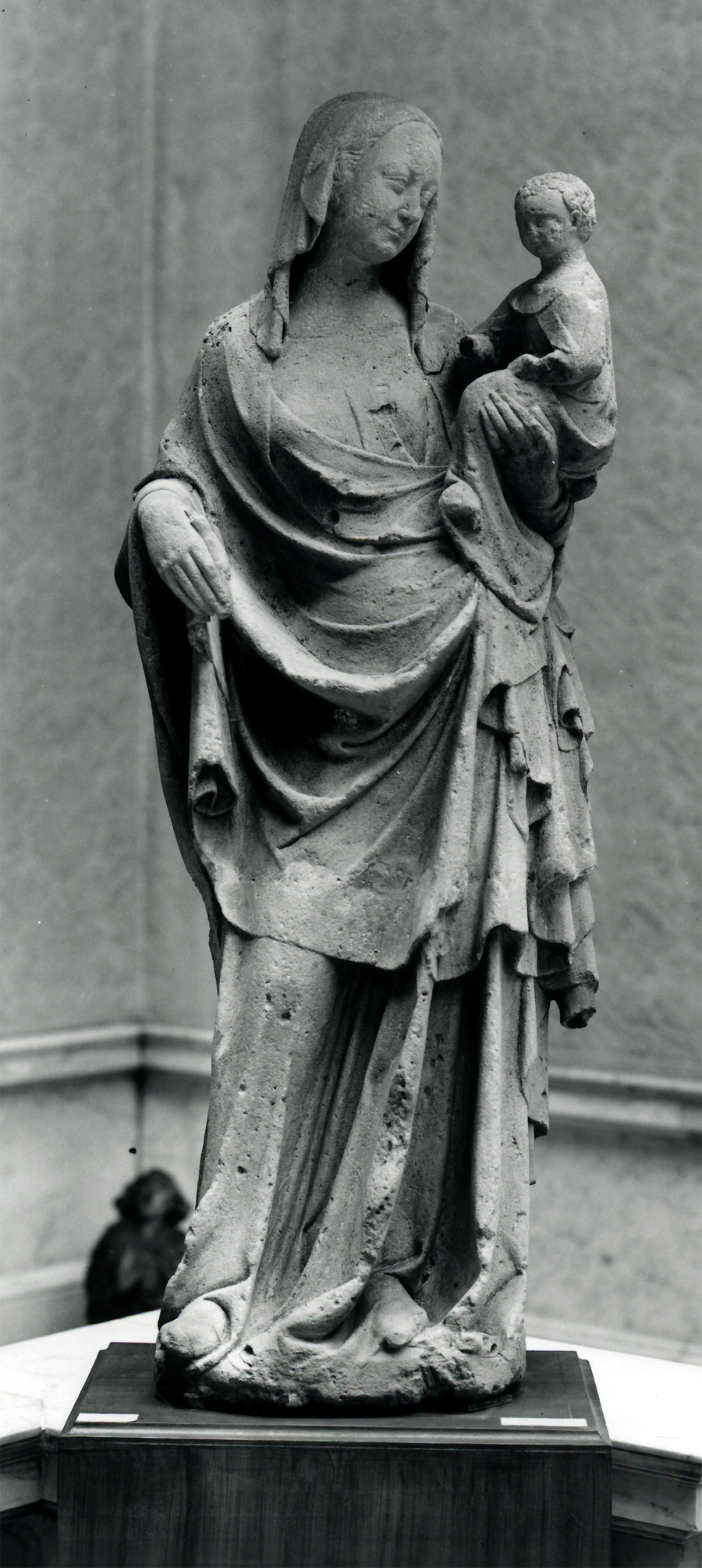
Madonna z Dzieciątkiem, Francja, XIV w.
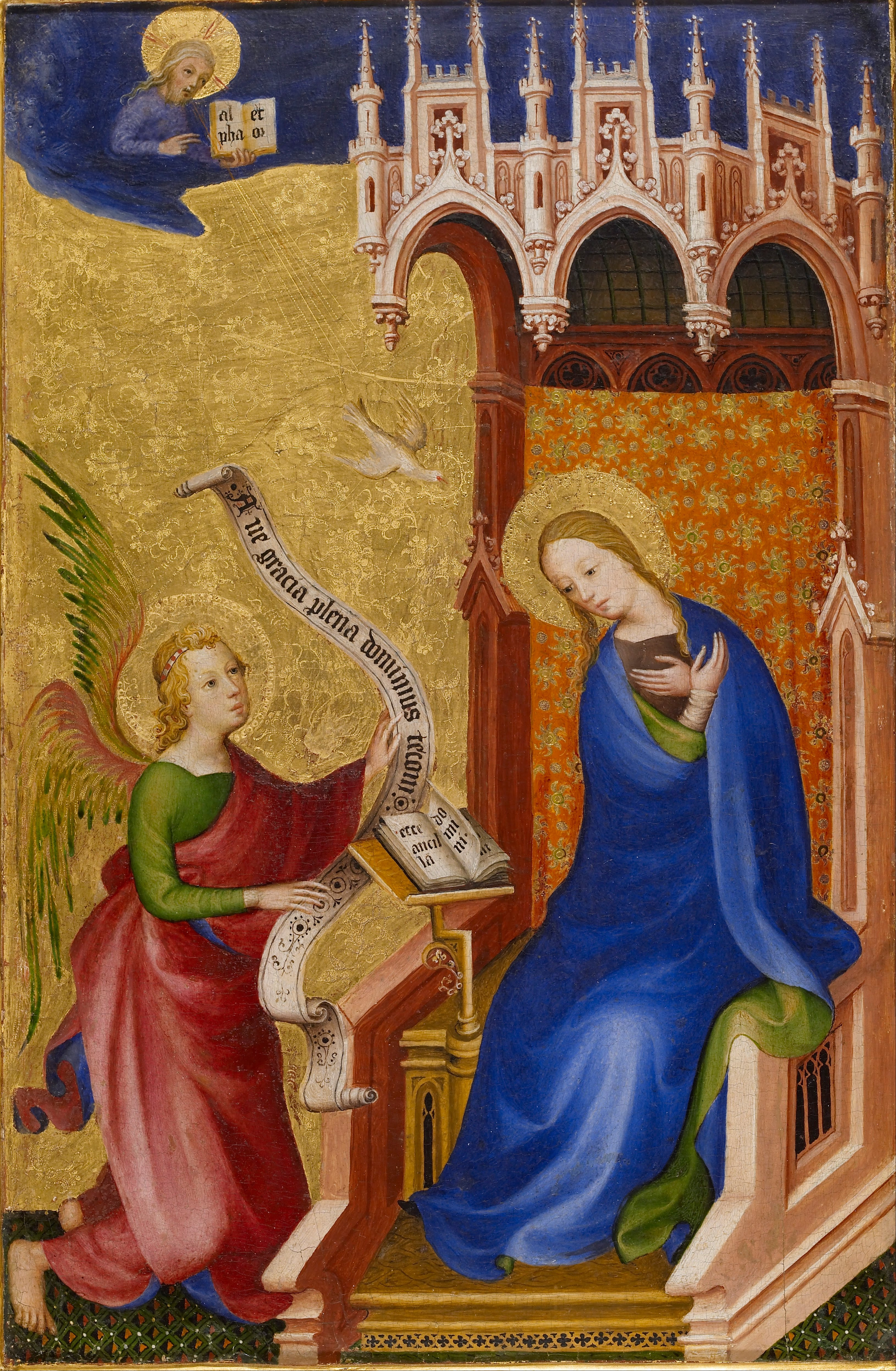
Malarz niderlandzki, Zwiastowanie, około 1400 r.
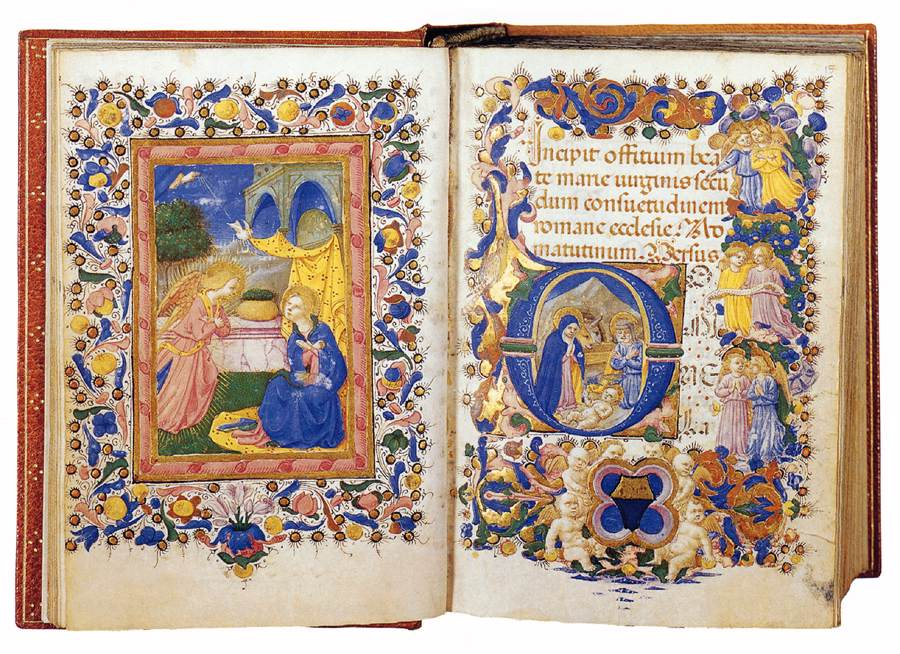
Zanobi Strozzi, Godzinki, około 1445 r.
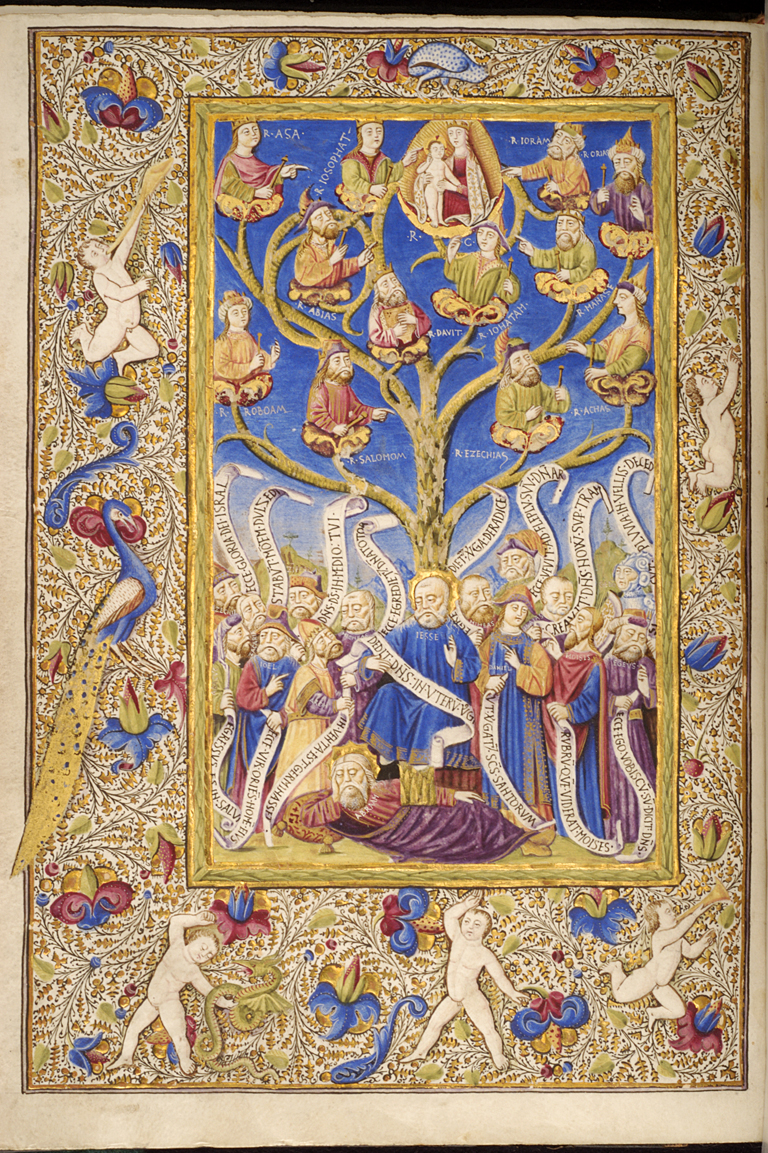
Cristoforo Majorana, Psałrerz – stronica z miniaturą z Drzewem Jessego, około 1480 r.
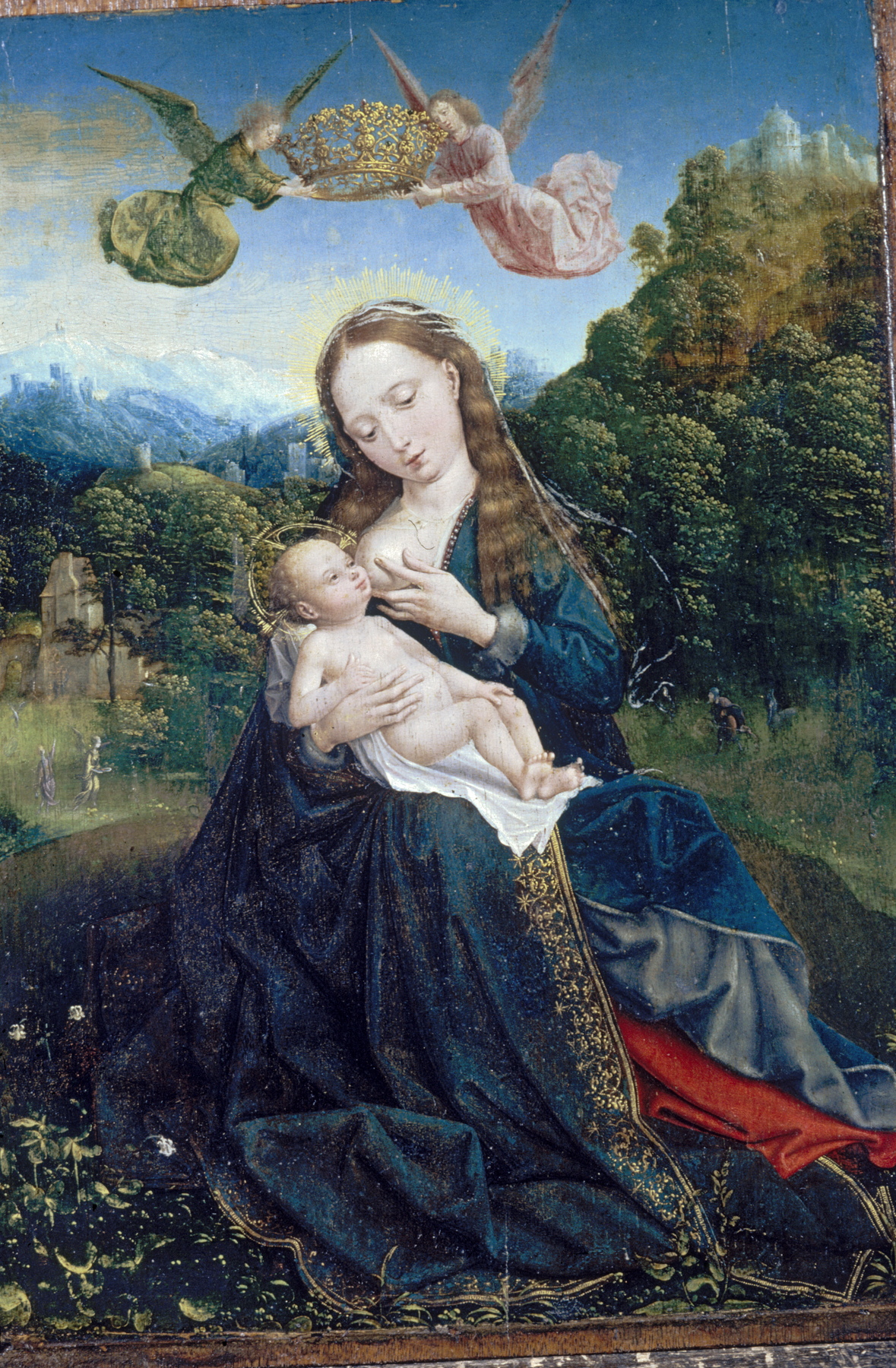
Nieznany artysta antwerpski, Maria z Dzieciątkiem podczas odpoczynku w drodze do Egiptu, między 1515 a 1525 r.
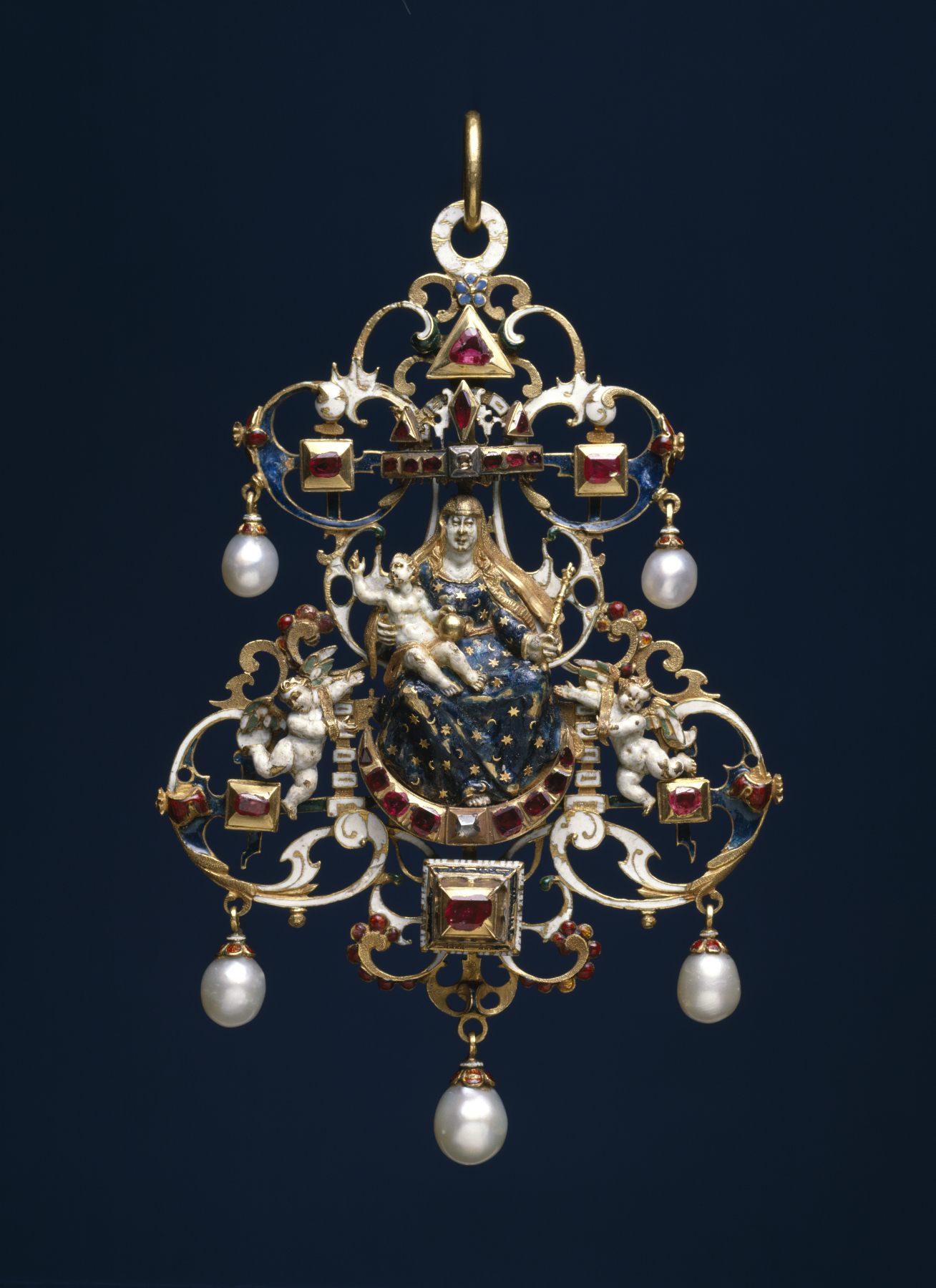
Naszyjnik z Marią i Dzieciątkiem Jezus, Niemcy, XVI w.

### Nowożytność

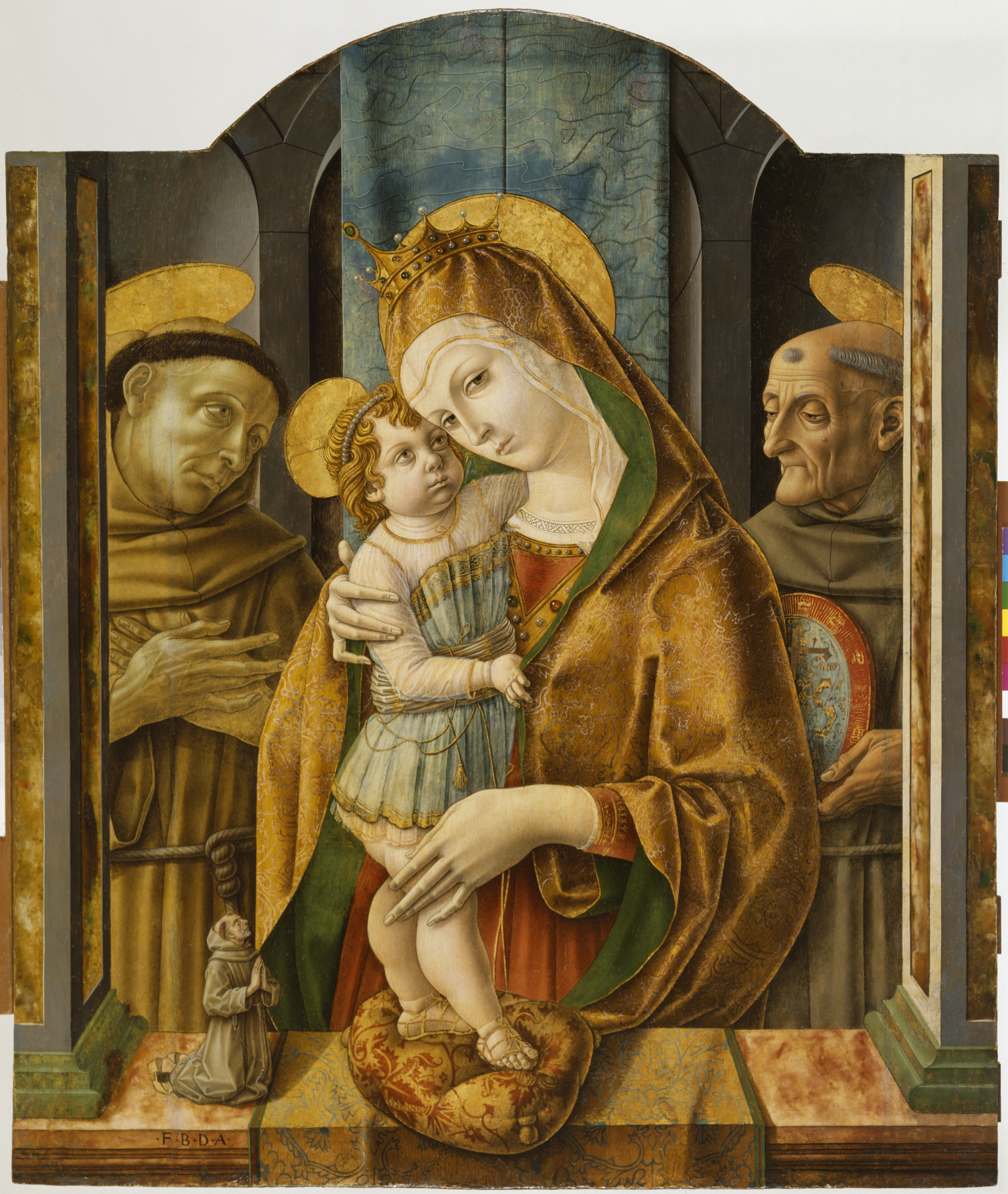
Carlo Crivelli, Madonna z Dzieciątkiem i świętymi, między 1485-1490 r.
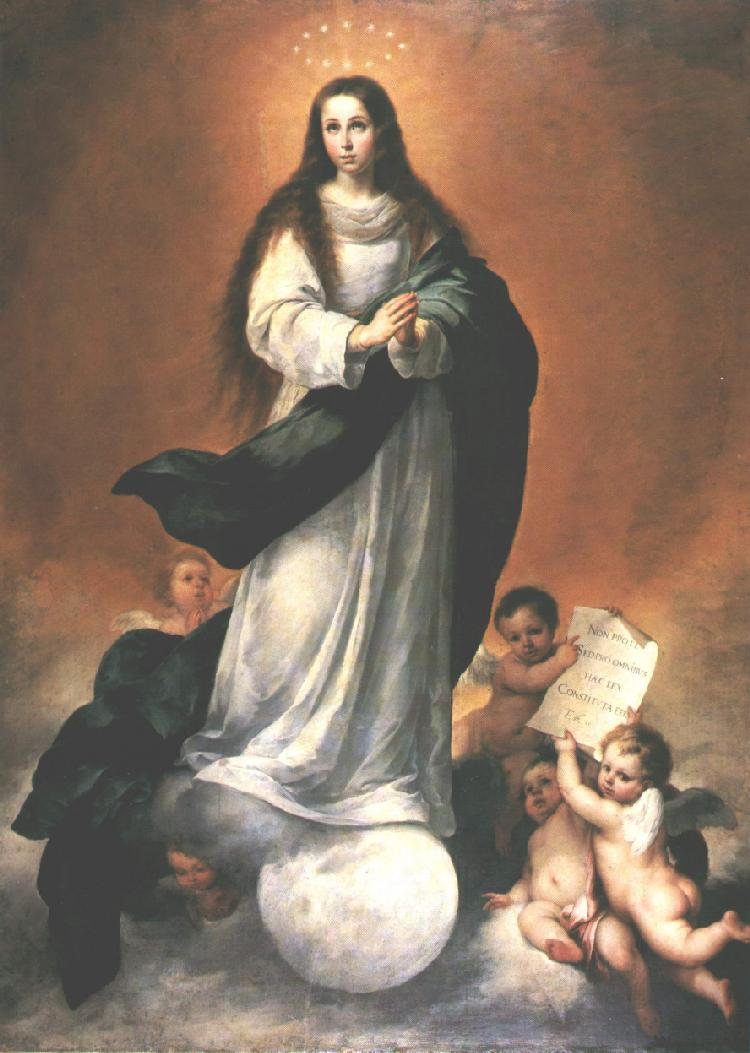
Bartolomé Esteban Perez Murillo, Maria Niepokalana, 1670 r.
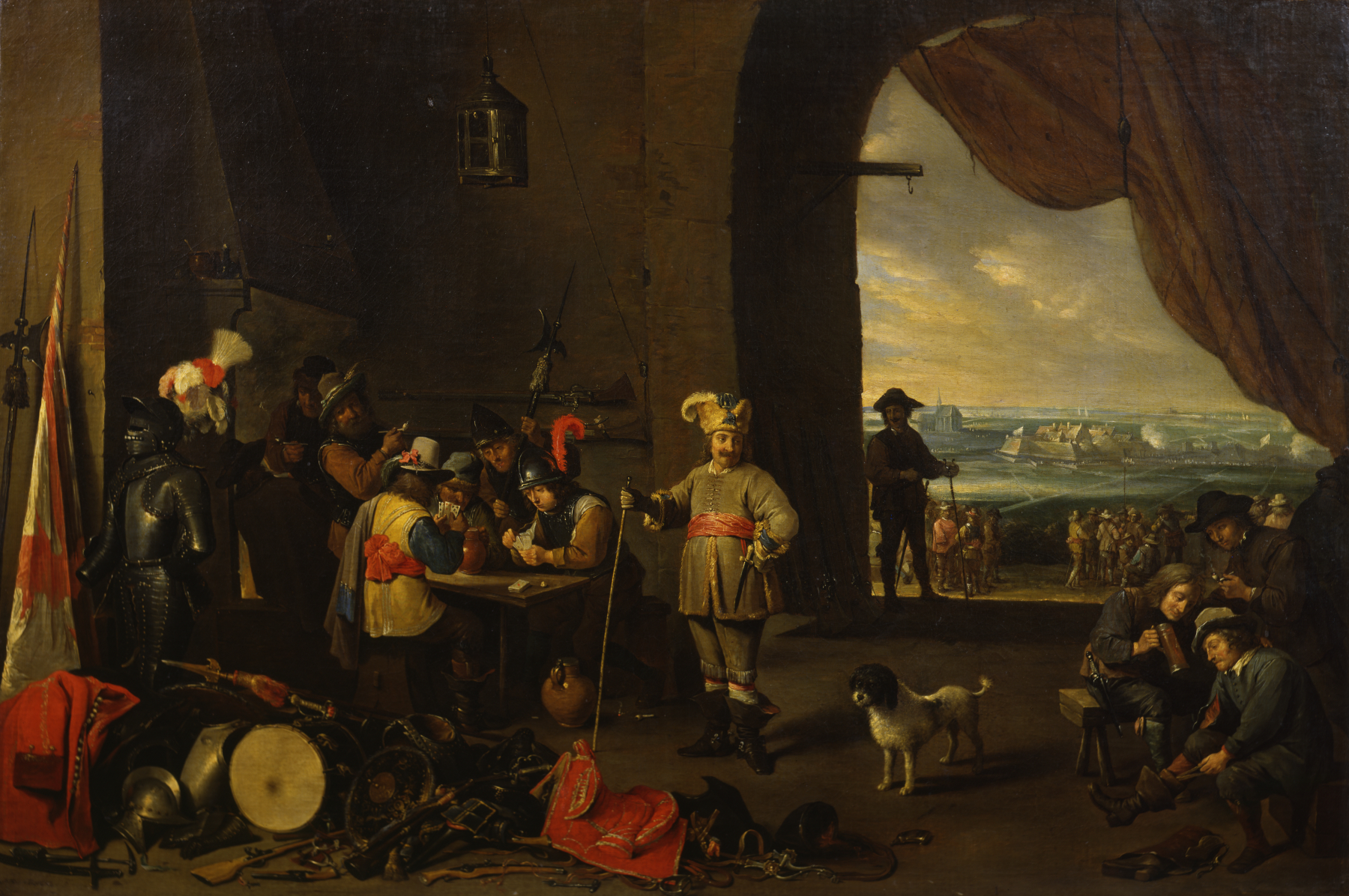
David Teniers II, Wartownia, około 1642 r.
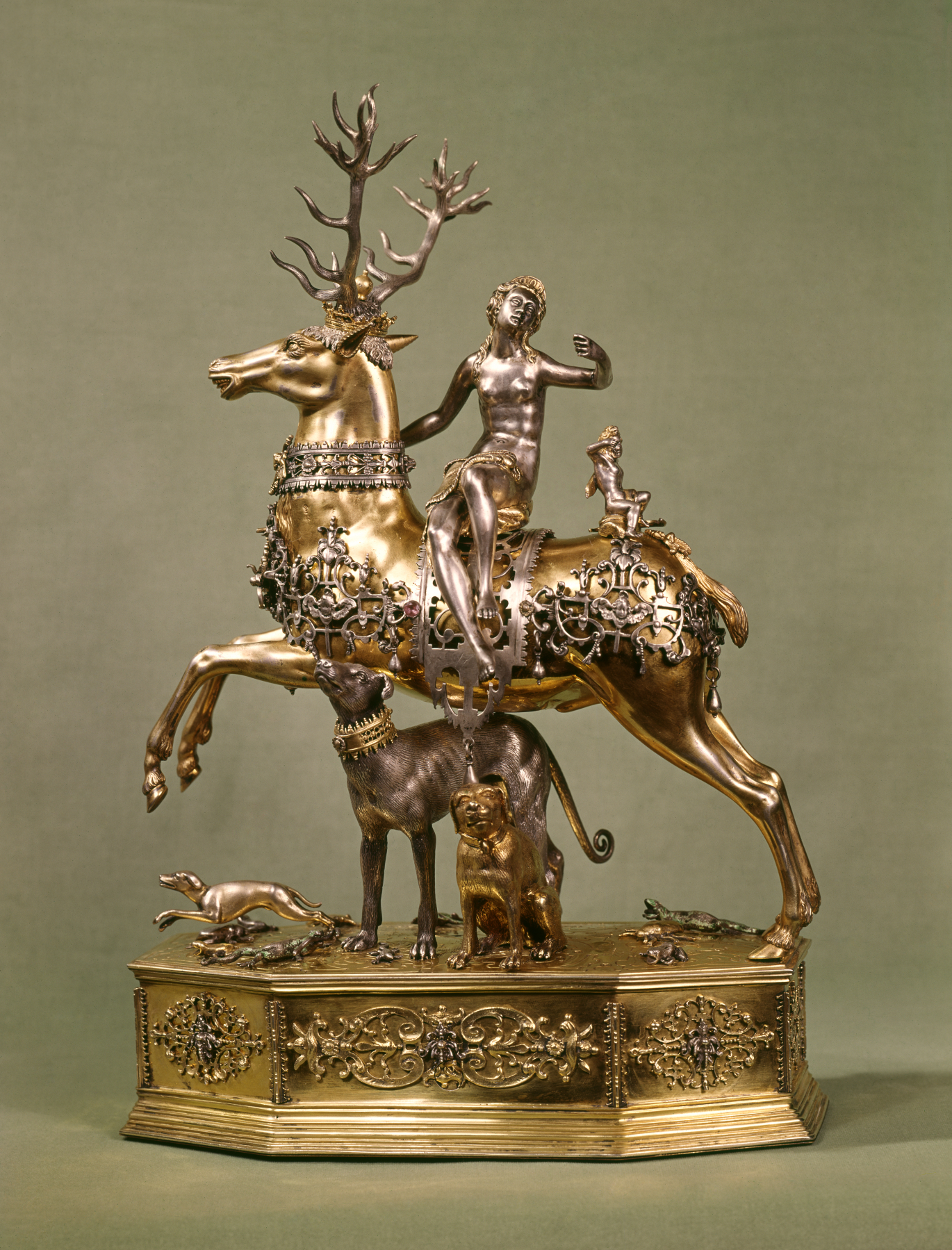
Diana na jeleniu, Anglia, między około 1620 – 1635 r.
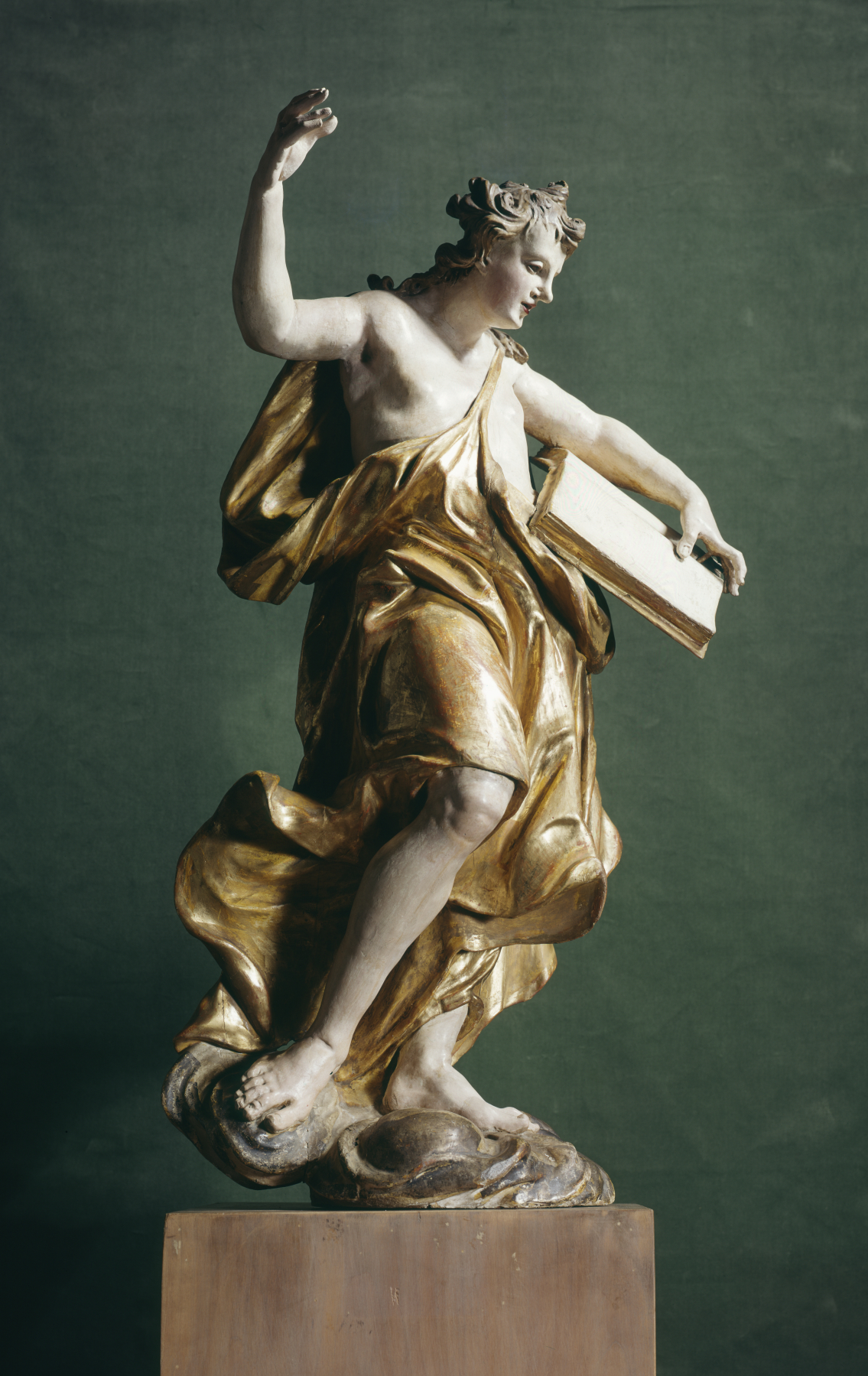
Nieznany rzeźbiarz austriacki, Anioł, 1740-1760 r.
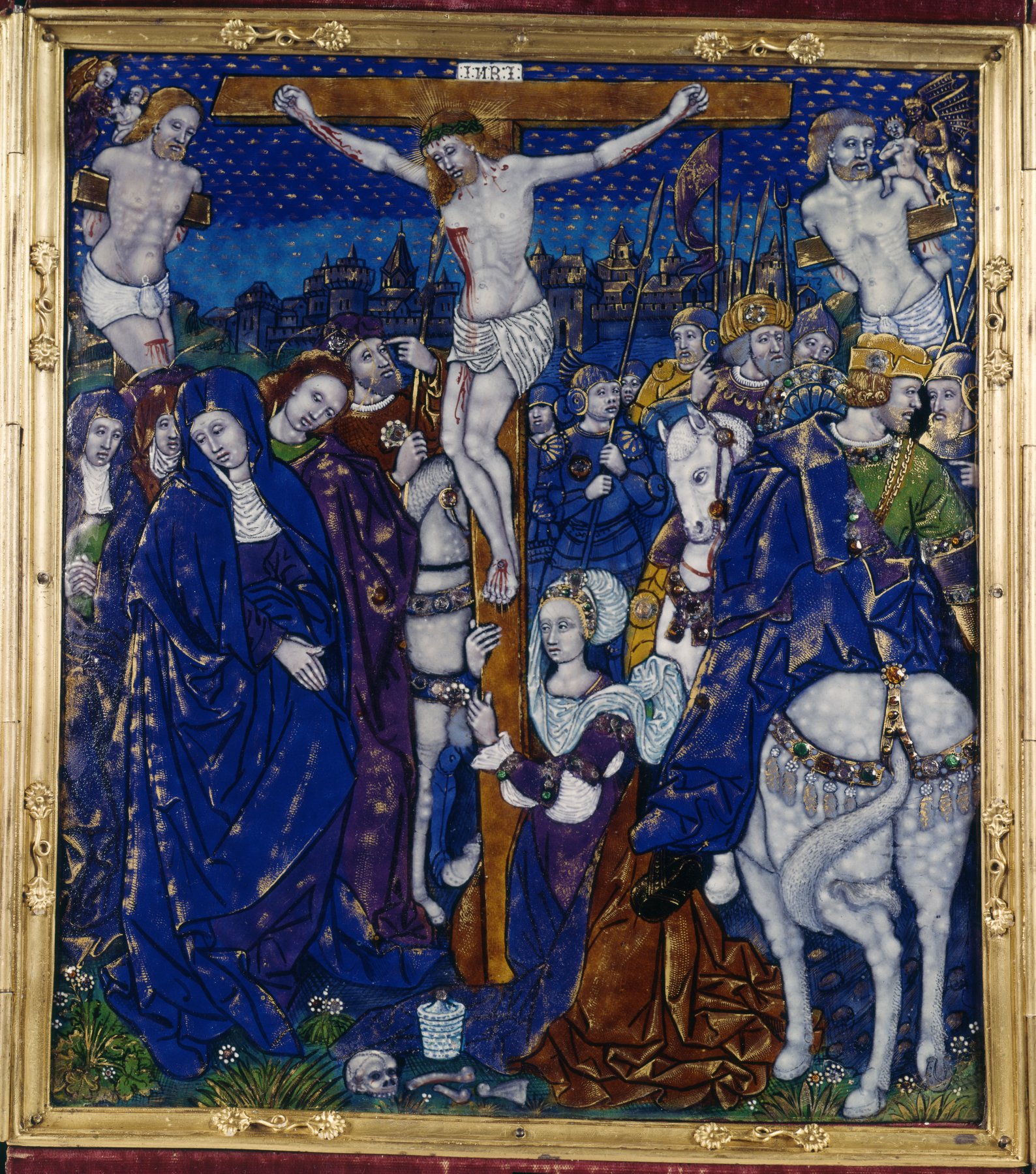
Warsztat w Limoges, Nardon Pénicaud, Ukrzyżowanie (fragment tryptyku), od około 1495 do około 1525 r.
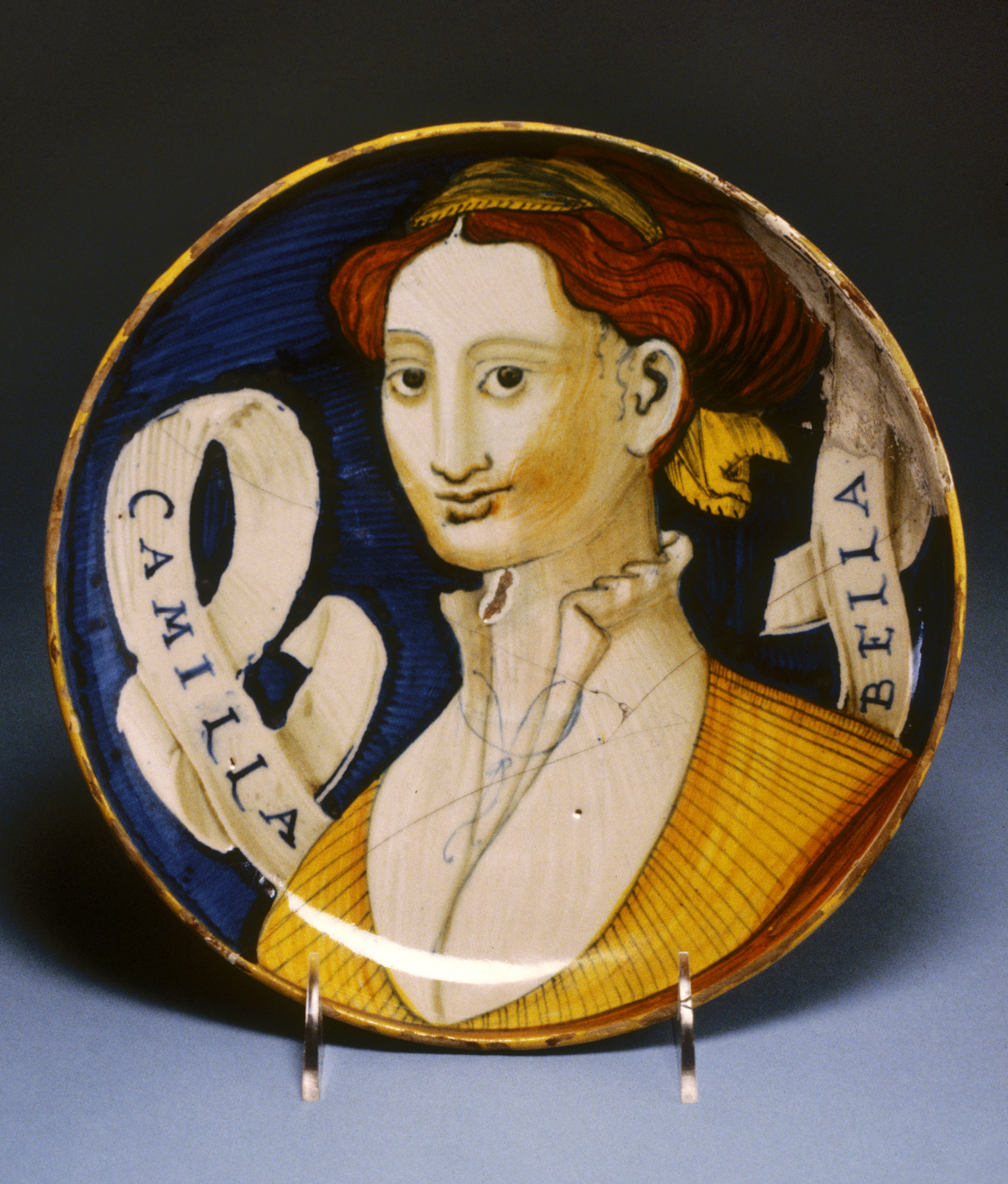
Misa majolikowa z „Piękną Camillą”, Włochy, od około 1530 do około 1545 r.
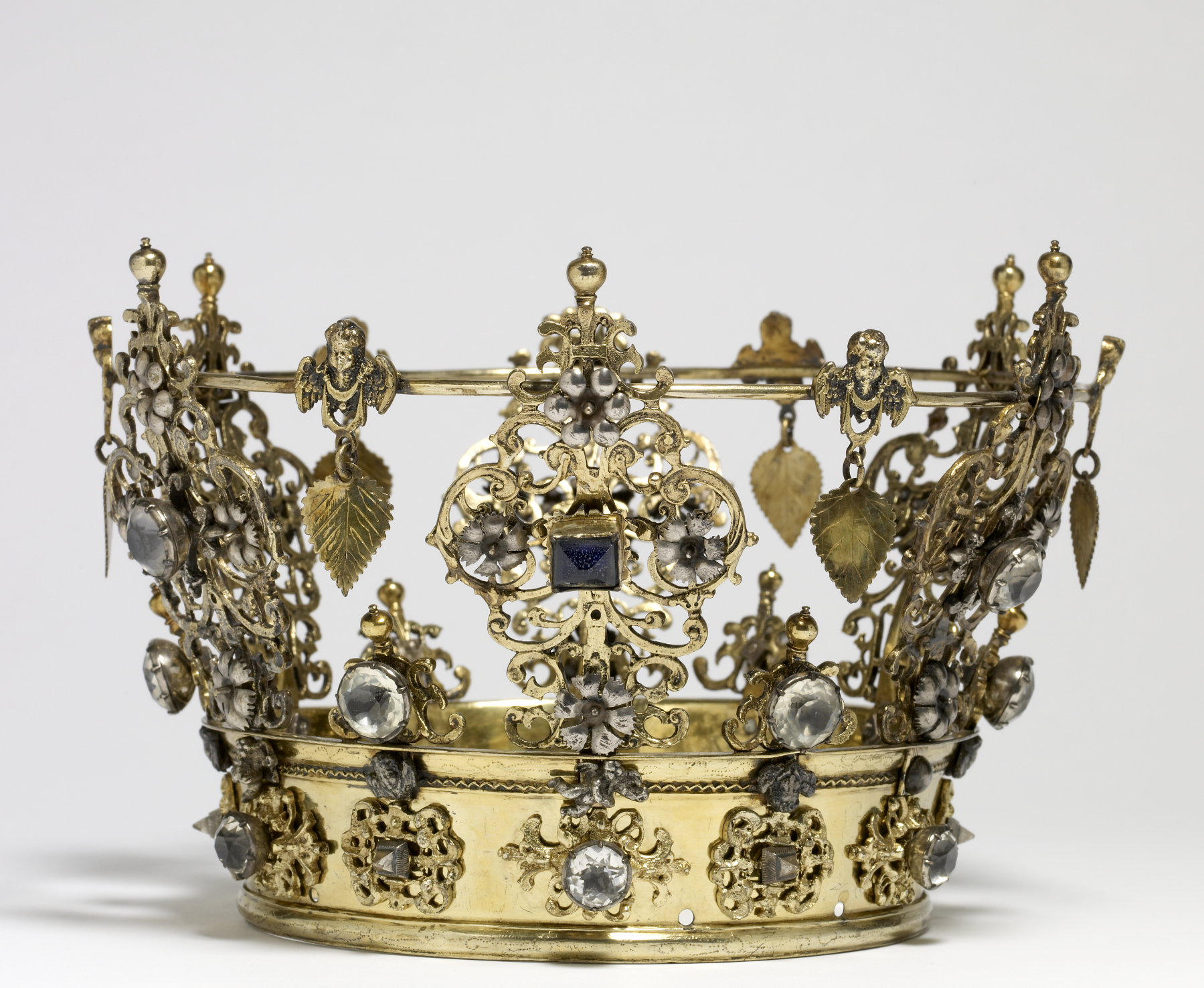
Książęca korona ślubna, Szwecja, początek XVIII w.
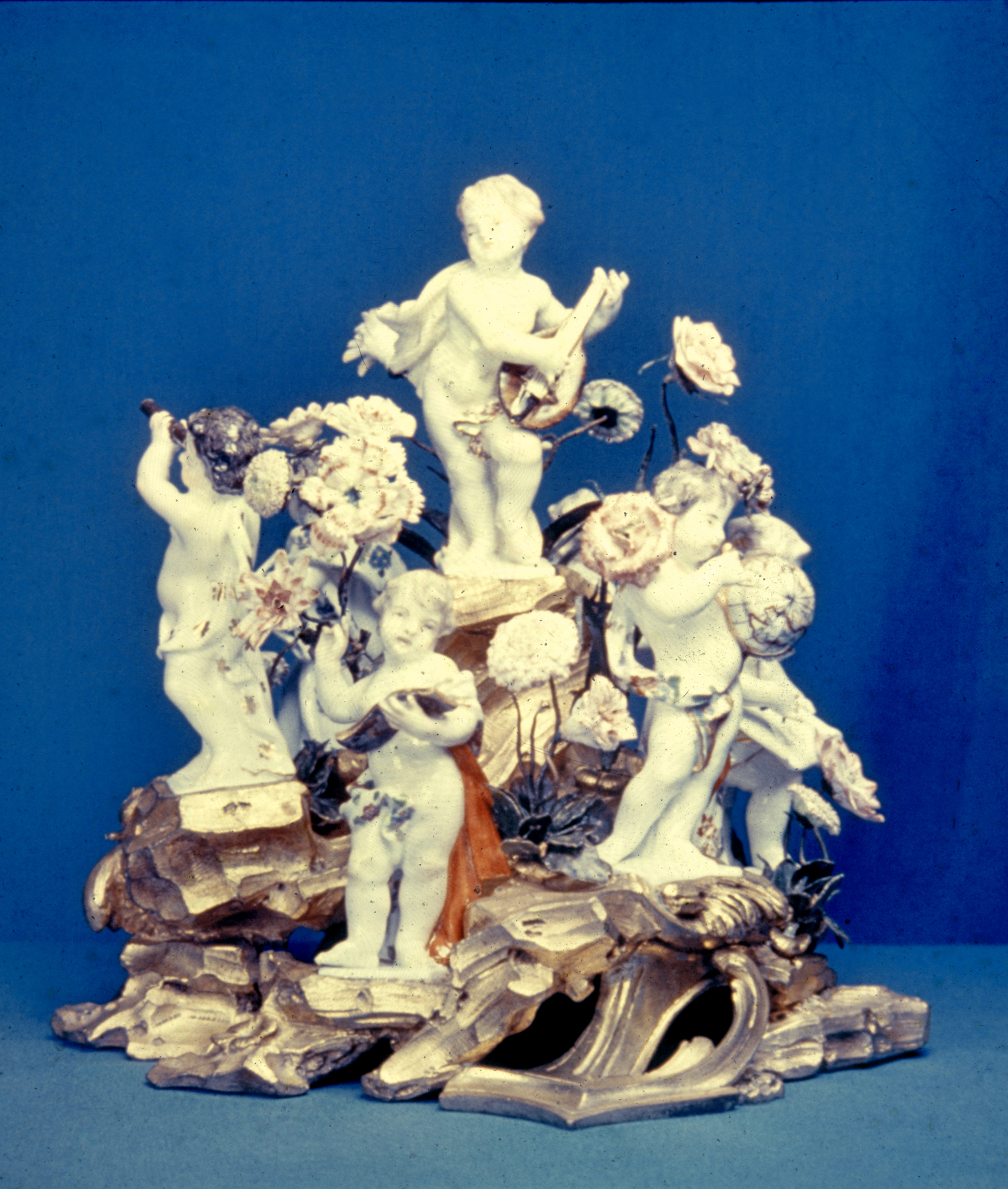
Putta-personifikacje nauk humanistycznych i przyrodniczych, porcelana miśnieńska, między 1745 a 1749 r.
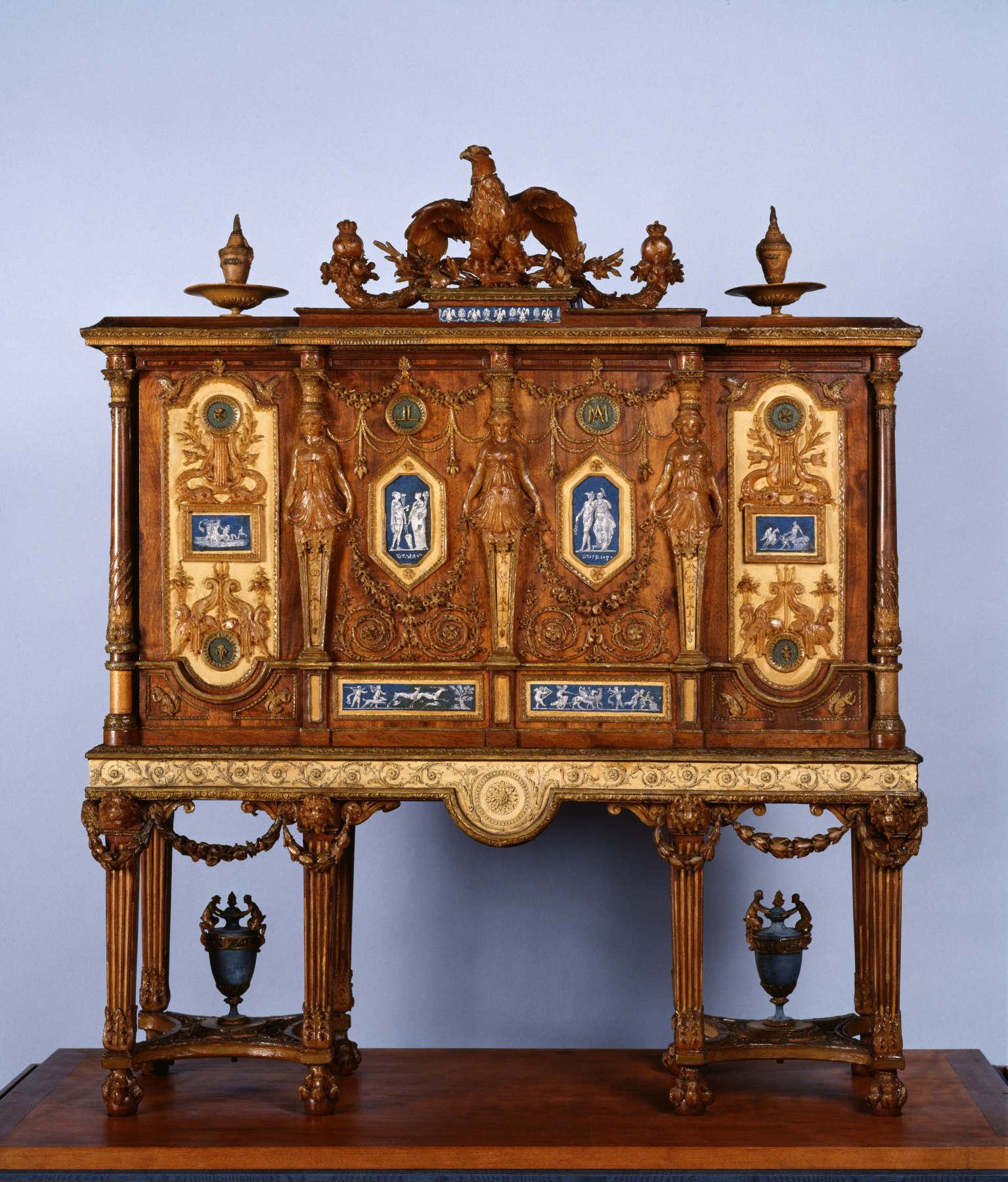
Jean Démosthène Dugourc, model komody na królewskie klejnoty, 1787 r.

### Nowoczesność

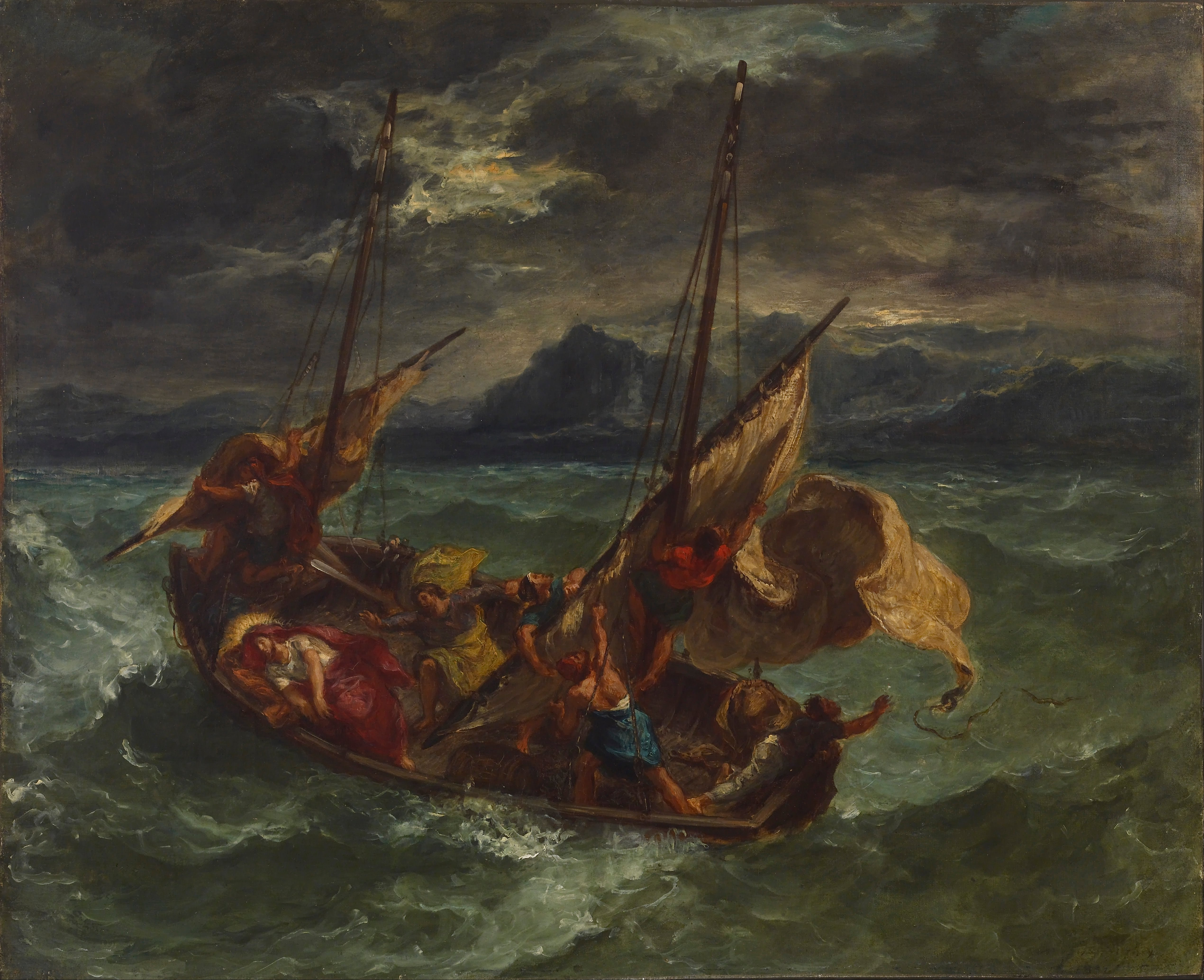
Eugène Delacroix, Chrystus na Morzu Galilejskim, 1854 r.
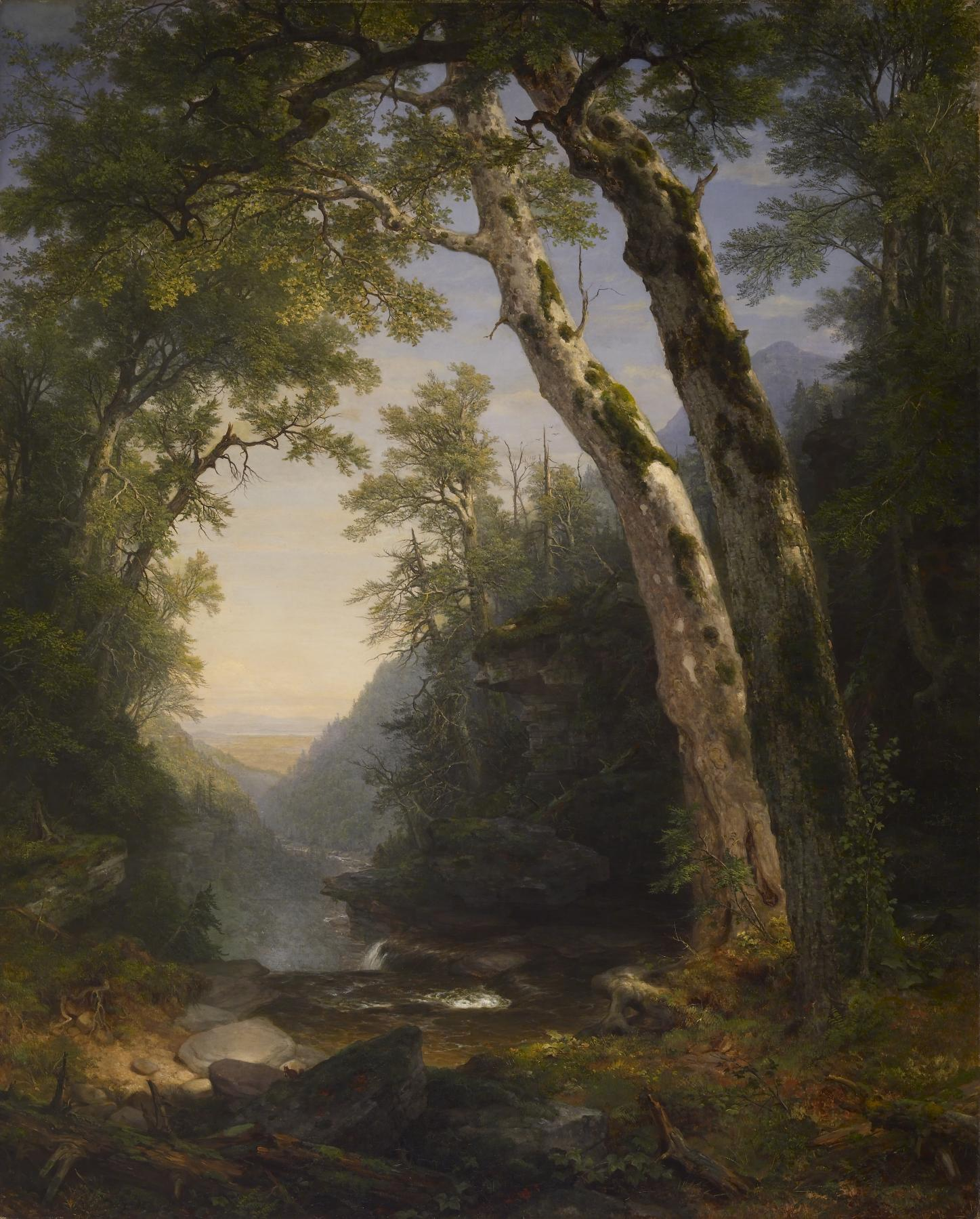
Asher Brown Durand, Las 1859 r.
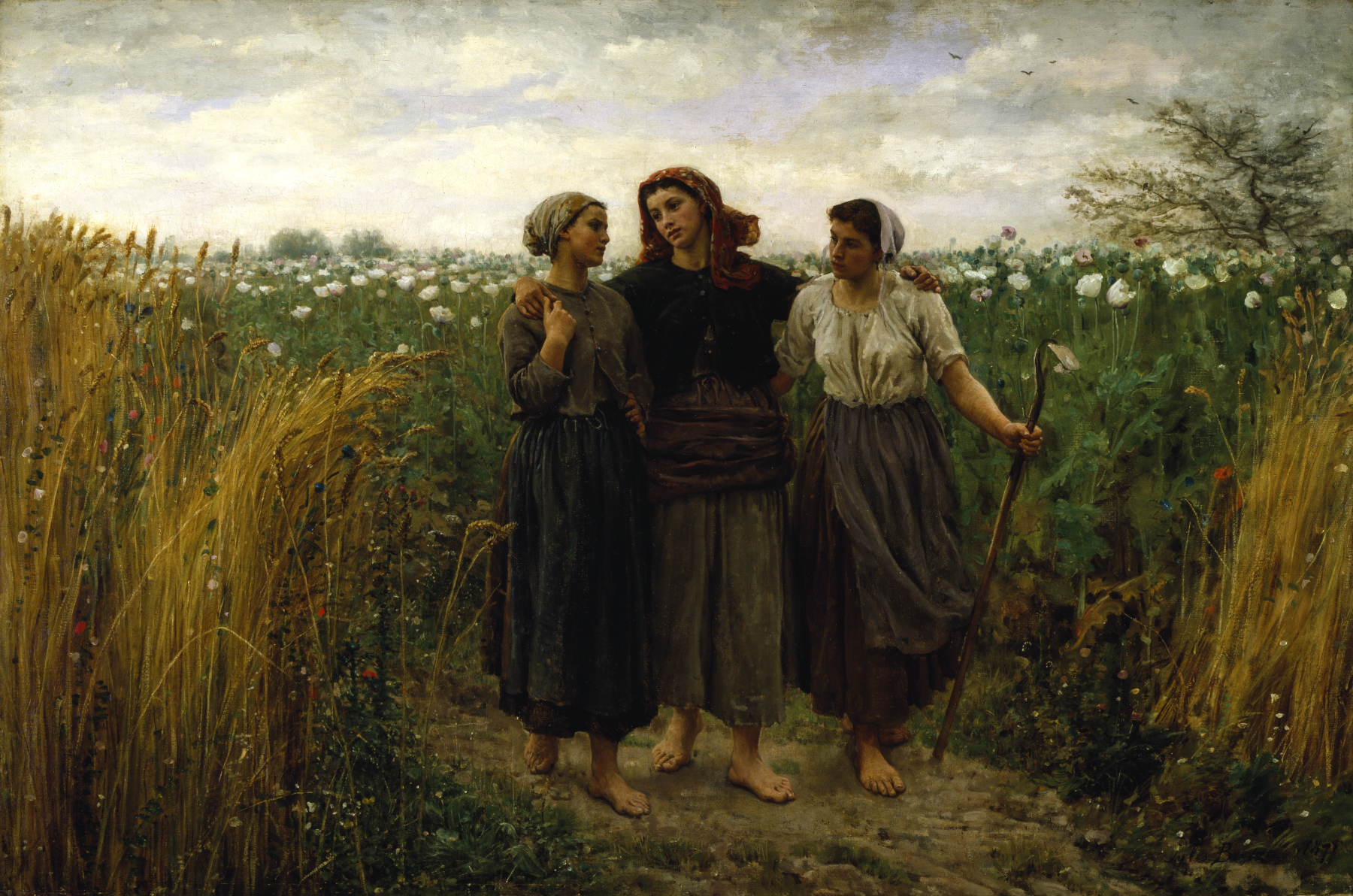
Jules Breton, Powrót z pola, 1871 r.
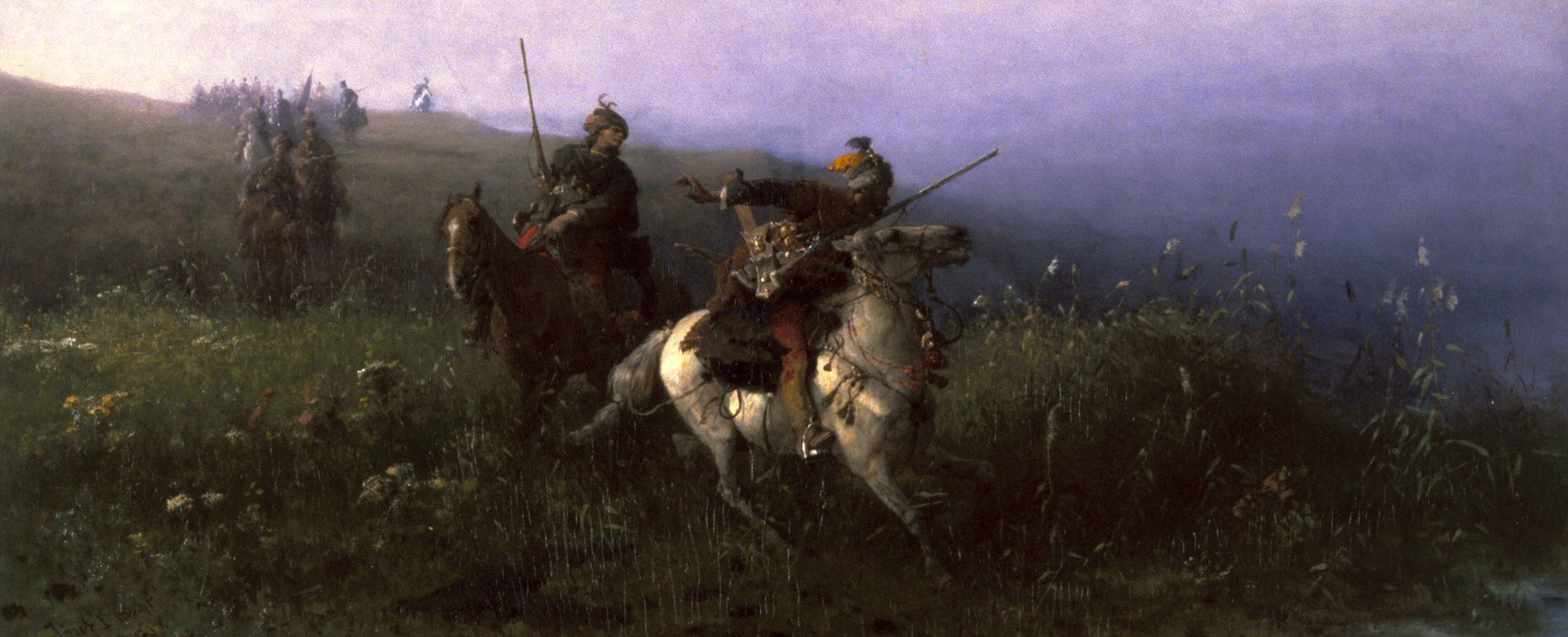
Józef Brandt, Zwiad, 1876 r.
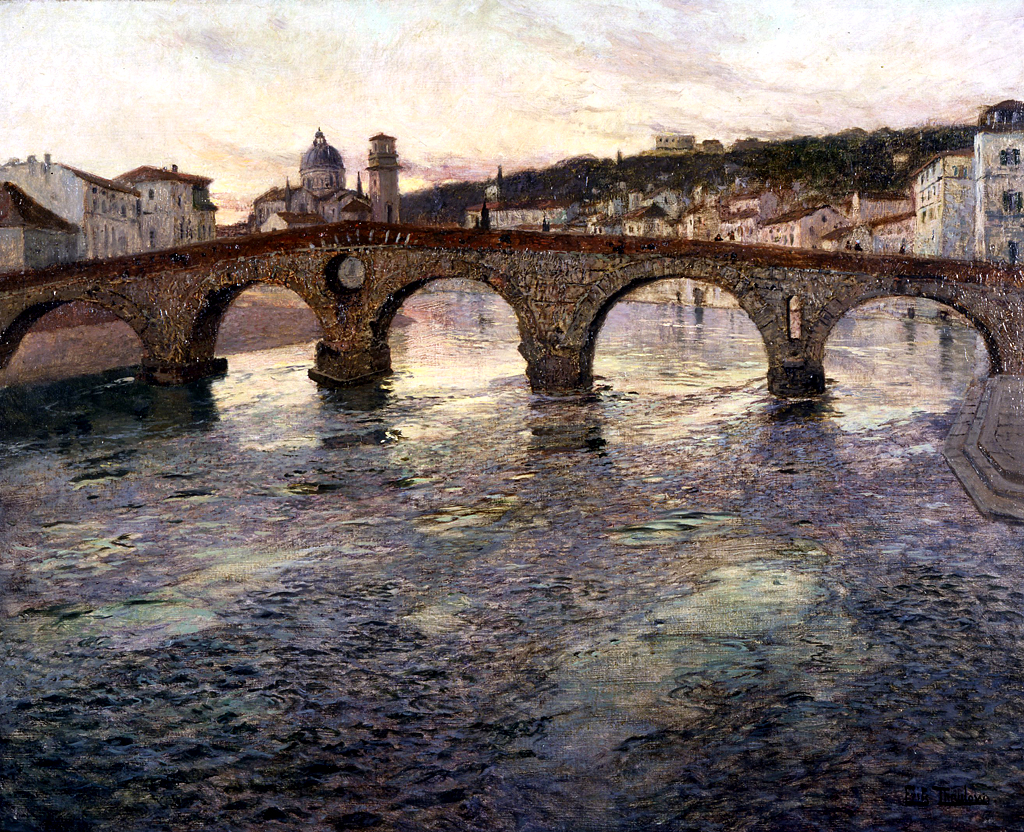
Frits Thaulow, Widok Werony znad Adygi, 1884 r.
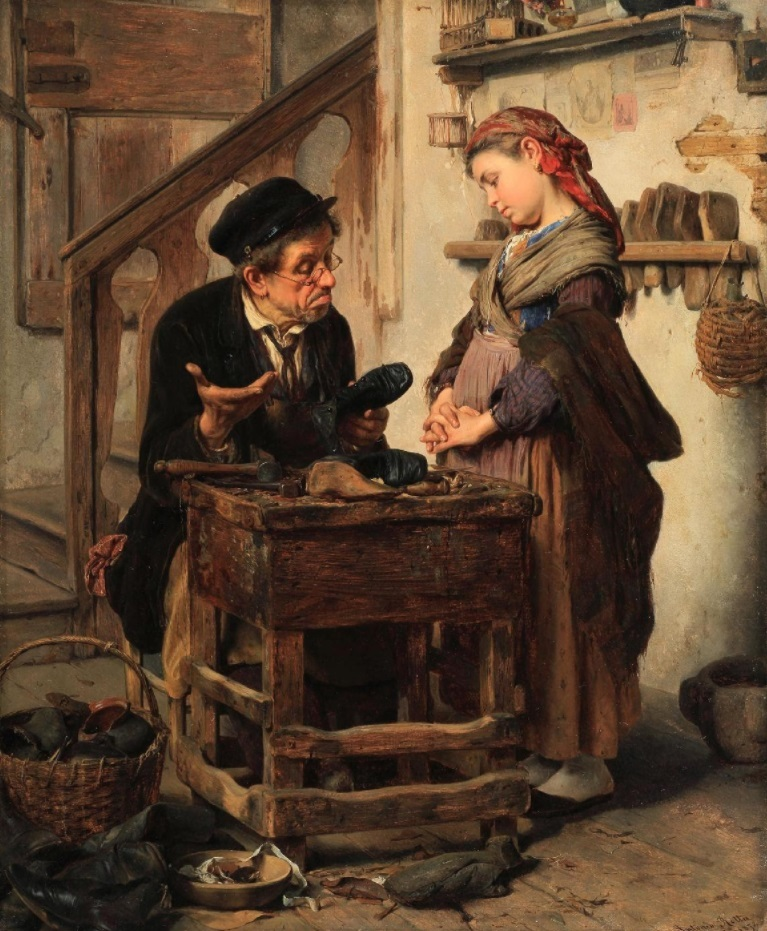
Antonio Rotta, Il caso senza speranza, 1871 r.
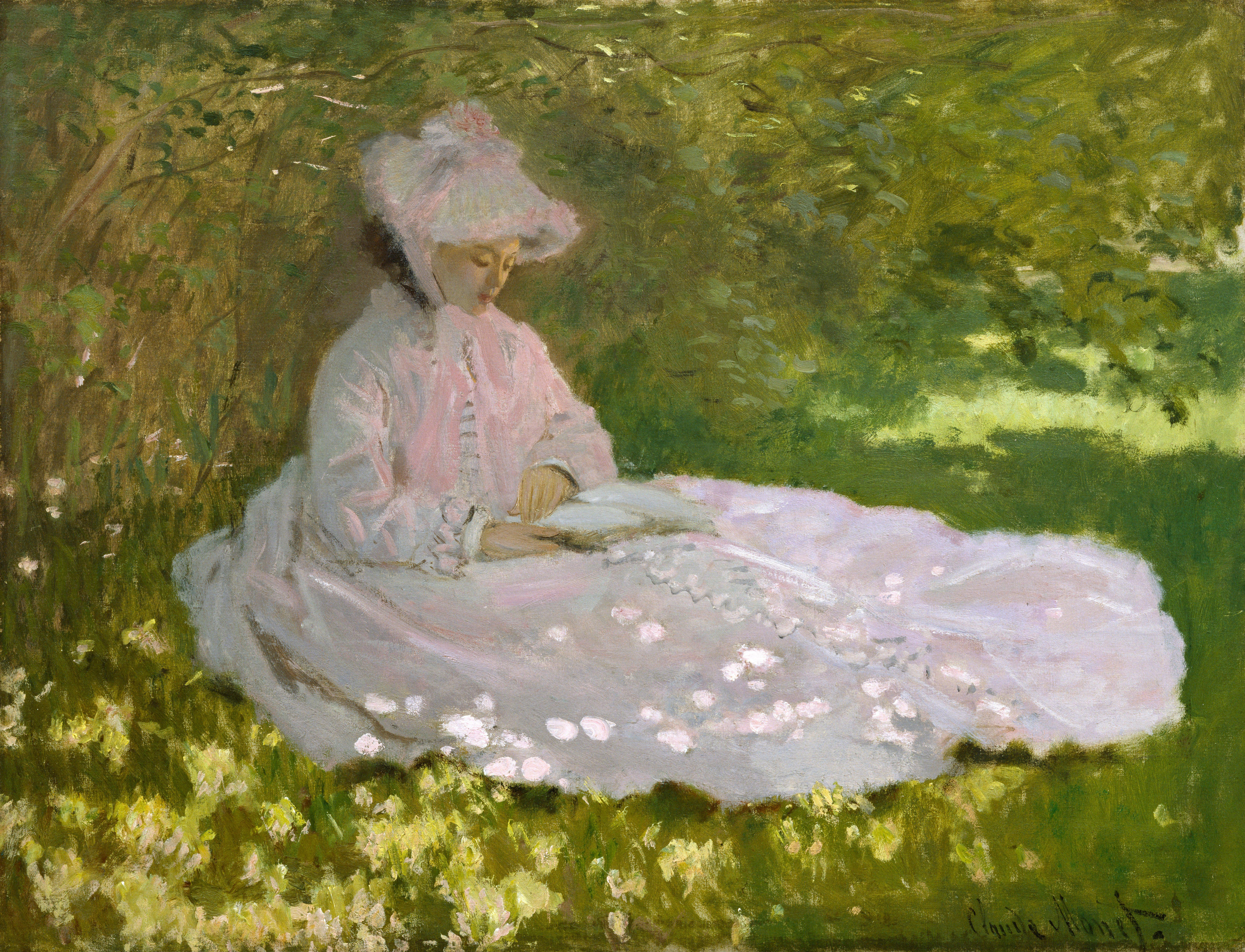
Claude Monet, Wiosna, 1872 r.
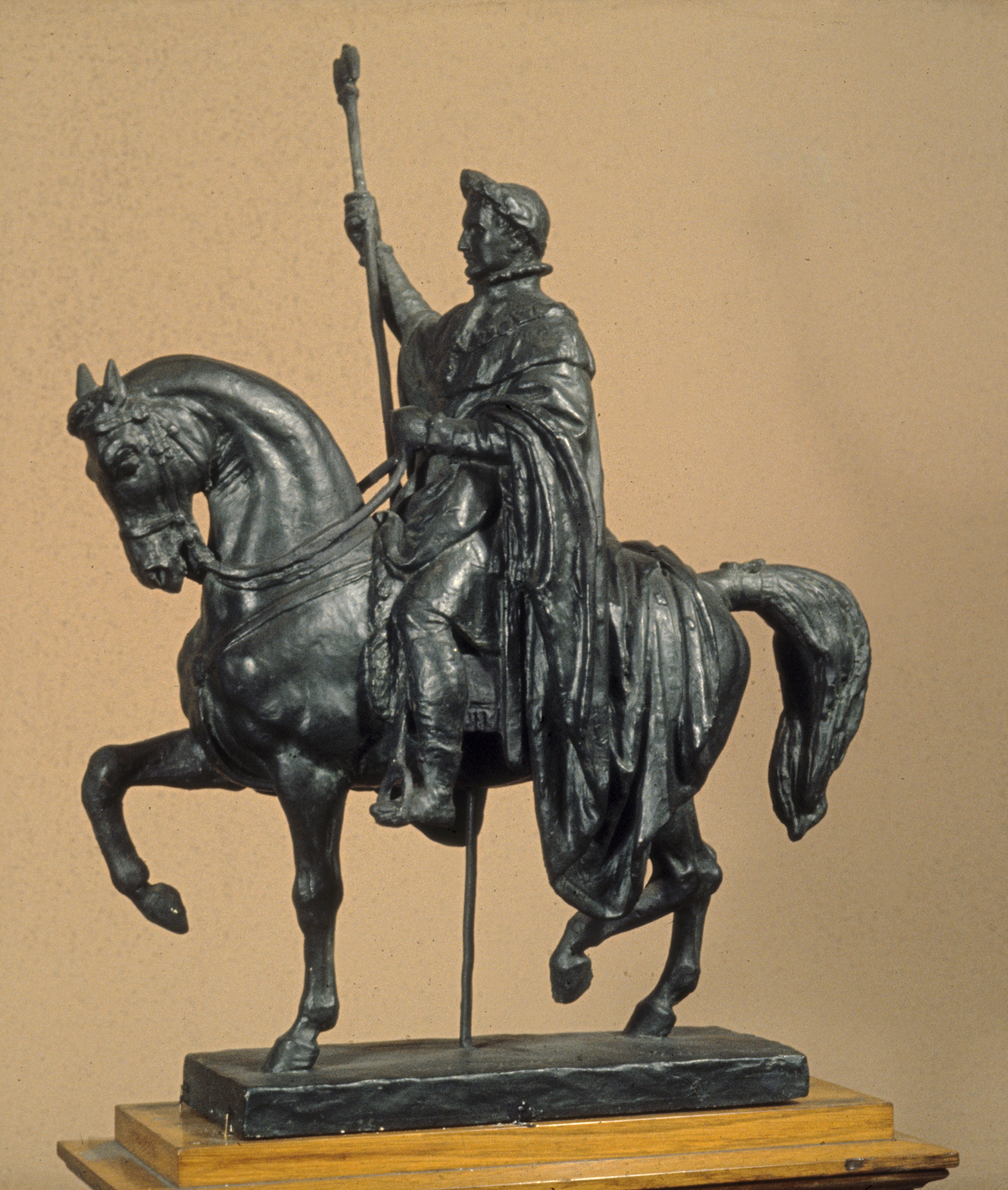
Baron Carlo Marochetti, model pomnika Napoleona I, około 1810 r.
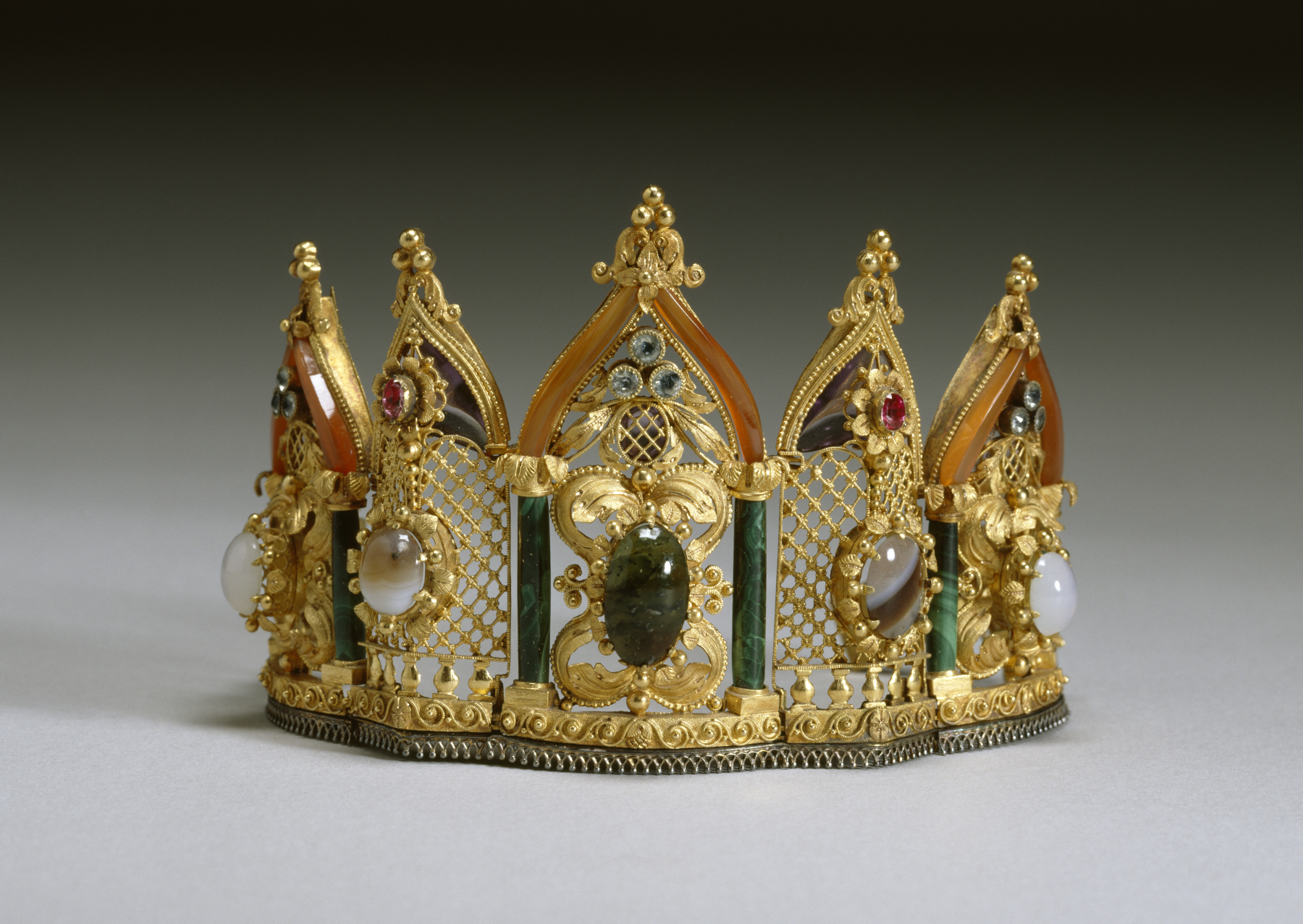
Neogotycka bransoleta, Austria, około 1870 r.
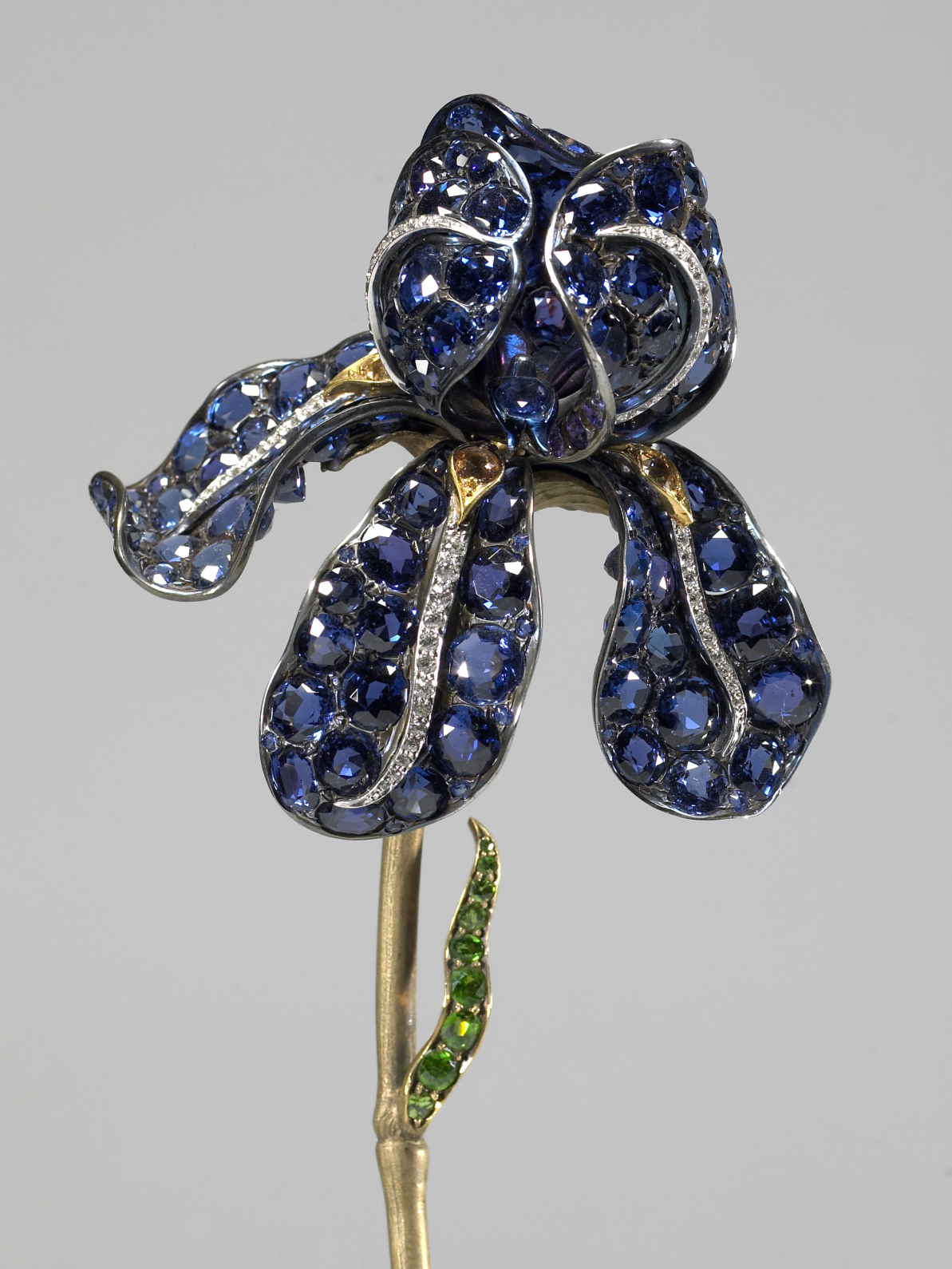
Tiffany and Co., Kwiat irysu, początek XX w.
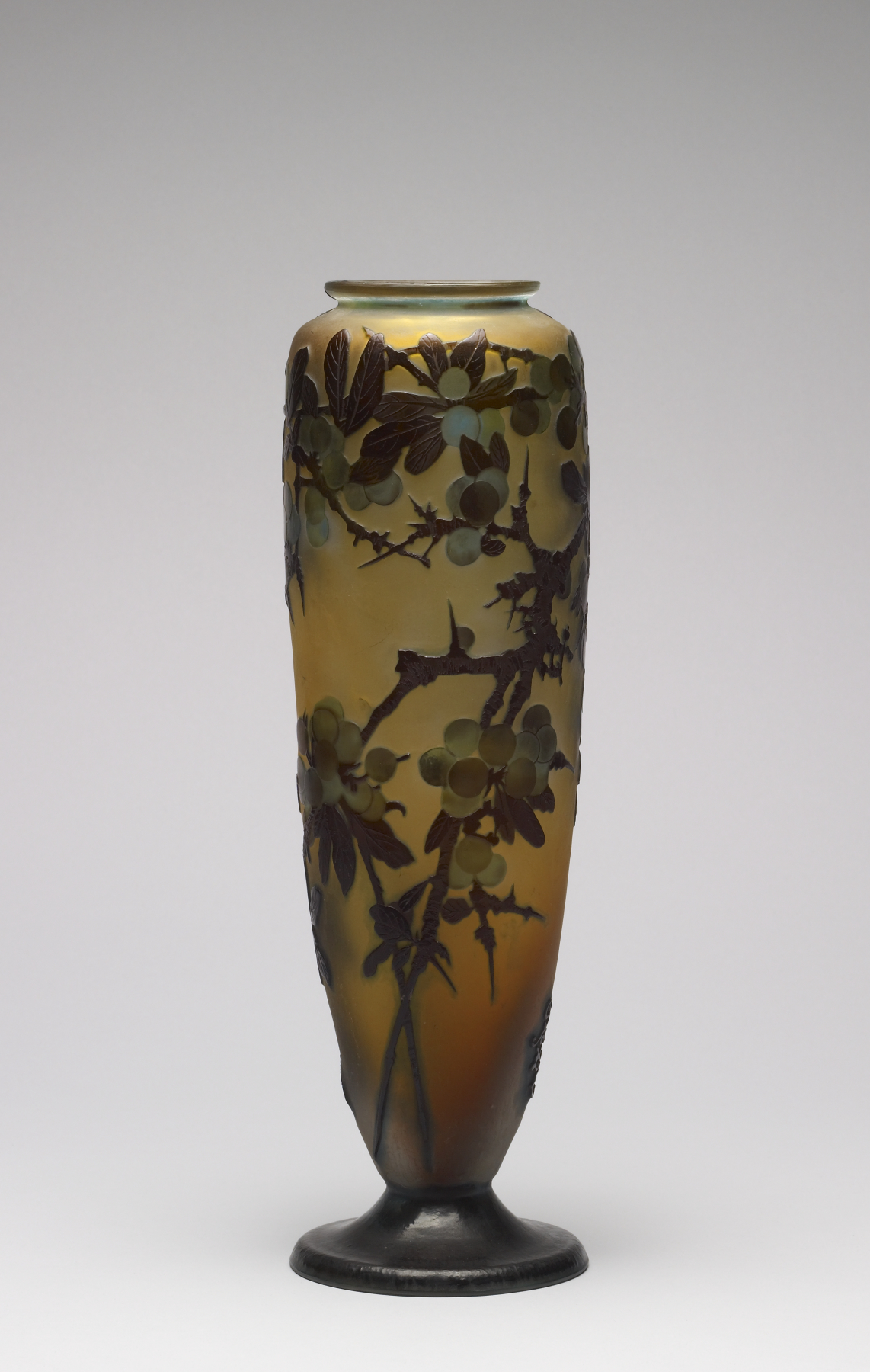
Emile Gallé, Wazon z gałęziami wiśni, około 1900 r.

### Rysunki w Walters Art Museum

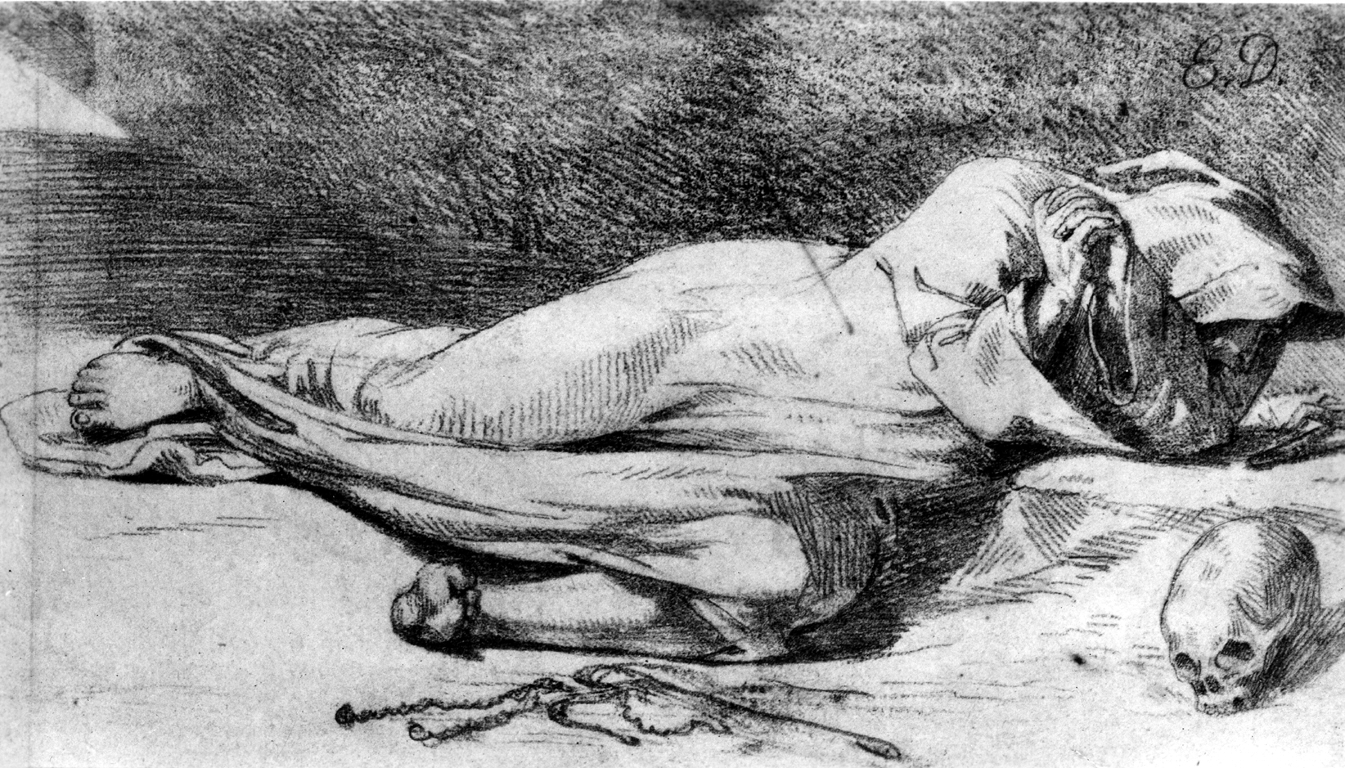
Eugène Delacroix, Mnich podczas modlitwy (rysunek), 1821 r.
Paul Delaroche, Szkic do Louise Vernet na łożu śmierci, około 1845 r.
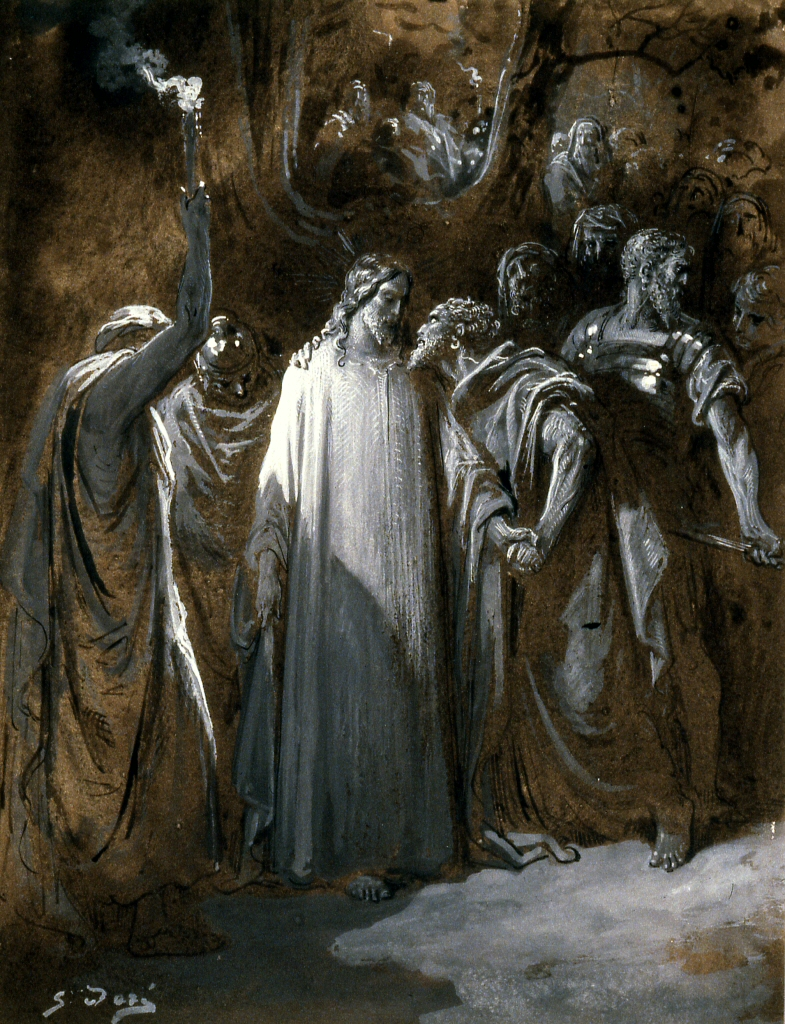
Gustave Doré, Pocałunek Judasza, 1865 r.
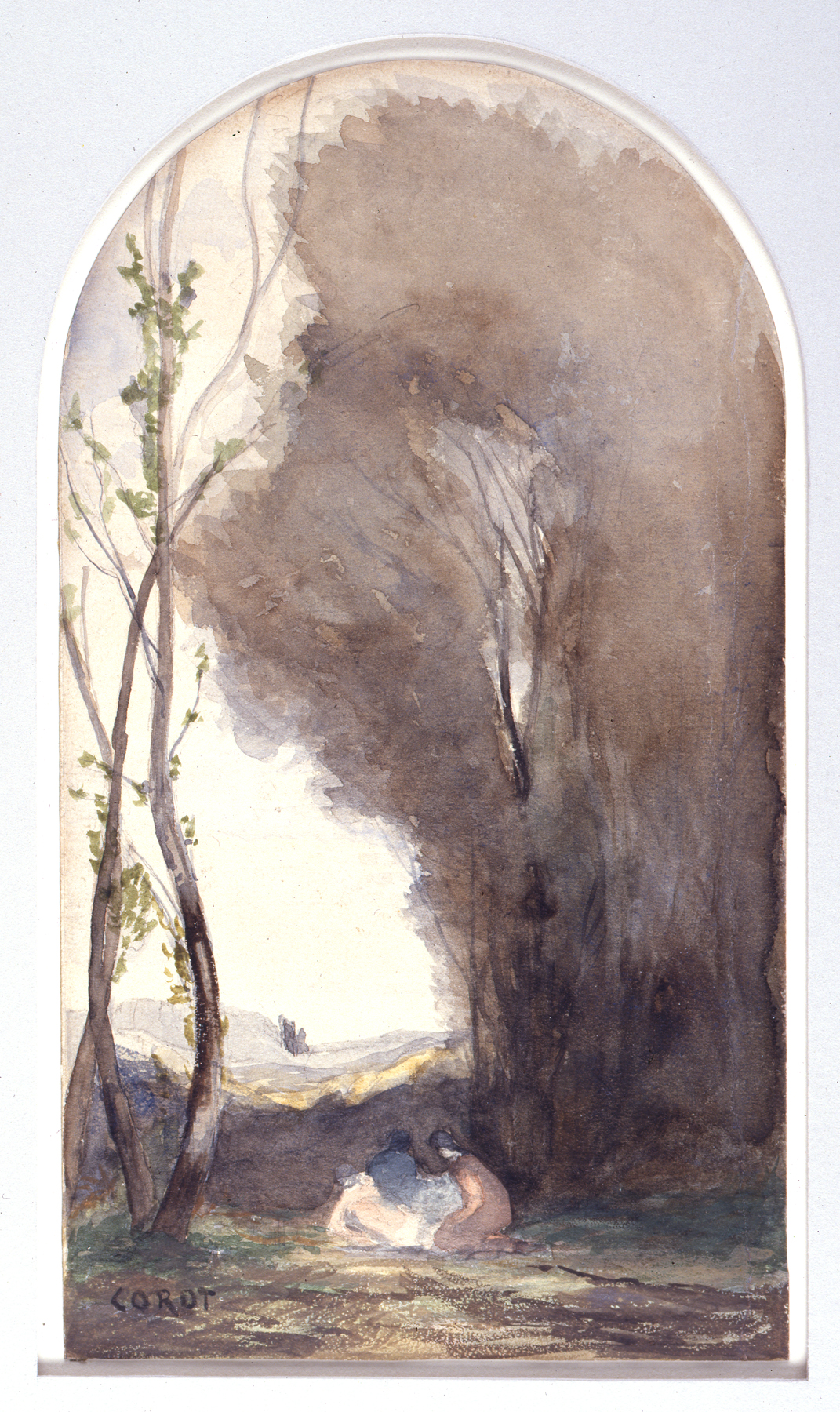
Jean Baptiste Camille Corot, Krajobraz ze świętym Sebastianem (szkic akwarelowy), około 1867 r.
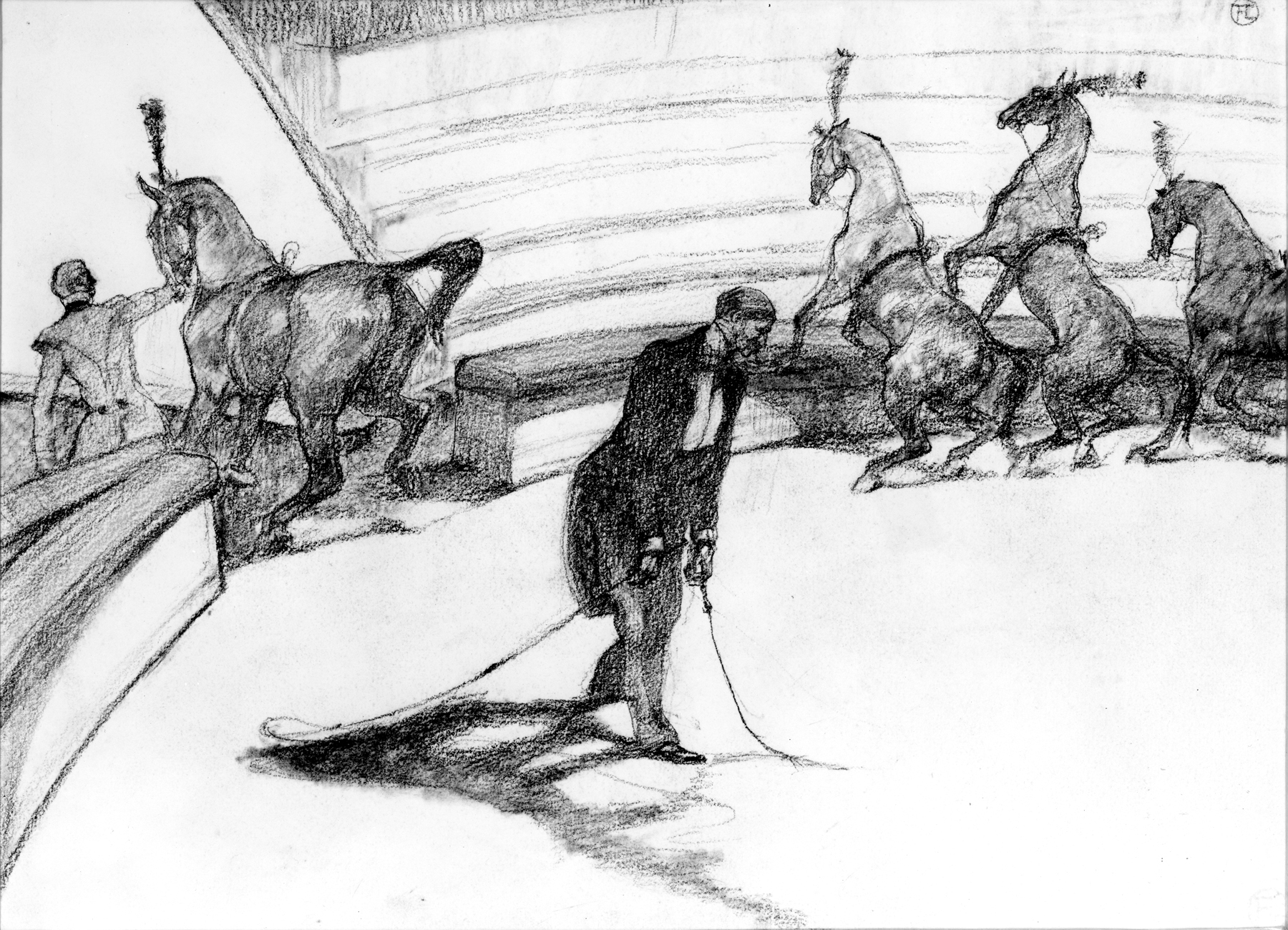
Henri de Toulouse-Lautrec, Trzy konie, 1899 r.

### Sztuka Dalekiego Wschodu

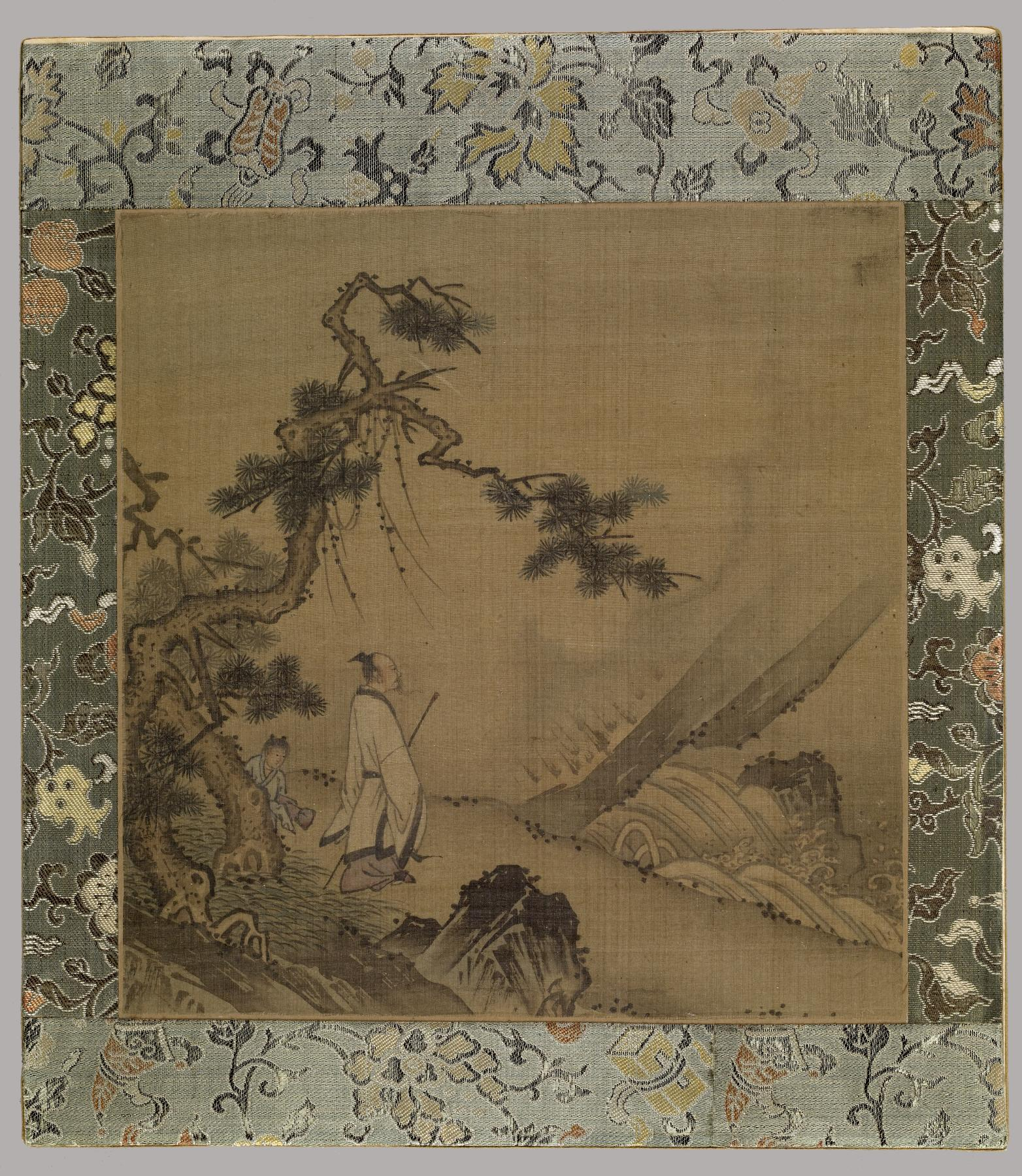
Nieznany malarz i rysownik chiński, Pod sosną, XV w.
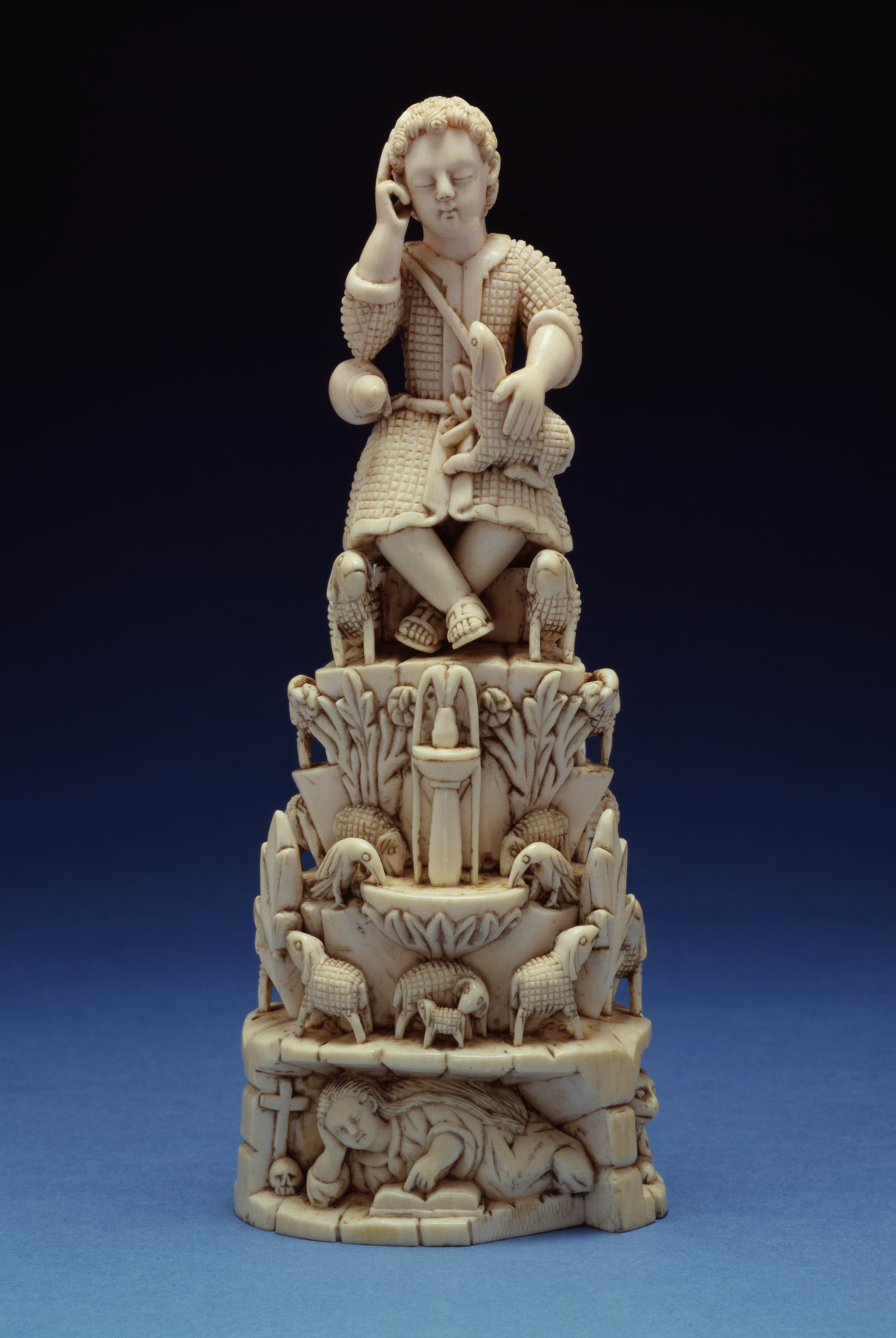
Chrystus jako Dobry Pasterz, Indie, między 1600 a 1650 r.
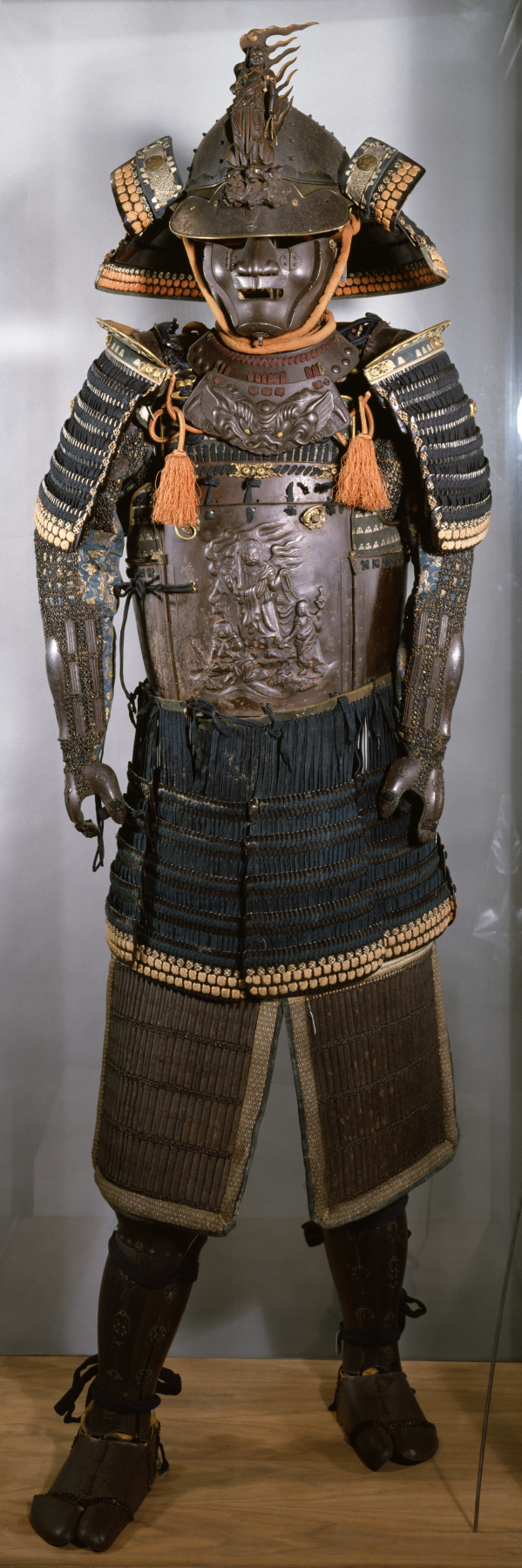
Zbroja japońska z XVIII w.
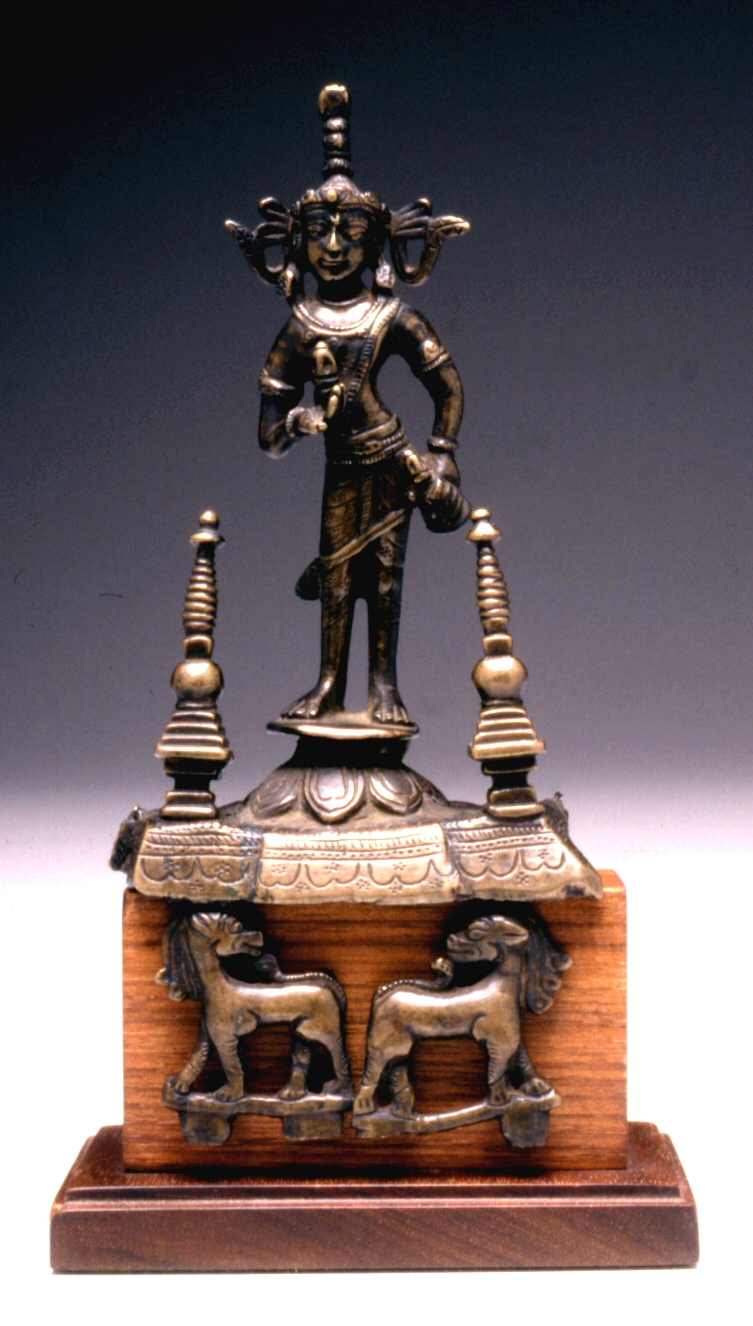
Figurka Buddy Vajrasatva, Południowy Tybet, XI w.
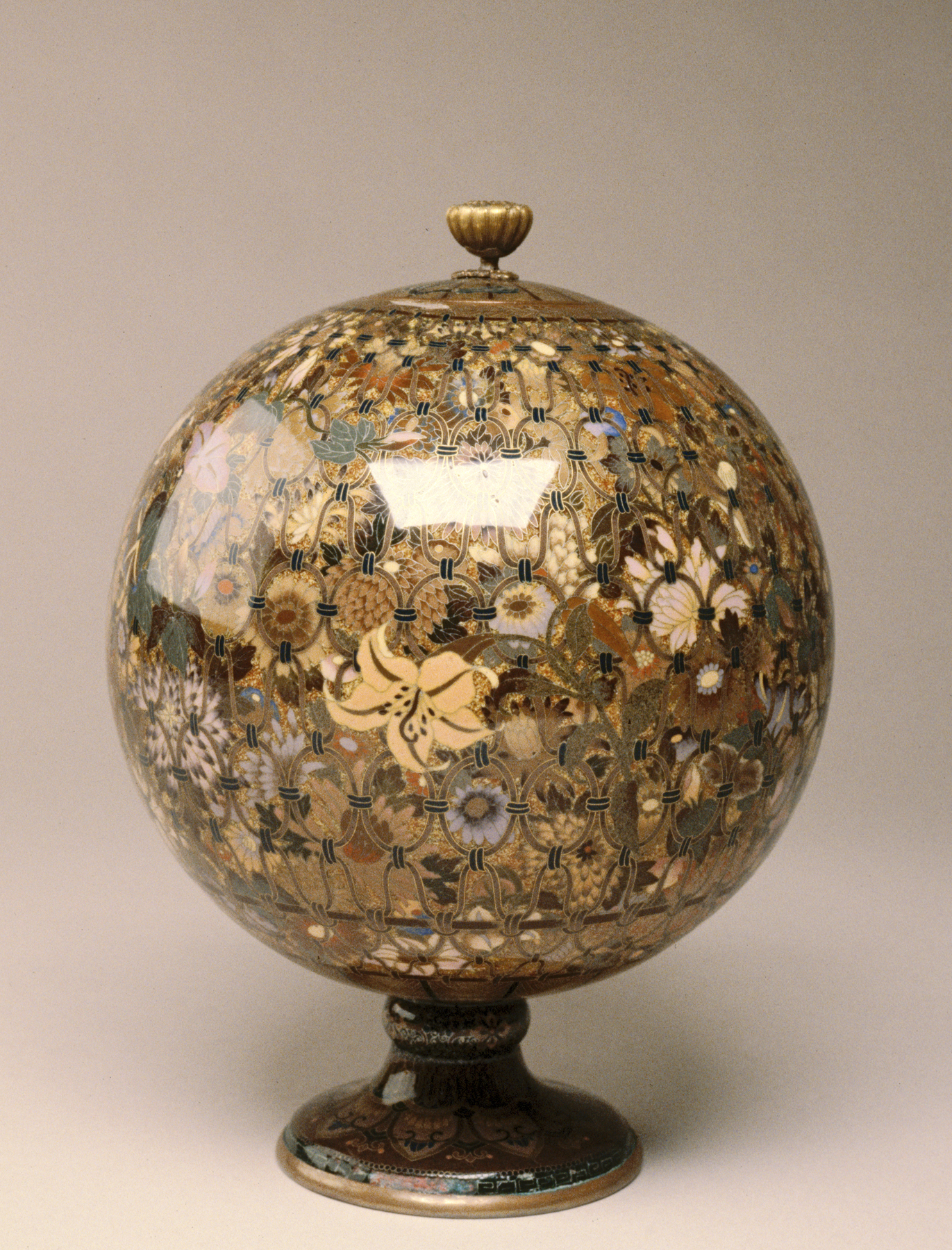
Kumeno Teitaro, dzbanek z dekoracją roślinną, około 1890 r.

### Sztuka Afryki

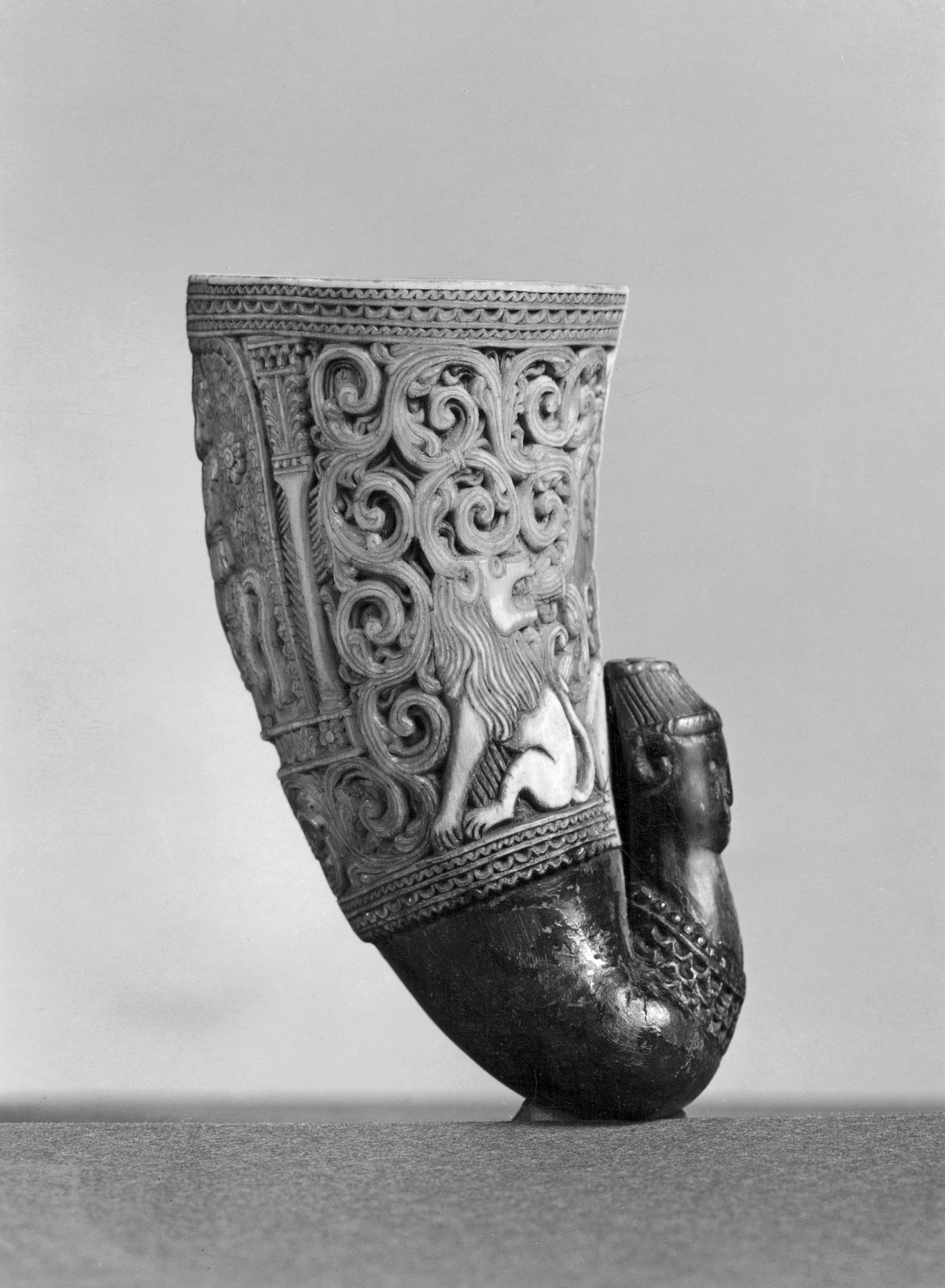
Róg z reliefem z kości słoniowej, Północna Afryka, między XVI–XVIII w.
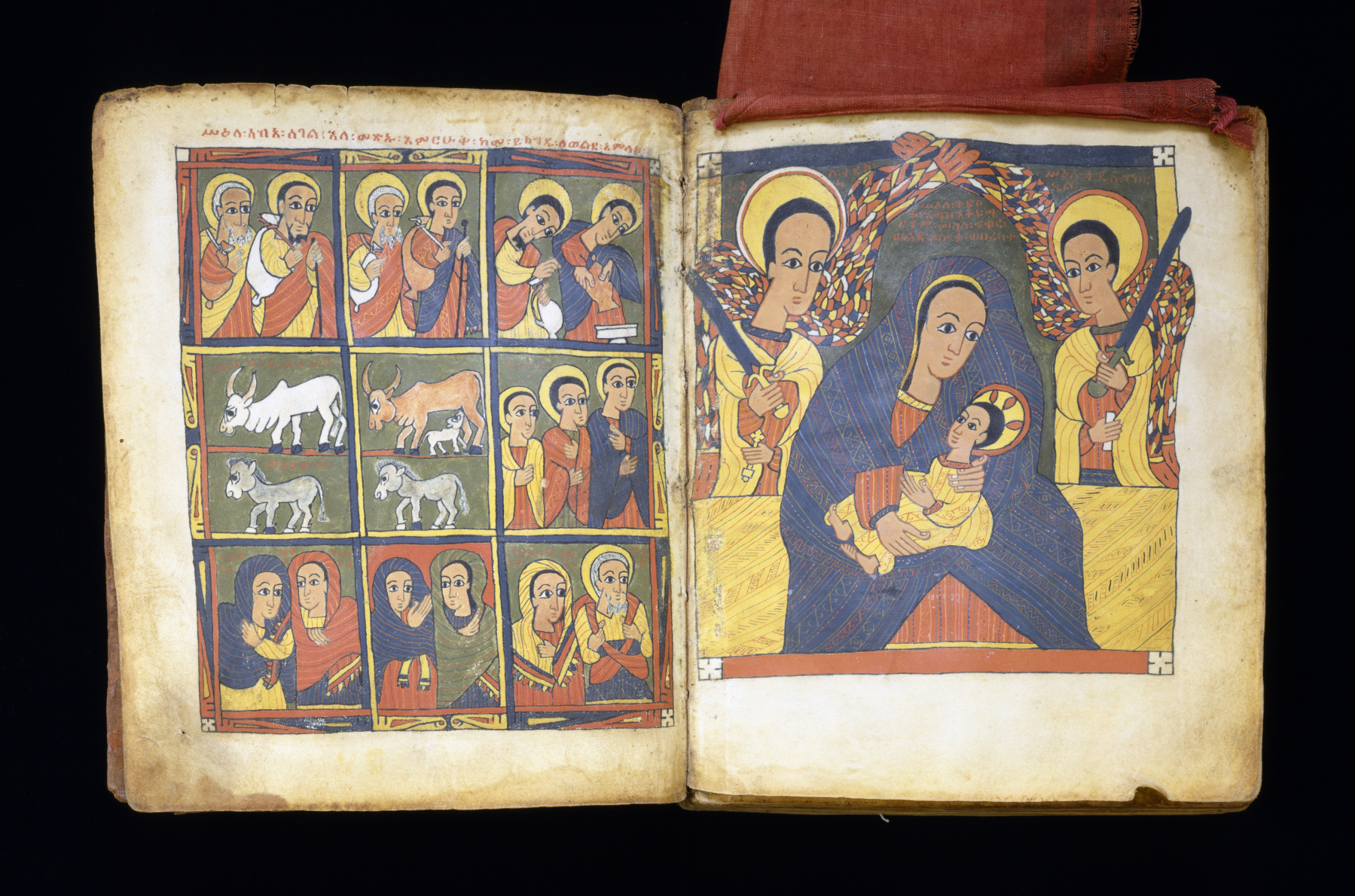
Miniatura w Ewangeliarzu Gunda Gunde, Etiopia, około 1540 r.
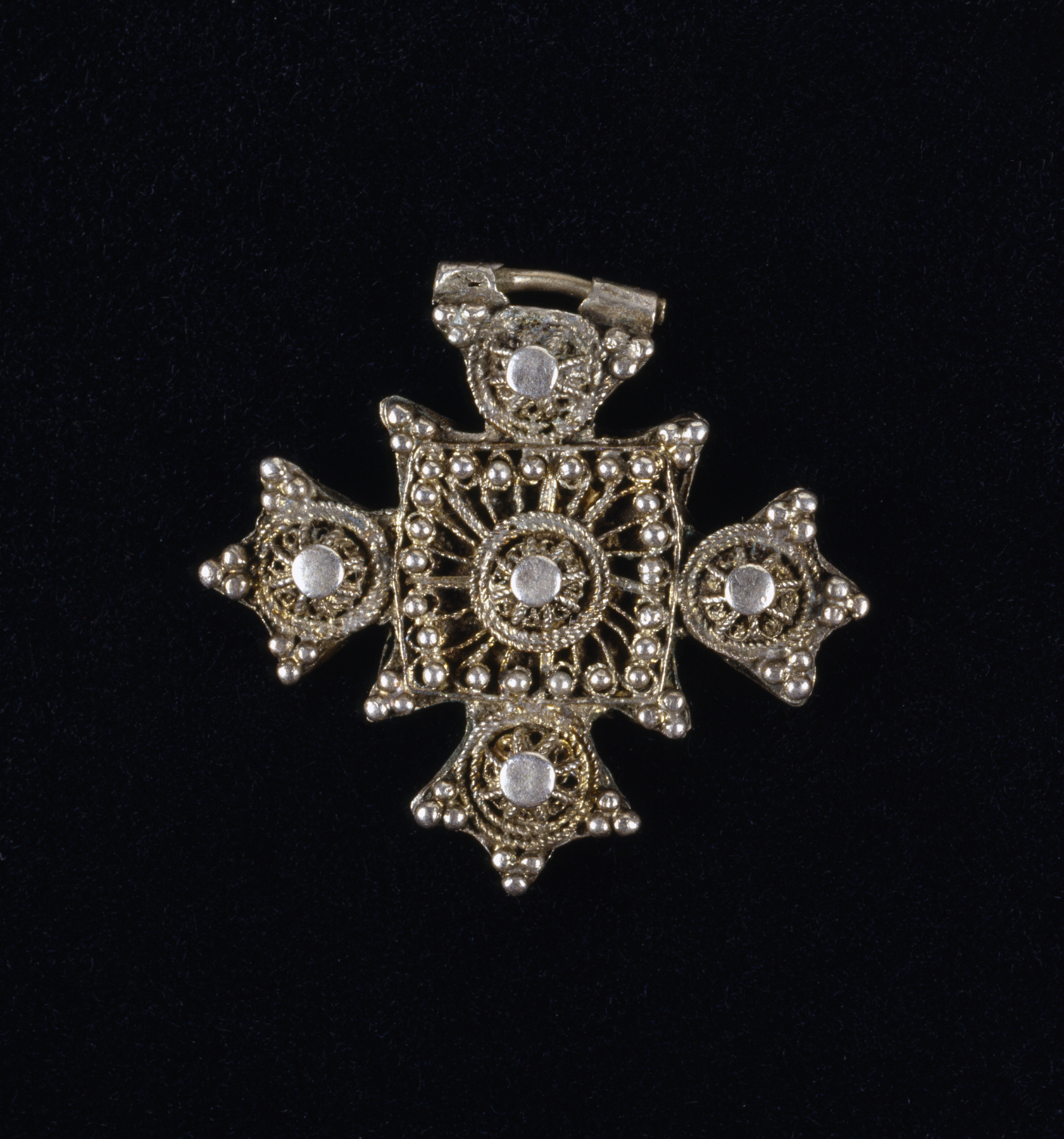
Krzyżyk do naszyjnika, Etiopia, XIX w.
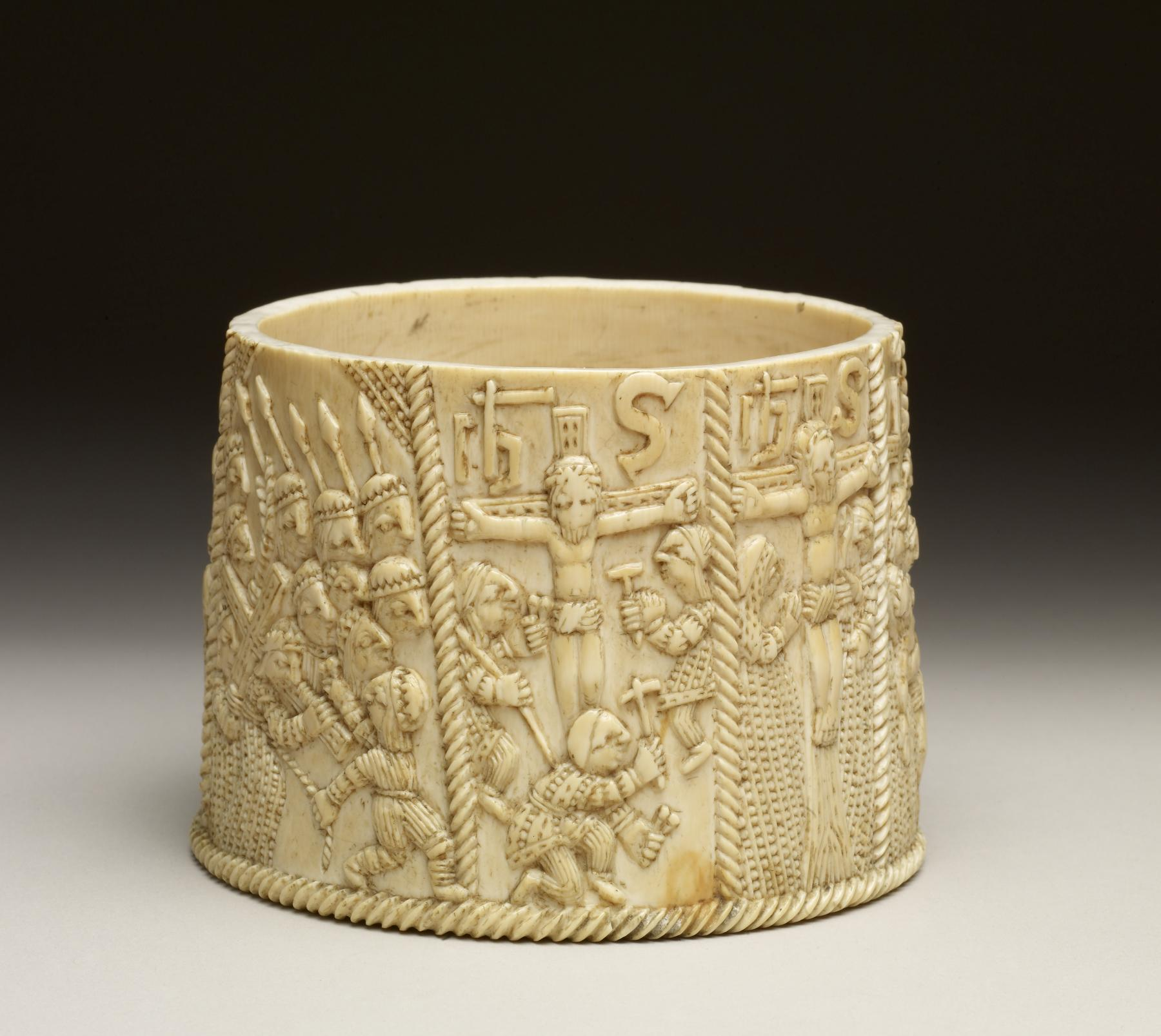
Pyxis z kości słoniowej z cyklem Pasji Chrystusa, Sierra Leone, XVI w.
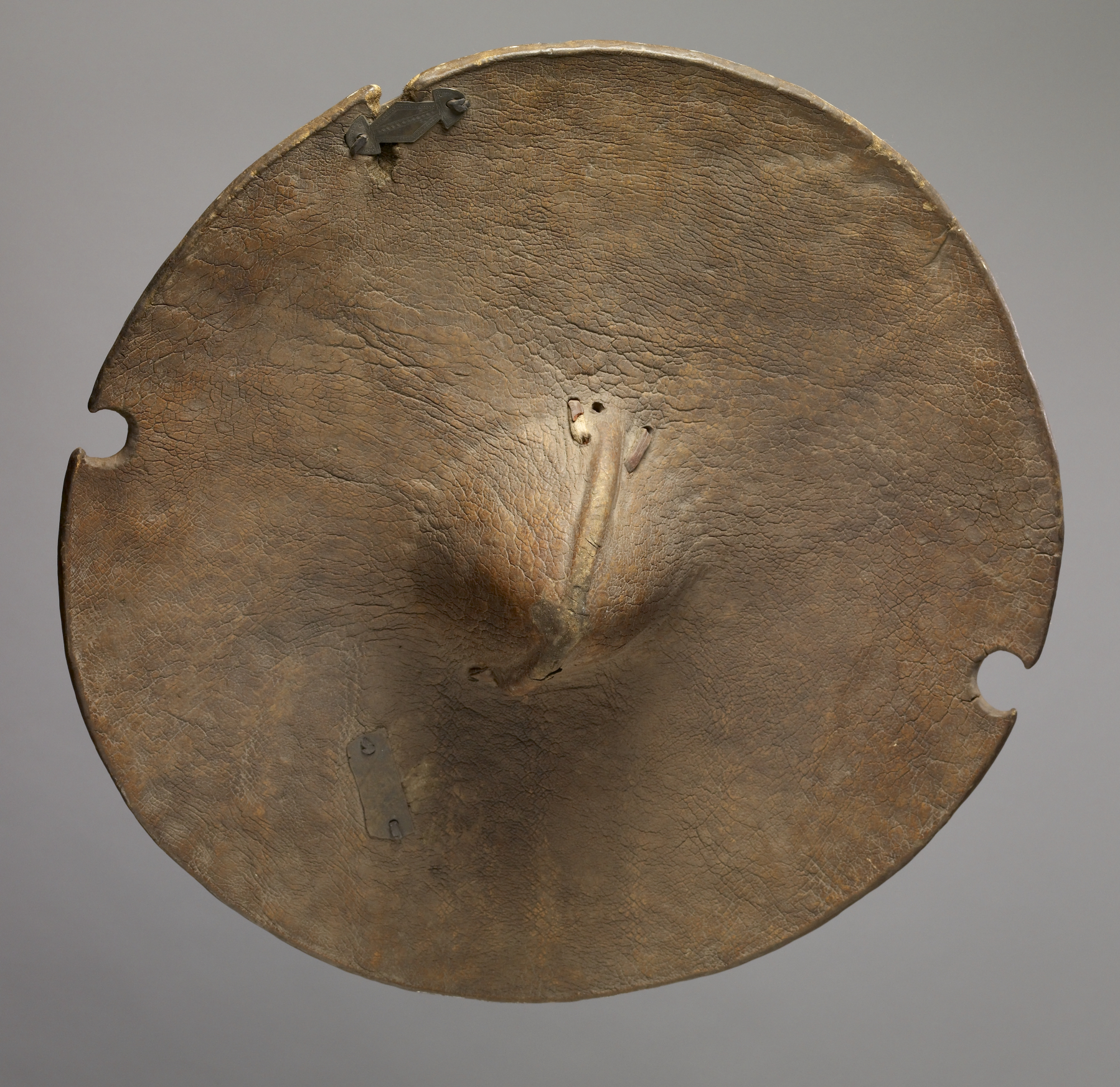
Tarcza Beji, Sudan, schyłek XIX w.

### Sztuka prekolumbijska

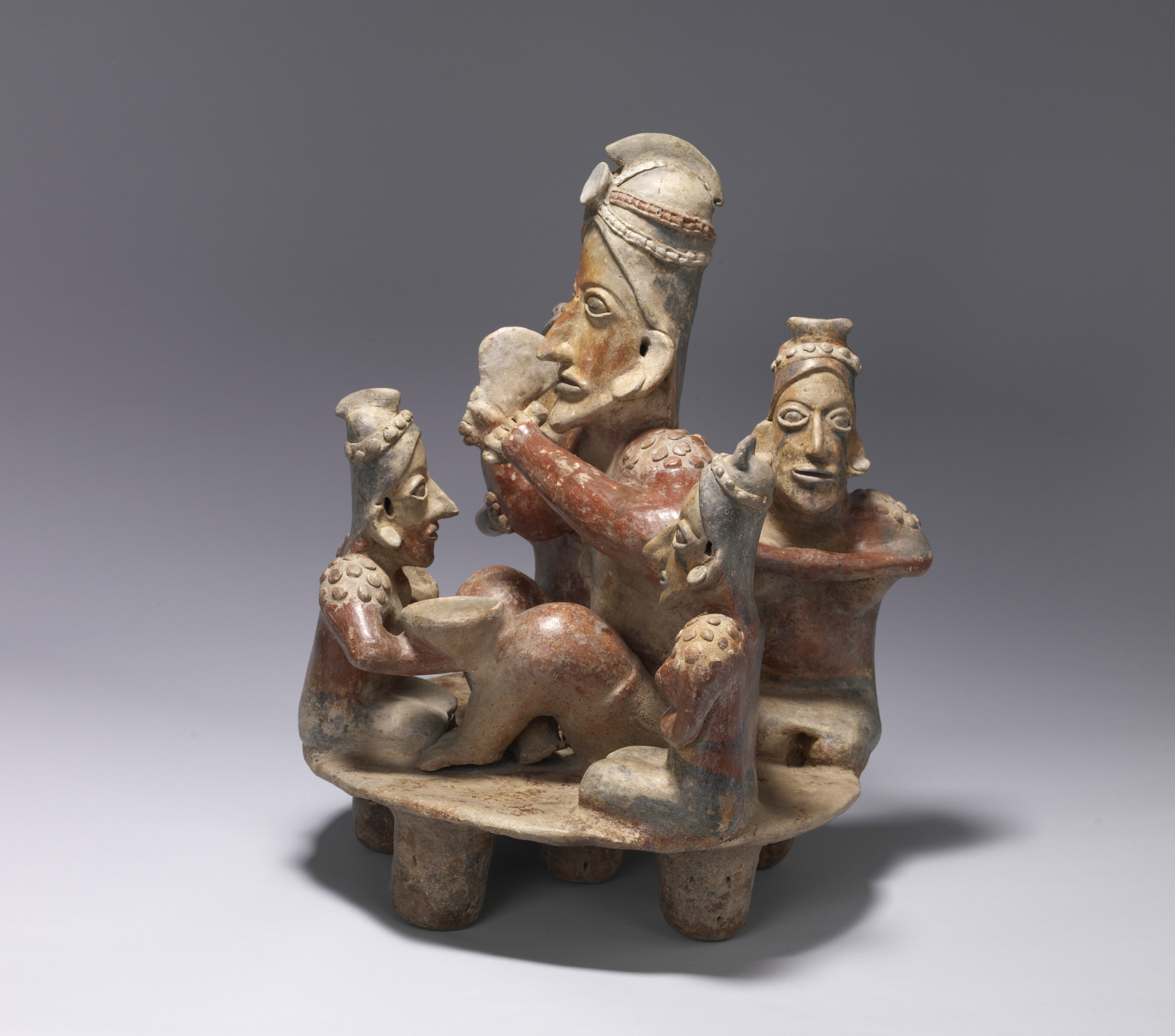
Przedstawienie uczty, Jalisco, między 300 r. p.n.e. – 300 r. n.e.
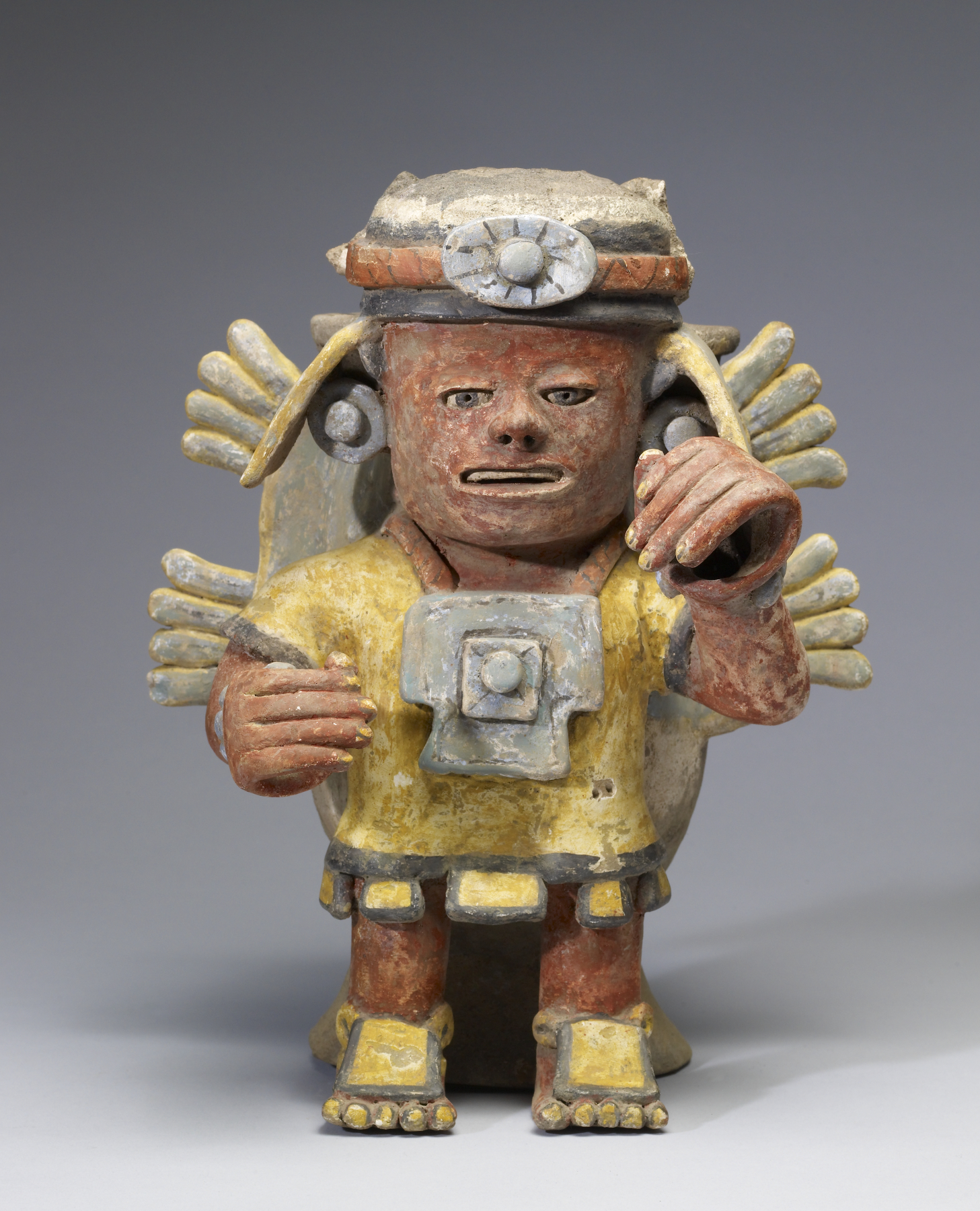
Figurka mężczyzny, kultura Misteków, między 1200 a 1500 r.
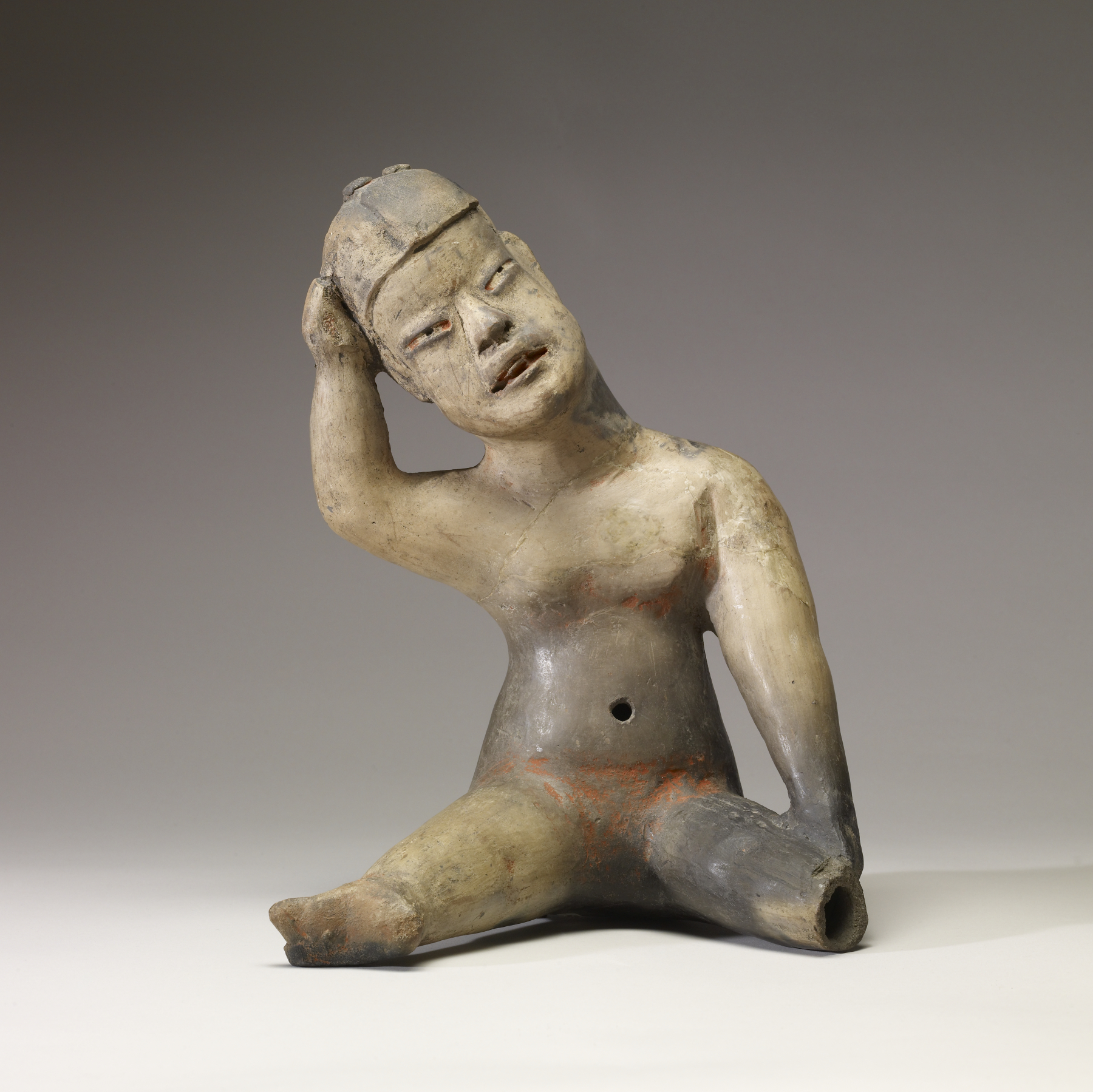
Figurka siedzącego mężczyzny, kultura Olmeków, lata około 1200-900 p.n.e.
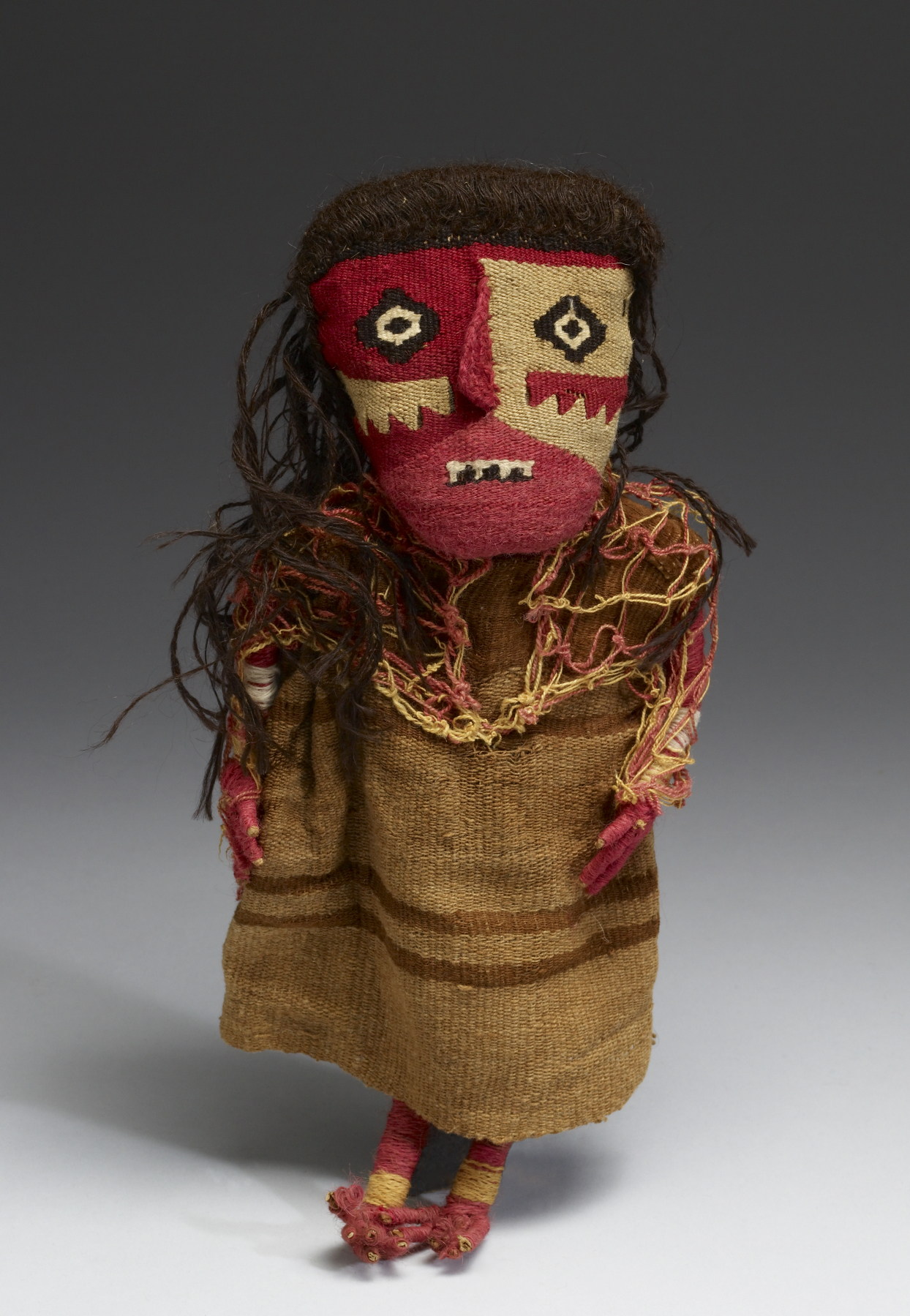
Kukiełka z Chancay, Peru, między 1000 a 1450 r.
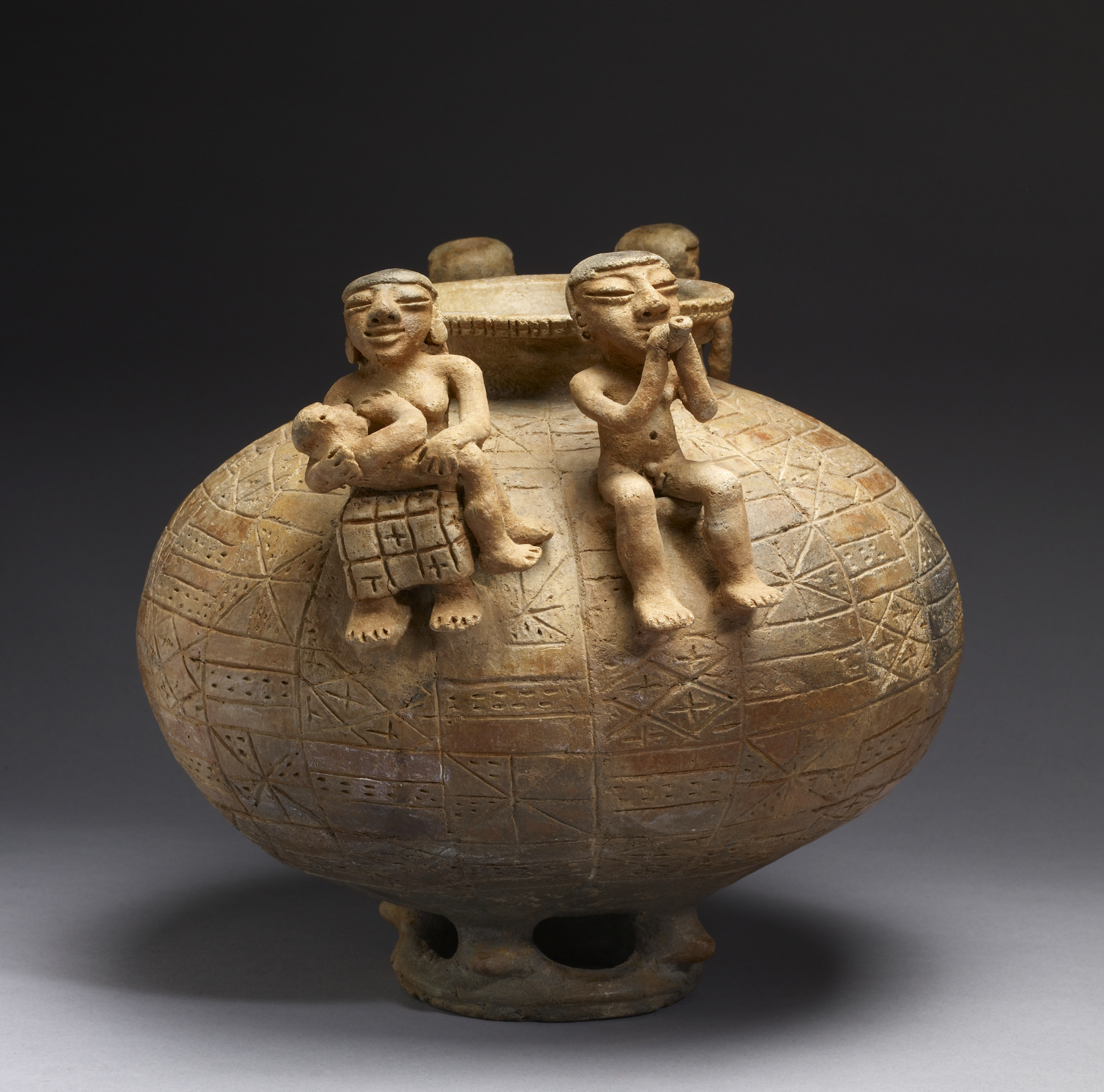
Dzbanek z figurkami, kultura Zenú, między 500 a 1550 r.